# Paris
Paris (phát âm tiếng Pháp: [paʁi]) là thủ đô và là thành phố đông dân nhất nước Pháp, cũng là một trong ba thành phố phát triển kinh tế nhanh nhất thế giới cùng Luân Đôn với New York và là một trung tâm hành chính của vùng Île-de-France với dân số ước tính là 2.165.423 người tính đến  năm 2019, trên diện tích hơn 105,4 km2 (40,7 dặm vuông Anh). Kể từ thế kỷ 17, Paris đã là một trong những trung tâm lớn về tài chính, ngoại giao, thương mại, thời trang, ẩm thực, khoa học và nghệ thuật của thế giới nói chung. Thành phố Paris là trung tâm và là nơi đặt trụ sở chính quyền của vùng và tỉnh Île-de-France, hay Vùng Paris, có dân số ước tính là 12.262.544 người, hay khoảng 19% dân số Pháp tính đến  năm 2019. Vùng Paris có GDP là 739 tỷ € (743 tỷ USD) vào năm 2019, cao nhất ở Châu Âu. Theo Khảo sát Chi phí Sinh hoạt Toàn cầu của Economist Intelligence Unit vào năm 2021, Paris là thành phố đắt đỏ thứ hai trên thế giới, cùng với Singapore xếp sau Tel Aviv và đứng trước Zürich, Hồng Kông, Oslo và Geneva. Một nguồn tin khác xếp Paris là thành phố đắt đỏ nhất, ngang hàng với Singapore và Hồng Kông, vào năm 2018.
Paris là một trung tâm vận tải đường sắt, đường cao tốc và đường hàng không được phục vụ bởi hai sân bay quốc tế chính: Paris–Charles de Gaulle (sân bay bận rộn thứ hai ở Châu Âu) và Paris–Orly. Khai trương vào năm 1900, hệ thống tàu điện ngầm của thành phố, Métro Paris, phục vụ 5,23 triệu hành khách mỗi ngày; nó là hệ thống tàu điện ngầm bận rộn thứ hai ở châu Âu sau Tàu điện ngầm Moskva. Gare du Nord là nhà ga bận rộn thứ 24 trên thế giới và là nhà ga nhộn nhịp nhất bên ngoài lãnh thổ Nhật Bản, với 262 triệu hành khách vào năm 2015. Paris đặc biệt nổi tiếng với các bảo tàng và địa danh kiến trúc: Louvre vẫn là bảo tàng được ghé thăm nhiều nhất trên thế giới với 2,8 triệu lượt khách vào năm 2021, bất chấp việc đóng cửa do virus COVID-19 gây ra. Bảo tàng Orsay, bảo tàng Marmottan Monet và bảo tàng Orangerie gây chú ý nhờ các bộ sưu tập tranh nghệ thuật Ấn tượng Pháp. Bảo tàng Quốc gia Nghệ thuật Hiện đại của Trung tâm Pompidou có bộ sưu tập tranh nghệ thuật đương đại và hiện đại lớn nhất ở châu Âu. Bảo tàng Rodin và bảo tàng Picasso trưng bày các tác phẩm của hai danh họa. Quận lịch sử dọc theo sông Seine ở trung tâm thành phố đã được UNESCO công nhận là Di sản thế giới từ năm 1991; các địa danh nổi tiếng tại đây bao gồm Nhà thờ Đức Bà Paris ở Île de la Cité, hiện đã đóng cửa để tu sửa sau trận hỏa hoạn ngày 15 tháng 4 năm 2019. Những địa điểm du lịch nổi tiếng khác bao gồm nhà nguyện hoàng gia theo kiểu kiến trúc Gothic Sainte-Chapelle, cũng nằm trên Île de la Cité; Tháp Eiffel, được xây dựng nhằm chuẩn bị cho Triển lãm Quốc tế Paris 1889; Grand Palais và Petit Palais, được xây dựng nhằm chuẩn bị cho Triển lãm Quốc tế Paris 1900; Khải Hoàn Môn nằm trên đại lộ Champs-Élysées, đồi Montmartre và Vương cung thánh đường Sacré-Cœur.
Paris chào đón 12,6 triệu lượt khách vào năm 2020, tính theo thời gian lưu trú tại khách sạn, giảm 73% so với năm 2019, do virus COVID-19. Số lượng du khách nước ngoài giảm 80,7%. Các bảo tàng được mở cửa trở lại vào năm 2021, với giới hạn về số lượng khách tham quan tại một thời điểm và yêu cầu du khách bắt buộc phải đeo khẩu trang.
Câu lạc bộ bóng đá Paris Saint-Germain và câu lạc bộ bóng bầu dục liên hiệp Stade Français có trụ sở tại Paris. Sân vận động Stade de France có sức chứa 80.000 chỗ ngồi, được xây dựng để chuẩn bị cho FIFA World Cup 1998, tọa lạc phía bắc Paris ở xã Saint-Denis lân cận. Paris tổ chức giải quần vợt Grand Slam thường niên Pháp Mở rộng trên sân đất nện Roland Garros. Thành phố này đã đăng cai Thế vận hội Mùa hè vào các năm 1900, 1924 và sẽ đăng cai Thế vận hội Mùa hè 2024. Các kỳ FIFA World Cup 1938 và 1998, World Cup Rugby 2007, cũng như UEFA Euro 1960, 1984 và 2016 đều được tổ chức tại thành phố này. Vào tháng 7 hàng năm, giải đua xe đạp Tour de France kết thúc tại đại lộ Champs-Élysées ở Paris.

## Tên gọi
"Paris" xuất phát từ tên gọi những người Parisii bộ tộc Gaulois. Năm 52 trước Công Nguyên, khi người La Mã tới, họ gọi khu vực này là Lutetia hay Lutetia Parisiorum. Khoảng năm 300, Lutetia được đổi tên thành Paris, lấy từ chữ "Civitas Parisiorum" - có nghĩa Thành của người Parisii. Còn nguồn gốc tên những người Parisii vẫn chưa được chắc chắn. Hiện nay, ở Paris cũng có một khách sạn nổi tiếng mang tên Lutetia.
Trong tiếng Việt, Paris từng được gọi phổ biến bằng tên Ba Lê, âm Hán-Việt của 巴黎 (pinyin: Bālí; dùng tiếng Trung phiên âm tên gốc tiếng Pháp ra chữ Hán rồi quy sang âm Hán Việt tương ứng). Tuy nhiên, tên gọi này hiện nay ít được sử dụng, và tên gọi Ba Lê còn trùng âm với nghệ thuật múa ba lê, xuất phát từ chữ ballet trong tiếng Pháp. Dựa vào phiên âm tiếng Pháp là /paʁi/ⓘ, Paris được viết là Pa-ri, tương tự Mát-xcơ-va (Moskva) là theo phiên âm tiếng Nga.
Paris nổi tiếng với tên gọi "Kinh đô ánh sáng", vốn từ trong tiếng Pháp là "Ville lumière", dịch chính xác là Thành phố ánh sáng, cũng giống trong tiếng Anh: The City of Lights. Tên gọi này được bắt đầu từ nghĩa đen của nó: cuối thế kỷ 17, trung tướng cảnh sát đầu tiên của Paris Gabriel Nicolas de La Reynie ra lệnh thắp sáng những khu vực công cộng nhiều tệ nạn của thành phố. Nhưng bởi Paris nổi tiếng với vị trí trung tâm văn hóa, tri thức của cả thế giới, nên tên gọi này thường được hiểu theo nghĩa bóng.
Cùng với Venezia, Paris còn được ví là "Thành phố của tình yêu". Những người yêu thích Paris cũng nói: Chỉ cần thêm hai chữ cái, Paris trở thành thiên đường. Trong tiếng Pháp, thêm hai chữ a và d, Paris thành Paradis, có nghĩa là thiên đường. Từ "parisien" trong tiếng Pháp là tính từ của Paris, cũng là danh từ để chỉ những người dân của thành phố này. Ngoài ra, "parisien" còn là một từ lóng được các nhà văn của thế kỷ 19 như Victor Hugo, Eugène Sue hay Balzac sử dụng rộng rãi và còn phổ biến cho tới thập niên 1950.
Một tên gọi thân mật khác của Paris là "Paname" từ đầu thế kỷ 20 khi những chiếc mũ panama phổ biến. Bắt đầu bởi các công nhân đào con kênh Panama, loại mũ này rất thịnh hành ở Mỹ và châu Âu. Rồi đến Paris, tất cả đàn ông đều đội một chiếc panama và nó thành một tên gọi cho thành phố. Cũ hơn nữa, Paris và một trong các ngoại ô là Pantin được gọi lóng là "Pantruche" theo tên công ty tổ chức lễ hội Carnaval của Paris: Compagnie Carnavalesque Parisienne "les Fumantes de Pantruche". "Parigot" cũng là một từ lóng để chỉ những người Paris, nhưng từ này ít nhiều mang tính châm chọc, chế giễu.

## Địa lý

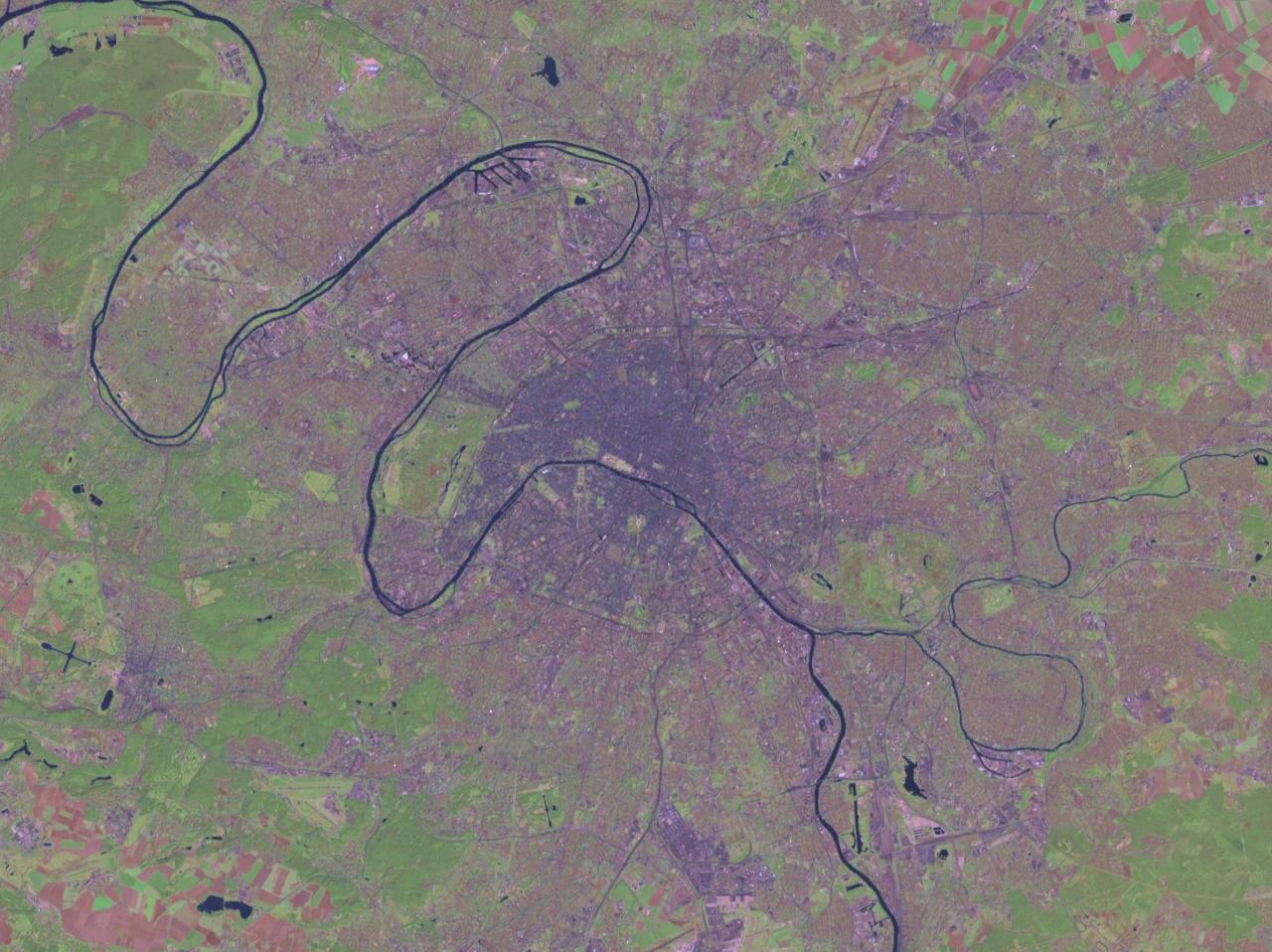
Ảnh vệ tinh khu vực Paris

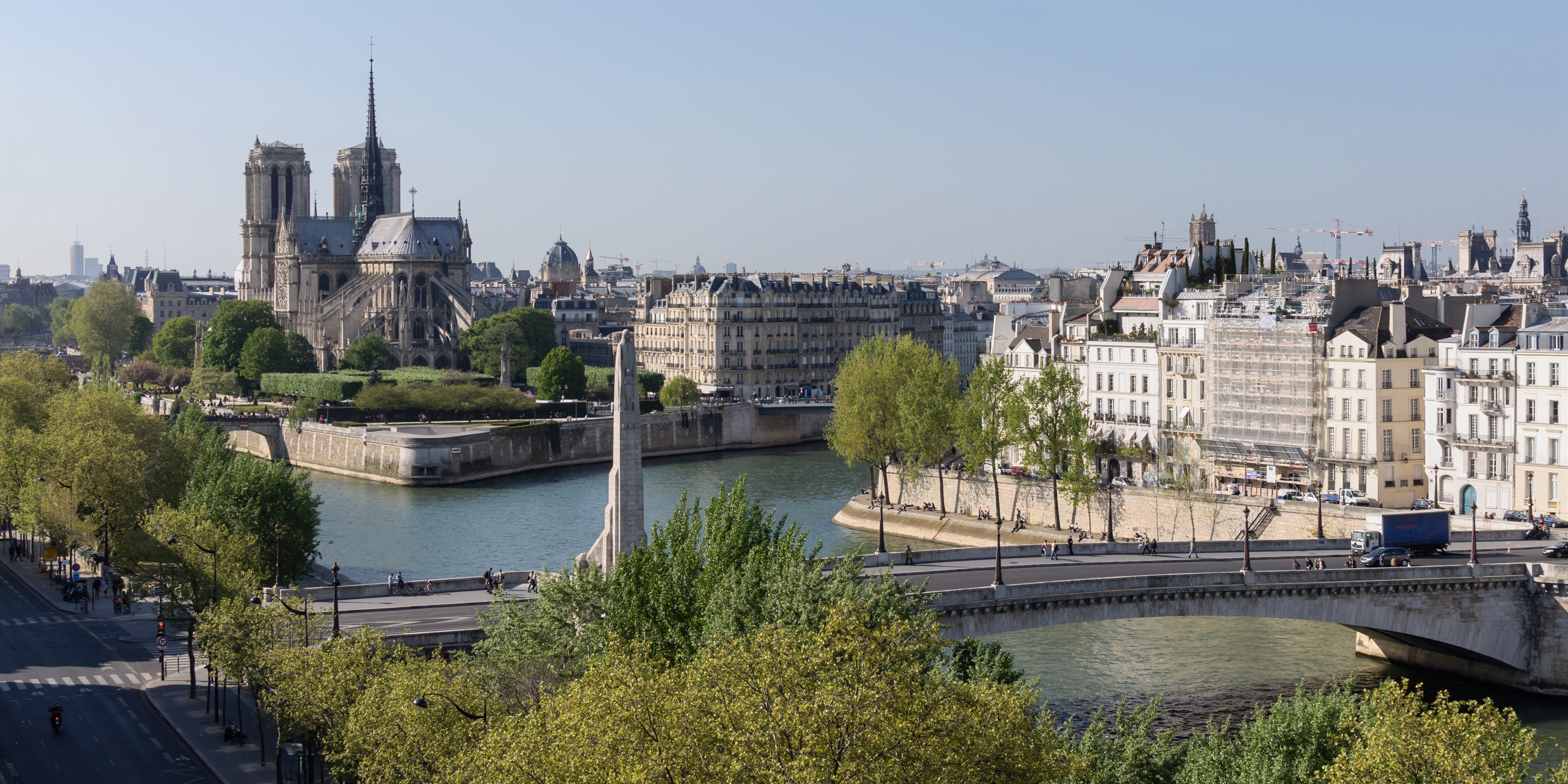
Île de la Cité và Île Saint-Louis

Nằm ở phía Bắc nước Pháp. Paris được xây dựng hai bên bờ sông Seine với tâm là đảo Île de la Cité. Tại trung tâm của bồn địa chất Paris, trên một vùng trầm tích bằng phẳng rộng lớn, Đây cũng là nơi hợp lưu của sông Seine và sông Marne với dân số ước tính là 2.165.423 người tính đến  năm 2019, trên diện tích hơn 105,4 km2 (40,7 dặm vuông Anh). . Hai đảo của sông tạo nên trung tâm lịch sử của thành phố: Île de la Cité ở phía tây và Île Saint-Louis ở phía đông. Từ tâm này, thành phố trải rộng ra xung quanh, nhưng phần diện tích Paris ở phía bắc - tức hữu ngạn sông Seine - rộng hơn bên tả ngạn phía nam rõ rệt. Cả hai bên sông Seine, một số vùng đất tạo bởi đá thạch cao nhô lên thành những quả đồi nhỏ. Ở hữu ngạn: đồi Montmartre có độ cao là 131 mét, đỉnh là vị trí nhà thờ Saint-Pierre; Belleville cao 128,5 m tại phố Télégraphe; Ménilmontant 108 m; công viên Buttes-Chaumont 103 m; Passy 71 m. Bên tả ngạn: Montparnasse cao 66 m; Butte aux Cailles 63 m; đồi Sainte-Geneviève 61 m.
Vào năm 1844, nội ô Paris (Paris intra-muros) được giới hạn bởi bức tường thành Thiers. Tới năm 1860, một số hạt và quận xung quanh được sáp nhập vào thành phố. Còn ngày nay, Paris được phân định với ngoại ô bằng các đại lộ vành đai dài 35 km. Tuy nhiên có một vài ngoại lệ. Quận 15 vượt qua ranh giới này tới sân bay trực thăng Issy-les-Moulineaux. Quận 16 bao gồm cả rừng Boulogne rộng 846 hecta ở phía tây. Còn rừng Vincennes rộng 995 hecta thuộc Quận 12 ở phía Đông. Tổng cộng chu vi của Paris dài tới 54,74 km.
Thành phố Paris rộng 105 km². Nếu tính khu vực đô thị Paris, có nghĩa gồm thành phố và đô thị ngoại ô, tổng diện tích là 2.723 km² với 9.644.507 dân vào năm 1999, chiếm 396 xã của vùng Île-de-France. Còn toàn bộ vùng đô thị Paris, có nghĩa bao gồm tất cả các vùng phụ cận chịu ảnh hưởng của thủ đô, vào năm 1999 có dân số 11.174.743 người trên tổng cộng 1.584 xã.
Điểm trung tâm của Pháp được đánh dấu ở sân trước nhà thời Đức Bà, có tọa độ địa lý 48,85341°N, 2,34880°E.

### Địa chất thủy văn

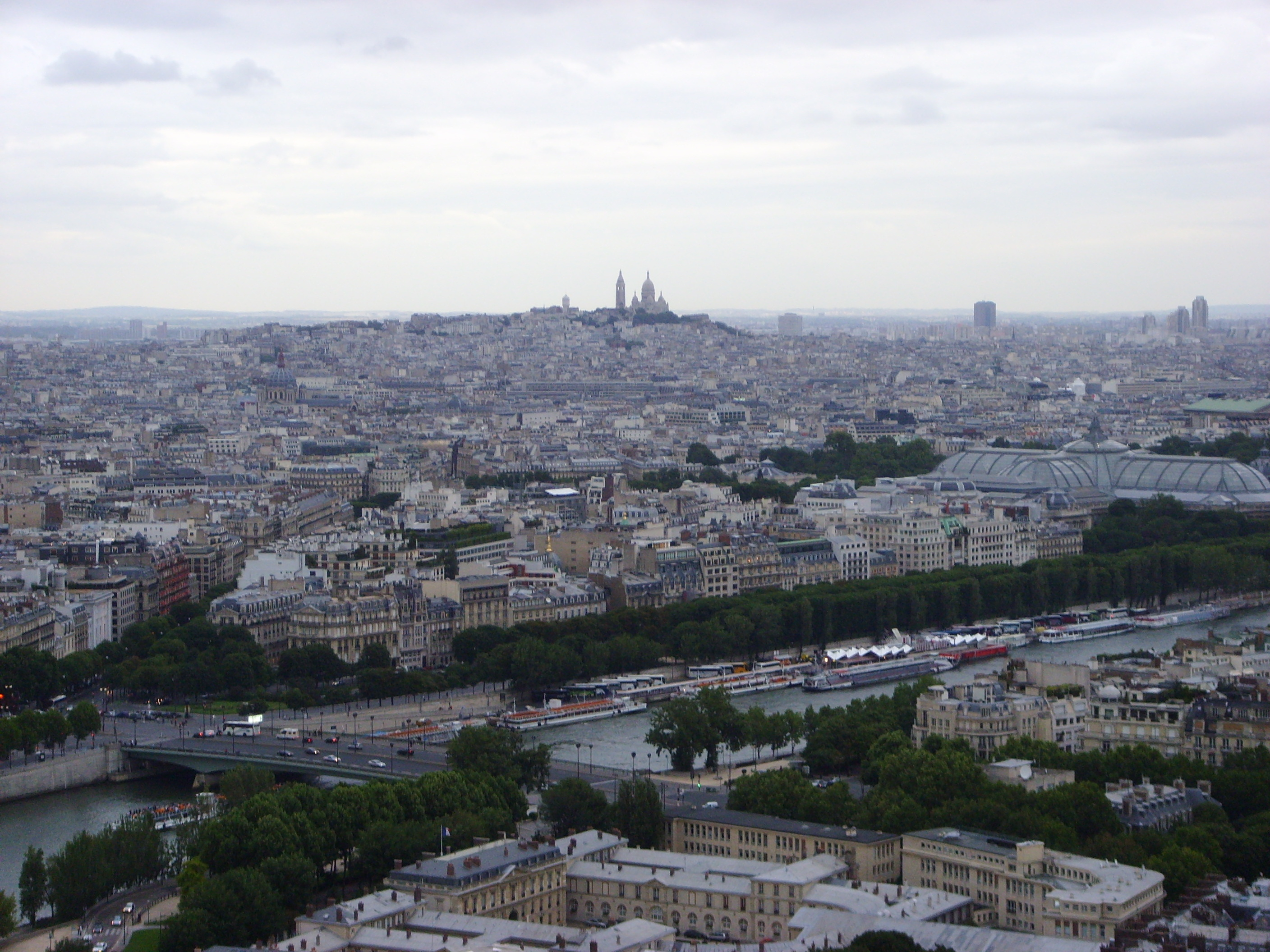
Quang cảnh Paris nhìn từ tháp Eiffel

Bồn địa chất Paris tạo nên một tập hợp các lớp trầm tích kế tiếp. Đây là một trong những nơi đầu tiên trở thành đối tượng của việc xây dựng bản đồ địa chất và cho phép tạo ra nhiều lý thuyết về địa chất, như cổ sinh vật học và giải phẫu so sánh của Georges Cuvier. Bồn Paris được tạo trong khoảng thời gian 41 ngàn năm. Đây là một bồn thềm lục địa trên những khối núi từ thời Đại cổ sinh như khối núi Vosges, khối núi Massif central, khối núi Armorica. Với sự tạo thành của dãy Alps, bồn Paris bị đóng lại, chỉ còn mở ra phía biển Manche và Đại Tây Dương. Nó báo trước cho sự hình thành lưu vực sông Loire và sông Seine. Cuối thế Oligocen, bồn Paris trở thành lục địa.
Năm 1911, nhà địa lý Paul Lemoine chỉ ra rằng bồn Paris được hợp bởi những địa tầng bố trí thành những vùng trũng đồng tâm. Sau đó, các nghiên cứu sâu hơn trên nhưng dữ liệu địa chấn và phương pháp khoan đã cho phép có một cái nhìn chính xác. Chúng xác nhận những vùng trũng đồng tâm nhưng phức tạp giống như các phay. Sự cấu tạo của địa hình Paris nằm ở các tầng Đại Trung Sinh và Kỷ Paleogen và được tạo bởi sự xói mòn.
Địa tầng đầu tiên bắt đầu từ Kỷ Đệ Tam tiếp tục bồi đắp bởi sông Seine vào thời kỳ hiện đại. Các lớp đọng đầu tiên là cát và đất sét xuất hiện ở khu vực Trocadéro, Quận 16 ngày nay. Nhưng giai đoạn được biết tới nhiều nhất là tầng Lutetia với các lớp đọng giàu thạch cao và đá vôi. Tầng động vật này đã được đặt theo tên tiếng La Tinh của Paris: Lutetia. Lòng đất của Paris mang nhiều đặc tính với sự hiện diện của đá vôi, thạch cao và đá vôi silic. Một số đã được sử dụng như ở Hầm mộ Paris, ngày nay vẫn được mở cửa một phần cho công chúng. Đá vôi được khai thác cho tới thế kỷ 14 ở tả ngạn sông Seine, từ quảng trường Italie tới phố Vaugirard. Ngày nay sự khai thác chuyển về Oise. Còn việc khai thác thạch cao từng rất phổ biến ở Montmartre và Bagneux.
Dòng sông Seine chảy qua Paris theo hình một cánh cung: vào thành phố từ phía đông nam và ra khỏi thành phố phía tây bắc. Hơn 30 cây cầu của Paris bắc qua dòng sông này. Còn có hai dòng chảy khác qua Paris. Sông Bièvre phía nam, ngày nay ngầm hoàn toàn dưới đất. Kênh Saint-Martin hoàn thành 1825 dài 4,5 km, nối với bồn Villette vào thành phố ở phía đông bắc. Kênh Saint-Martin chảy ngầm dưới đất cho tới phố Faubourg-du-Temple ở quảng trường Bastille rồi tiếp tục chảy lộ thiên và nối với sông Seine ở phía thượng lưu của đảo Île Saint-Louis. Một con kênh khác là Saint-Denis, cũng nối với bồn Villette theo hướng Saint-Denis, dài 4,5 km và hoàn thành vào năm 1821. Con kênh này gặp sông Seine ở phần hạ lưu và không đi qua Paris. Một dòng sông nữa là Marne, chảy gần Paris qua Seine-Saint-Denis, Val-de-Marne và gặp sông Seine ở phía đông nam thành phố.
Địa chất thủy văn đã ảnh hưởng nhiều tới quy hoạch đô thị Paris. Sông Bièvre, một nhánh nhỏ của sông Seine, đã bị che lại, chỉ chảy ngầm dưới đất từ thế kỷ 19 bởi vấn đề vệ sinh. Nhiều dòng nước ngầm khác dưới lòng Paris, như Auteuil đã cung cấp nước cho thành phố bởi các giếng khoan. Các mạch nước tầng Alba được biết đến nhiều nhất trong vùng Paris và được khai thác từ năm 1841 bởi giếng Grenelle.

### Khí hậu và môi trường
Do có vị trí nằm ở vùng ôn đới, nên Paris có khí hậu tương đối ôn hoà. Ảnh hưởng của đại dương khí hậu ở Paris chiếm ưu thế, thể hiện như: mùa hè mát, trung bình 18°C; mùa đông không quá lạnh, trung bình 6 °C; các mùa đều mưa nhiều và thời tiết thất thường. Lượng mưa trung bình ở Paris là 641 mm. Mưa tuyết không nhiều, chủ yếu vào những tháng lạnh nhất như tháng 1, tháng 2, nhưng đôi khi vào tận tháng 4. Tuy vậy khí hậu Paris cũng đôi khi đột biến. Nhiệt độ cao nhất ghi được tại đây là vào ngày 25 tháng 7 năm 2019, lên đến 42,6 °C. Còn nhiệt độ thấp nhất ghi lại được vào ngày 10 tháng 12 năm 1879, xuống tới -23,9 °C. Mùa hè năm 2003, cùng với châu Âu, Paris cũng phải chịu một trận nắng nóng lịch sử.
Như tất cả các thành phố lớn khác trên thế giới, Paris chịu hậu quả của sự thay đổi môi trường do dân số tăng và các hoạt động kinh tế. Là thủ đô có mật độ dân số cao nhất châu Âu nhưng tỷ lệ không gian xanh ở Paris lại thấp nhất, dù những thập kỷ gần đây một số công viên và vườn mới được tạo thêm. Không chỉ là lời đồn, vấn đề phân chó thực sự có ở Paris. Nó vẫn xuất hiện trên vỉa hè, dù ngày nay nhiều người dắt chó đi dạo phải mang theo túi ni lông để nhặt phân chó.
| Dữ liệu khí hậu của Paris Montsouris (1981–2010)         | Dữ liệu khí hậu của Paris Montsouris (1981–2010) | Dữ liệu khí hậu của Paris Montsouris (1981–2010) | Dữ liệu khí hậu của Paris Montsouris (1981–2010) | Dữ liệu khí hậu của Paris Montsouris (1981–2010) | Dữ liệu khí hậu của Paris Montsouris (1981–2010) | Dữ liệu khí hậu của Paris Montsouris (1981–2010) | Dữ liệu khí hậu của Paris Montsouris (1981–2010) | Dữ liệu khí hậu của Paris Montsouris (1981–2010) | Dữ liệu khí hậu của Paris Montsouris (1981–2010) | Dữ liệu khí hậu của Paris Montsouris (1981–2010) | Dữ liệu khí hậu của Paris Montsouris (1981–2010) | Dữ liệu khí hậu của Paris Montsouris (1981–2010) | Dữ liệu khí hậu của Paris Montsouris (1981–2010) |
| Tháng                                                    | 1                                                | 2                                                | 3                                                | 4                                                | 5                                                | 6                                                | 7                                                | 8                                                | 9                                                | 10                                               | 11                                               | 12                                               | Năm                                              |
| -------------------------------------------------------- | ------------------------------------------------ | ------------------------------------------------ | ------------------------------------------------ | ------------------------------------------------ | ------------------------------------------------ | ------------------------------------------------ | ------------------------------------------------ | ------------------------------------------------ | ------------------------------------------------ | ------------------------------------------------ | ------------------------------------------------ | ------------------------------------------------ | ------------------------------------------------ |
| Cao kỉ lục °C (°F)                                       | 16.1 (61.0)                                      | 21.4 (70.5)                                      | 25.7 (78.3)                                      | 30.2 (86.4)                                      | 34.8 (94.6)                                      | 37.6 (99.7)                                      | 42.6 (108.7)                                     | 39.5 (103.1)                                     | 36.2 (97.2)                                      | 28.9 (84.0)                                      | 21.4 (70.5)                                      | 17.1 (62.8)                                      | 42.6 (108.7)                                     |
| Trung bình ngày tối đa °C (°F)                           | 7.2 (45.0)                                       | 8.3 (46.9)                                       | 12.2 (54.0)                                      | 15.6 (60.1)                                      | 19.6 (67.3)                                      | 22.7 (72.9)                                      | 25.2 (77.4)                                      | 25.0 (77.0)                                      | 21.1 (70.0)                                      | 16.3 (61.3)                                      | 10.8 (51.4)                                      | 7.5 (45.5)                                       | 16.0 (60.8)                                      |
| Tối thiểu trung bình ngày °C (°F)                        | 2.7 (36.9)                                       | 2.8 (37.0)                                       | 5.3 (41.5)                                       | 7.3 (45.1)                                       | 10.9 (51.6)                                      | 13.8 (56.8)                                      | 15.8 (60.4)                                      | 15.7 (60.3)                                      | 12.7 (54.9)                                      | 9.6 (49.3)                                       | 5.8 (42.4)                                       | 3.4 (38.1)                                       | 8.9 (48.0)                                       |
| Thấp kỉ lục °C (°F)                                      | −14.6 (5.7)                                      | −14.7 (5.5)                                      | −9.1 (15.6)                                      | −3.5 (25.7)                                      | −0.1 (31.8)                                      | 3.1 (37.6)                                       | 6.0 (42.8)                                       | 6.3 (43.3)                                       | 1.8 (35.2)                                       | −3.1 (26.4)                                      | −14.0 (6.8)                                      | −23.9 (−11.0)                                    | −23.9 (−11.0)                                    |
| Lượng Giáng thủy trung bình mm (inches)                  | 51.0 (2.01)                                      | 41.2 (1.62)                                      | 47.6 (1.87)                                      | 51.8 (2.04)                                      | 63.2 (2.49)                                      | 49.6 (1.95)                                      | 62.3 (2.45)                                      | 52.7 (2.07)                                      | 47.6 (1.87)                                      | 61.5 (2.42)                                      | 51.1 (2.01)                                      | 57.8 (2.28)                                      | 637.4 (25.09)                                    |
| Số ngày giáng thủy trung bình (≥ 1.0 mm)                 | 9.9                                              | 9.0                                              | 10.6                                             | 9.3                                              | 9.8                                              | 8.4                                              | 8.1                                              | 7.7                                              | 7.8                                              | 9.6                                              | 10.0                                             | 10.9                                             | 111.1                                            |
| Số ngày tuyết rơi trung bình                             | 4.2                                              | 3.7                                              | 2.6                                              | 0.9                                              | 0.0                                              | 0.0                                              | 0.0                                              | 0.0                                              | 0.0                                              | 0.0                                              | 1.4                                              | 2.7                                              | 15.5                                             |
| Độ ẩm tương đối trung bình (%)                           | 83                                               | 78                                               | 73                                               | 69                                               | 70                                               | 69                                               | 68                                               | 71                                               | 76                                               | 82                                               | 84                                               | 84                                               | 75.6                                             |
| Số giờ nắng trung bình tháng                             | 62.5                                             | 79.2                                             | 128.9                                            | 166.0                                            | 193.8                                            | 202.1                                            | 212.2                                            | 212.1                                            | 167.9                                            | 117.8                                            | 67.7                                             | 51.4                                             | 1.661,6                                          |
| Nguồn 1: Meteo France                                    |                                                  |                                                  |                                                  |                                                  |                                                  |                                                  |                                                  |                                                  |                                                  |                                                  |                                                  |                                                  |                                                  |
| Nguồn 2: Infoclimat.fr (độ ẩm, ngày tuyết rơi 1961–1990) |                                                  |                                                  |                                                  |                                                  |                                                  |                                                  |                                                  |                                                  |                                                  |                                                  |                                                  |                                                  |                                                  |

## Lịch sử
Paris có một lịch sử lâu đời, gắn liền với lịch sử Pháp và cả châu Âu. Từ một thành trì của người Parisii thuộc bộ tộc Gaulois, nơi đây trở thành một thành phố La Mã vào thế kỷ 1. Tới thế kỷ 6, vua Clovis I lấy Paris làm thủ đô cho vương quốc Franc. Trải qua nhiều thế kỷ biến động, mặc dù không liên lục, Paris vẫn là thủ đô của Pháp. Tới thế kỷ 18, thành phố là nơi nổ ra Cách mạng Pháp, rồi sau đó trở thành thủ đô của Đệ nhất đế chế thời Napoléon Bonaparte. Vào thế kỷ 19, Paris bắt đầu có những phát triển vượt bậc và được quy hoạch lại dưới thời Napoléon III. Sau Công xã Paris, thành phố bước vào thời kỳ Belle Époque và trở thành trung tâm văn hóa của cả châu Âu. Qua hai cuộc chiến tranh thế giới, Paris ít bị hủy hoại và tiếp tục phát triển mạnh mẽ trong giai đoạn hậu chiến. Ngày nay, thành phố tiếp tục là một trung tâm văn hóa, kinh tế của cả thế giới.

### Tiền sử và Cổ đại

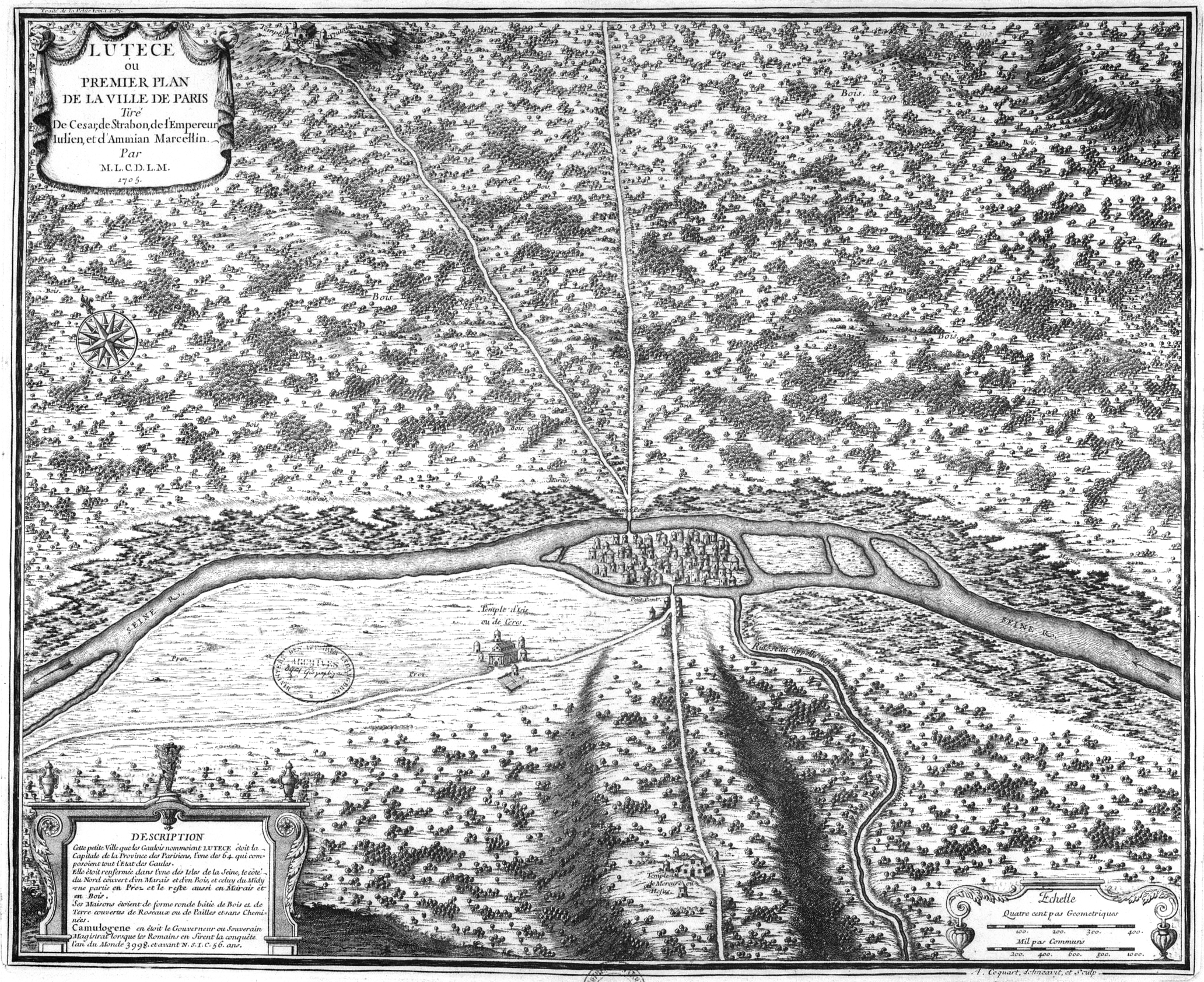
Tấm bản đồ đầu tiên của Paris, thời mang tên Lutetia, thuộc La Mã

Cách đây ít nhất 40.000 năm đã có sự hiện diện của con người ở vùng Île-de-France, bằng chứng là những công cụ đá được tìm thấy ở bờ sông Seine. Vào đầu thời kỳ Đồ đá mới, khoảng năm 4.000 đến 3.800 trước Công Nguyên, con người đã sinh sống thường xuyên ở bờ trái một nhánh cũ của sông Seine, thuộc Quận 12 ngày nay. Dường như sự sống của con người đã liên tục ở đây suốt thời kỳ Đồ đá mới, nhưng không có nhiều hiểu biết về khoảng thời gian từ thời Tiền sử cho tới thời kỳ Gaule La Mã.
Những người Parisii thuộc bộ tộc Gaulois đã làm chủ khu vực này cho đến năm 52 trước Công Nguyên, khi quân đội của Julius Caesar tới. Trong trận chiến với quân đội La Mã, người Gaulois đã phá cầu, đốt thành của mình. Cũng không biết chính xác thành của người Gaulois đã nằm ở đâu: Île de la Cité, Île Saint-Louis, hay một hòn đảo khác mà ngày nay đã nhập vào tả ngạn. Thậm chí có thể là ở tận Nanterre.
Sau thất bại của những người Gaulois, nơi đây trở thành Lutetia. Vào thế kỷ 1, một thành phố La Mã được xây dựng ở bờ trái sông Seine theo bản vẽ kiểu Hippodamos. Lutetia chỉ có khoảng 5 tới 6 ngàn dân vào thời kỳ đỉnh cao. Trong đế chế La Mã, nó chỉ là một thành phố khiêm tốn, so sách với Lugdunum vào thế kỷ 2 có tới 50.000 đến 80.000 người. Theo truyền thuyết thì Thánh Denis, người tử vì đạo khoảng năm 250, đã truyền Cơ Đốc giáo vào thành phố. Khoảng năm 300, Lutetia được đổi tên thành Paris. Năm 451, trước sự xâm lược của người Hung và người Attila, Thánh Geneviève - một người có ảnh hưởng to lớn của Cơ Đốc giáo khi đó và về sau trở thành thánh bảo trợ của Paris - đã đến thuyết phục những người dân Paris không chạy trốn. Nhưng sau đó họ đã thất bại ở trận Chalons.

### Trung Cổ

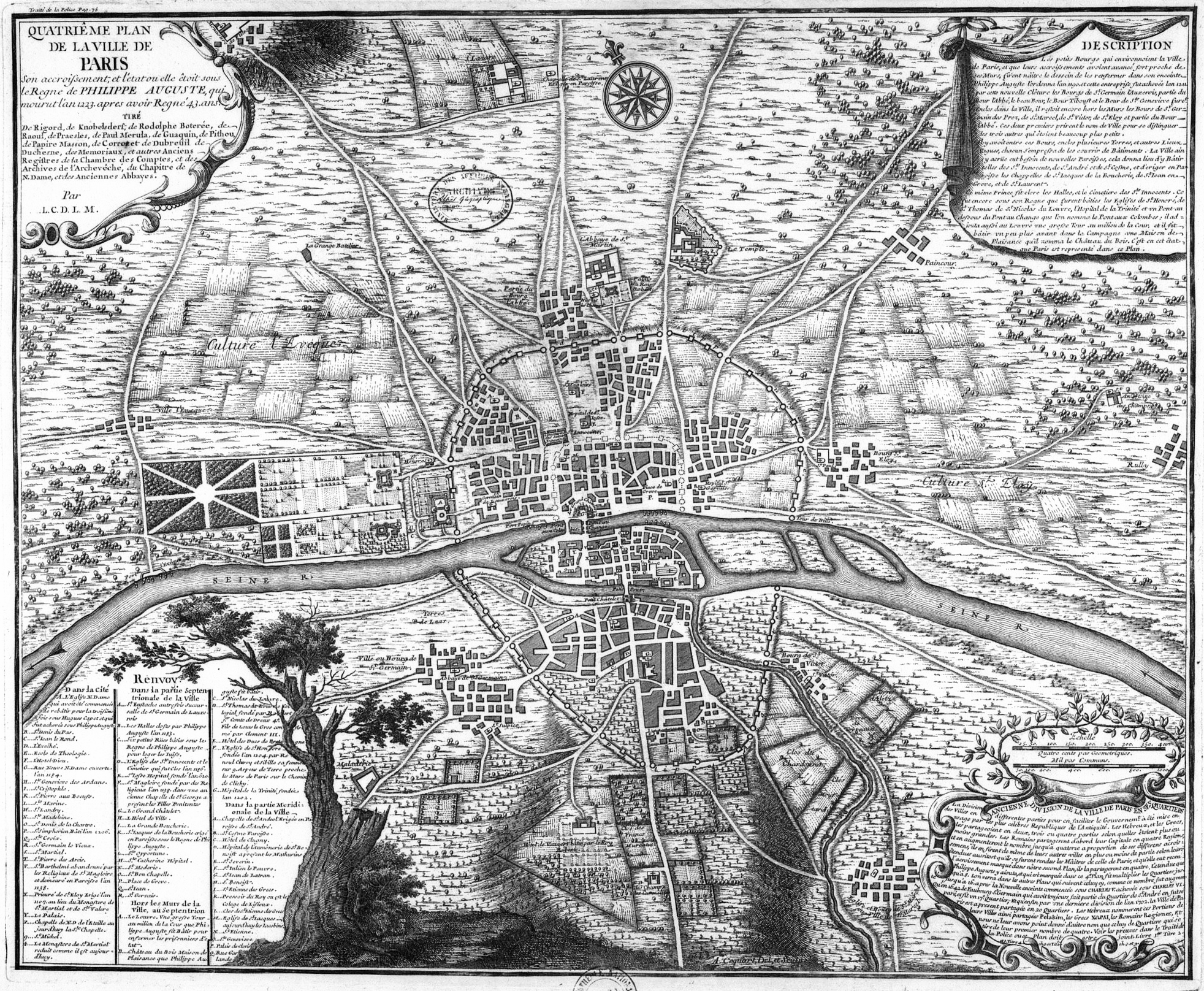
Tấm bản đồ thứ tư của Paris, năm 1223

Thời kỳ Trung Cổ, thành phố thoát khỏi sự cai trị của những người Attila trong một thời gian ngắn rồi Childéric I tới chiếm vào năm 464. Năm 508, sau khi chiến thắng những người La Mã, Clovis I - con trai của Childéric I - lấy Paris làm thủ đô của vương quốc Franc và sống ở đây tới khi chết vào năm 511. Trong khoảng thời gian sau đó, thành phố cùng các công trình tôn giáo tiếp tục được xây dựng. Vào thế kỷ 9, các bức thành được dựng lên bên ở hữu ngạn để bảo vệ các giáo khu Saint-Gervais và Saint-Germain-l'Auxerrois. Năm 845, những người Viking tới đánh Paris lần đầu tiên, dân chúng phải rời bỏ thành phố. Các cuộc tấn công này còn kéo dài tới đầu thế kỷ 10 và được kết thúc bởi hòa ước Saint-Clair-sur-Epte năm 911.
Năm 987, dòng họ Capet lên trị vì. Khi đó, Paris và Orléans là hai thành phố lớn nhất trong lãnh thổ và vương triều Capet đã chọn Orléans. Hugues Capet, mặc dù cung điện ở Île de la Cité nhưng ít khi sống ở đây. Robert II thì đến Paris thường xuyên hơn. Từ thế kỷ 11, Paris trở thành một trung tâm quan trọng của giáo dục tôn giáo. Quyền lực hoàng gia dần được tập trung ở Paris và thành phố trở lại thành thủ đô của vương quốc từ thời vua Louis VI, rồi Philippe Auguste. Là điểm giao của các con đường buôn bán lớn, Paris trở nên giàu có nhờ thương mại. Lúa mì vào thành phố từ phố Saint-Honoré, dạ ở phố Saint-Denis, và cá từ biển Bắc và biển Manche đến Paris ở phố Poissonniers... Vào năm 1150, dân số Paris ước tính khoảng 50.000 người.
Năm 1163, giáo mục Maurice de Sully xây dựng nhà thờ Đức Bà trên đảo Île de la Cité. Sự quan trọng của thành phố tăng lên, Paris trở thành trung tâm chính trị lẫn tôn giáo. Tả ngạn sông Seine với các nhà thờ đóng vai trò quan trọng về giáo dục. Còn hữu ngạn là trung tâm của thương mại và tài chính. Vào thời kỳ này, các trường học của giáo hội gây dựng được tiếng tăm và muốn trở nên độc lập. Dưới thời vua Philippe II, năm 1215, Đại học Paris được thành lập. Vua Saint Louis lên ngôi năm 1226, cho xây dựng nhà thờ Sainte-Chapelle và tiếp tục công trình nhà thờ Đức Bà. Khoảng 1328, dân số Paris ước tính khoảng 200.000 người, là thành phố đông dân nhất châu Âu. Nhưng năm vào 1348, nạn dịch hạch đen đã tàn sát dân chúng thành phố. Trong thế kỷ 14, bức tường thành của vua Charles V bao gồm cả Quận 3 và Quận 4 ngày nay, và trải từ cầu Pont Royal tới cửa ô Saint-Denis.
Năm 1337 nổ ra cuộc chiến tranh Trăm năm. Sự bất mãn của dân chúng đã nuôi tham vọng của quan thái thú Étienne Marcel gây nên chính biến lớn đầu tiên trong lịch sử Pháp vào năm 1358. Điều này khiến các vị vua không còn ở trong trung tâm thành mà tới Hôtel Saint-Pol, rồi Hôtel des Tournelles, nơi dễ dàng thoát khi có binh biến. Năm 1407 nổ ra cuộc nội chiến giữa hai phe Armagnacs và Bourguignons, tới 1420 mới kết thúc. Chiến tranh Trăm năm vẫn tiếp tục, Paris nằm trong phần lãnh thổ do người Anh kiểm soát. Năm 1429, Jeanne d'Arc thất bại trong việc đánh đổ người Anh và đồng minh là Bourguignons rồi bị thiêu sống năm 1431. Tới năm 1453, thời vua Charles VII, chiến tranh kết thúc. Nhưng Charles VII và con trai là Louis XI lại chuyển đến Val de Loire.
Trong khoảng từ 1422 đến 1500, dân số Paris tăng lên, từ 100 ngàn thành 150 ngàn người. Giữa thế kỷ 16, tuy kinh tế có phát triển nhẹ, nhưng thiếu vắng triều đình, Paris chuyển thành một thành phố hành chính và tư pháp.

### Từ Phục Hưng tới thế kỷ 18

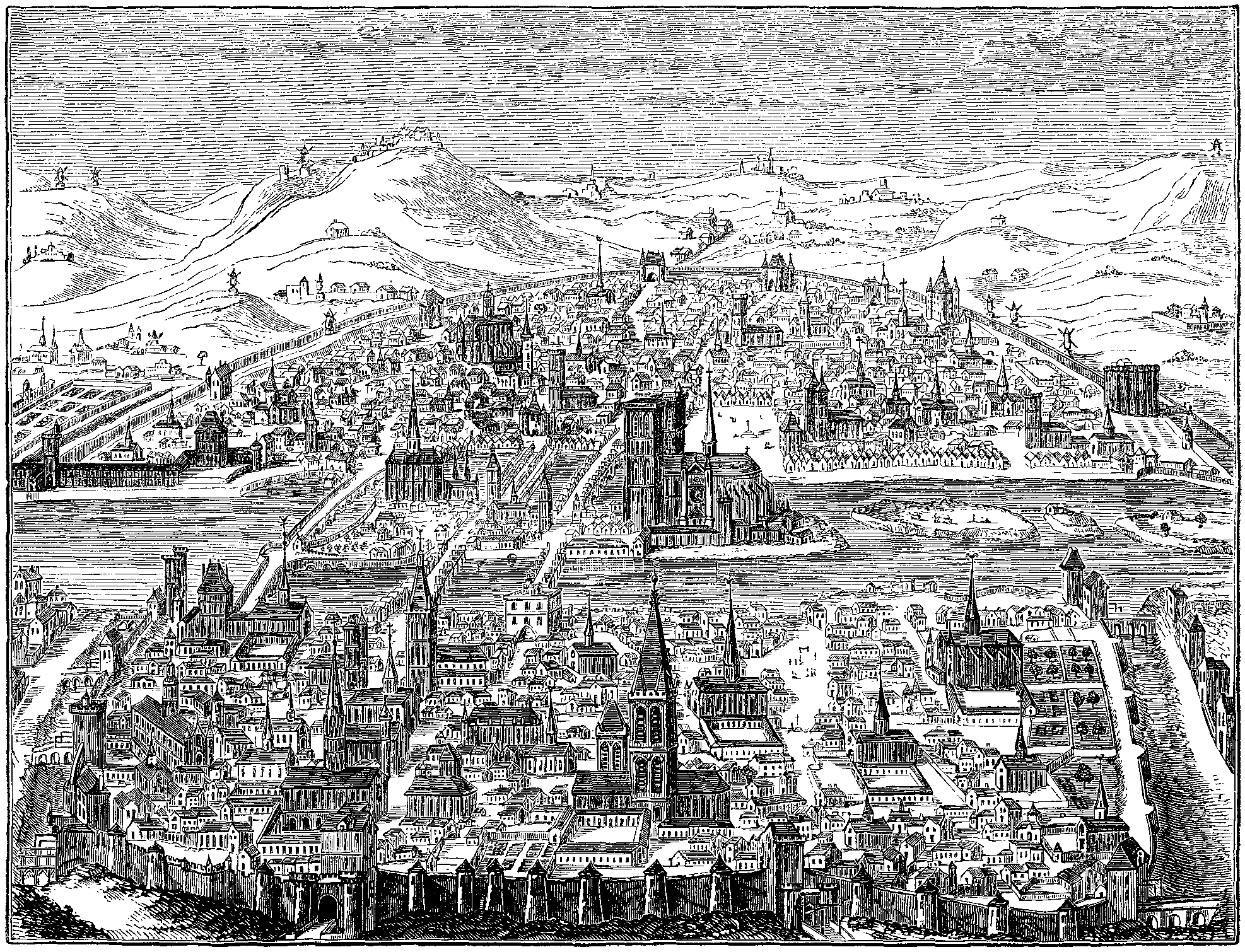
Paris năm 1607

Vào thời kỳ Phục Hưng, triều đình vẫn ở Val de Loire. Paris tiếp tục được mở rộng nhưng khá lộn xộn. Năm 1500, quy tắc xây dựng đô thị đầu tiên được ban bố. Tới năm 1528, François I chính thức chuyển về Paris. Theo ý muốn của nhà vua, ở Collège de France, giáo dục hiện đại hướng đến chủ nghĩa nhân đạo và khoa học chính xác. Dưới sự trị vì của François I, Paris đạt tới 280.000 người và tiếp tục là thành phố đông dân nhất Tây Âu.
Từ 1562 tới 1598 là khoảng thời gian Chiến tranh tôn giáo với 8 cuộc xung đột liên tiếp. Ngày 24 tháng 8 năm 1572, dưới thời Charles IX, đã xảy ra vụ Thảm sát Ngày lễ Thánh Barthélemy. Những người Công giáo tàn sát những người Kháng Cách khắp Paris với số nạn nhân trong khoảng 2 ngàn tới 10 ngàn người. Giáo hội Pháp, đặc biệt ở Paris, nổi dậy chống lại vua Henri III vào năm 1588. Ngày 2 tháng 8 năm 1589, Henri III bị ám sát, Henri de Navarre trở thành vua Henri IV của Pháp năm 1589. Paris, mặc dù đổ nát và hoang tàn đã không mở cửa cho nhà vua cho tới tận 1594. Năm 1610, một kẻ cuồng tín ám sát Henri IV trên phố Ferronnerie, Paris.
Năm 1648, một vụ nổi loạn của dân Paris là nguyên nhân khiến kinh tế giảm sút. Mặc dù số lượng người chết cao hơn số lượng sinh, nhưng dân số Paris vẫn đạt tới 400.000 nhờ những cuộc di cư từ các tỉnh. Thời kỳ này, Paris là một thành phố thảm hại và kém an ninh. Khu phố Caire và Réaumur, ở quận Quận 2 ngày nay, tràn ngập trộm cắp và ăn mày, được gọi là Cour des miracles. Từ năm 1656, nhờ trung tướng cảnh sát Gabriel Nicolas de La Reynie, nó mới dần bị dẹp bỏ.
Kể từ Louis XIII, và tiếp đó là Louis XIV, các vị vua Pháp chuyển đến sống tại cung điện Versailles. Năm 1682 triều đình cũng chuyển về Versailles, Jean-Baptiste Colbert trở thành người quản lý Paris. Mặc dù Versailles nằm rất gần Paris, nhưng trong suốt thời gian trị vì Louis XIV chỉ đến Paris 24 lần để dự các buổi lễ chính thức. Năm 1715, công tước Philippe II, khi đó là nhiếp chính, rời Versailles về Palais-Royal trong Paris. Tiếp đó vị vua trẻ Louis XV sống tại cung điện Tuileries. Một lần nữa, triều đình quay về Paris. Nhưng từ 1722, Louis XV lại trở lại cung điện Versailles.
Trong thế kỷ 18, Paris trở thành trung tâm tri thức, nơi sản sinh những tư tưởng của Khai sáng, là thời kỳ hoàng kim của các phòng khách văn học. Thế kỷ 18 còn là giai đoạn Paris phát triển mạnh mẽ về kinh tế khiến dân số tăng nhanh, đạt tới con số 640.000 người trước khi nổ ra Cách mạng Pháp. Thành phố khi đó trải rộng bằng khoảng 6 quận trung tâm của Paris hiện nay, vườn Luxembourg đánh dấu ranh giới phía tây. Tuy ở Versailles, Louis XV vẫn yêu thích thành phố, quyết định xây dựng quảng trường Louis XV - tức quảng trường Concorde - cùng việc mở ra trường quân sự École militaire vào năm 1752. Và hơn hết là việc xây dựng một nhà thờ ở Sainte-Geneviève vào năm 1754, chính là Điện Panthéon.

### Cách mạng và Đế chế

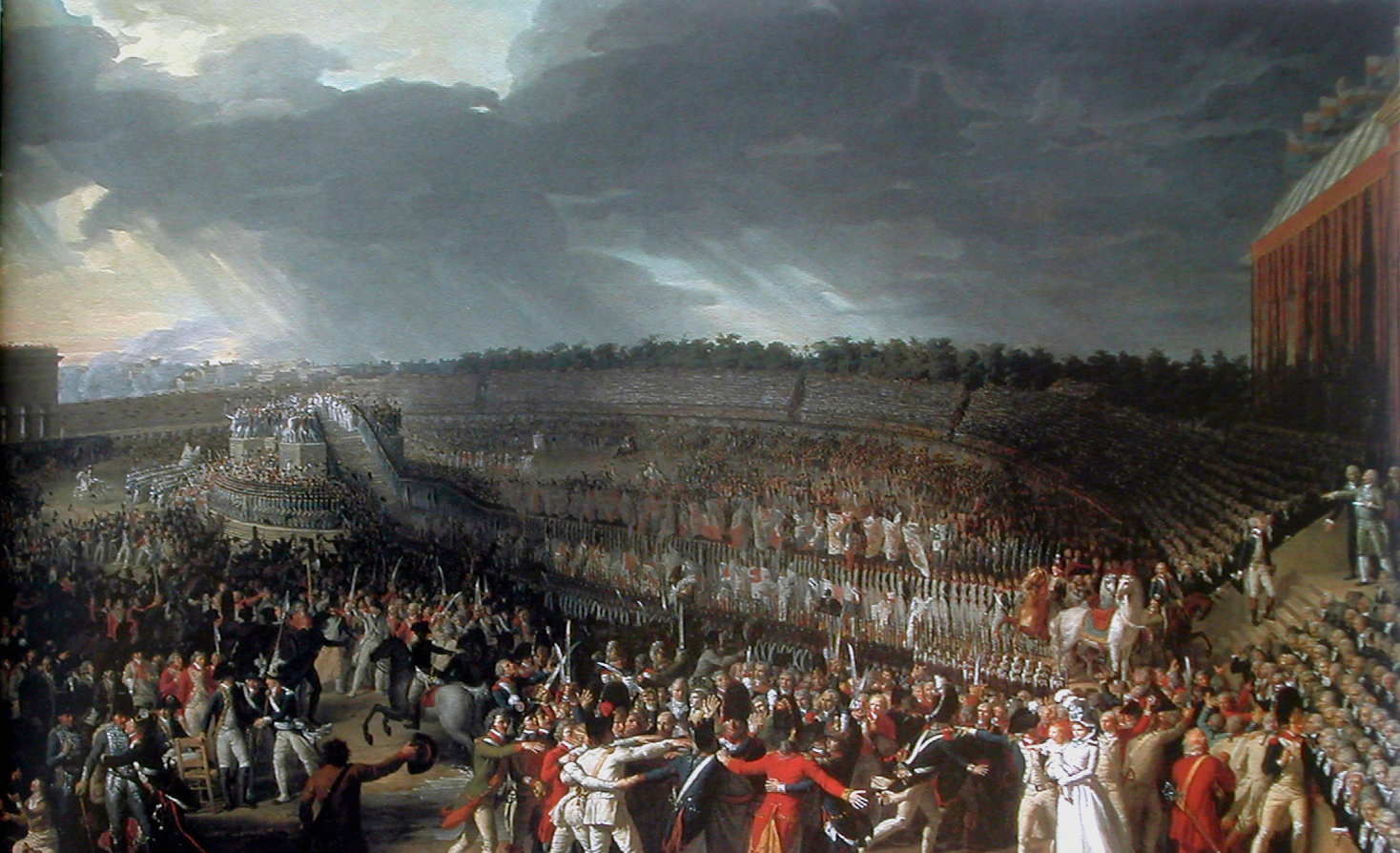
Lễ Fédération, 14 tháng 7 năm 1790

Cách mạng Pháp được bắt đầu ở Versailles với sự triệu tập Hội nghị các đẳng cấp và sau đó là Lời tuyên thệ Jeu de paume, những người thuộc Đẳng cấp thứ ba tự thành lập quốc hội. Nhưng nguyên nhân chính của cách mạng là ở Paris: những người dân bị ảnh hưởng bởi khủng hoảng kinh tế, giá bánh mỳ tăng, nhạy cảm với chính trị bởi các tư tưởng Khai sáng và oán giận triều đình cùng tầng lớp quý tộc.
Việc chiếm ngục Bastille ngày 14 tháng 7 năm 1789 là bước đầu tiên. Jacques de Flesselles - prévôt des marchands của thành phố, tương đương thị trưởng - bị giết. Ngày 15 tháng 7, nhà thiên văn Jean Sylvain Bailly tới Tòa thị chính trở thành thị trưởng đầu tiên của Paris. Đến cuối tháng 7 thì tinh thần chủ quyền nhân dân lan ra khắp nước Pháp. Ngày 4 tháng 8, Quốc hội tuyên bố bãi bỏ chế độ phong kiến. Ngày 5 tháng 10, những người nổi dậy tới Versailles vào buổi tối. Sáng ngày 6, họ chiếm lâu đài và buộc nhà vua phải quay trở lại Paris, trú ngụ ở cung điện Tuileries. Sau đó một Quốc hội lập hiến được triệu tập ở Tuileries ngày 19 tháng 10.
Ngày 14 tháng 7 năm 1790, lễ hội Fédération được tổ chức ở Champ-de-Mars mừng một năm ngày phá ngục Bastille. Quốc hội với nhiều bè phái dẫn tới mâu thuẫn. Đa số vẫn ủng hộ chế độ quân chủ, đã đi đến thỏa thuận cho vua Louis làm một đấng quân vương bù nhìn. Tình hình chính trị rối loạn đẩy Pháp vào cuộc chiến tranh với Áo và các đồng minh. Ngày 20 tháng 4 năm 1792, Pháp khai chiến với Áo, tình hình trong nước hỗn loạn. Đêm 9 tháng 7 năm 1792, những người cách mạng chiếm Tòa thị chính thành phố. Trong ngày 10 tháng 8, đám đông vây hãm cung điện Tuileries với sự ủng hộ của chính quyền thành phố mới. Vua Louis XVI cùng hoàng gia bị tống giam ở Tour du Temple. Ngày 21 tháng 9 năm 1792, chính quyền tuyên bố chấm dứt chế độ quân chủ và lập ra nền Cộng hòa. Ngày 21 tháng 1, tại quảng trường Louis XV - được đặt tên lại là quảng trường Cách mạng - Louis XVI bị hành quyết bởi tội danh âm mưu chống lại tự do nhân dân và an ninh chung. Sau đó tới Maria Antonia của Áo, Danton, Lavoisier và Robespierre cùng khoảng 1200 người khác bị ghép vào tội phản cách mạng, lĩnh án tử hình.
Thời kỳ Cách mạng không phải là giai đoạn tốt cho việc phát triển thành phố. Rất ít công trình được xây dựng và nhiều nhà thờ, tu viện bị phá hủy. Đến thời kỳ Đốc chính, một số công trình phong cách Tân cổ điển mọc lên. Vào năm 1800, dân số Paris khoảng 548.000 người. Đến năm 1806, nhờ các cuộc di cư từ các tỉnh, dân số Paris lên đến 650.000 người. So với Luân Đôn, từ giữa thế kỷ 18, Paris bị bỏ xa về kinh tế lẫn dân số. Năm 1800, dân số Luân Đôn đã xấp xỉ 1.000.000 người.
Năm 1799, Napoléon Bonaparte lên nắm quyền. Ngày 2 tháng 12 năm 1804, Napoléon nhận tôn phong hoàng đế từ Giáo hoàng Pie VII tại nhà thờ Đức Bà. Paris tiếp tục là thủ đô của Đệ nhất đế chế Pháp.

### Từ thời kỳ Khôi phục tới Công xã Paris

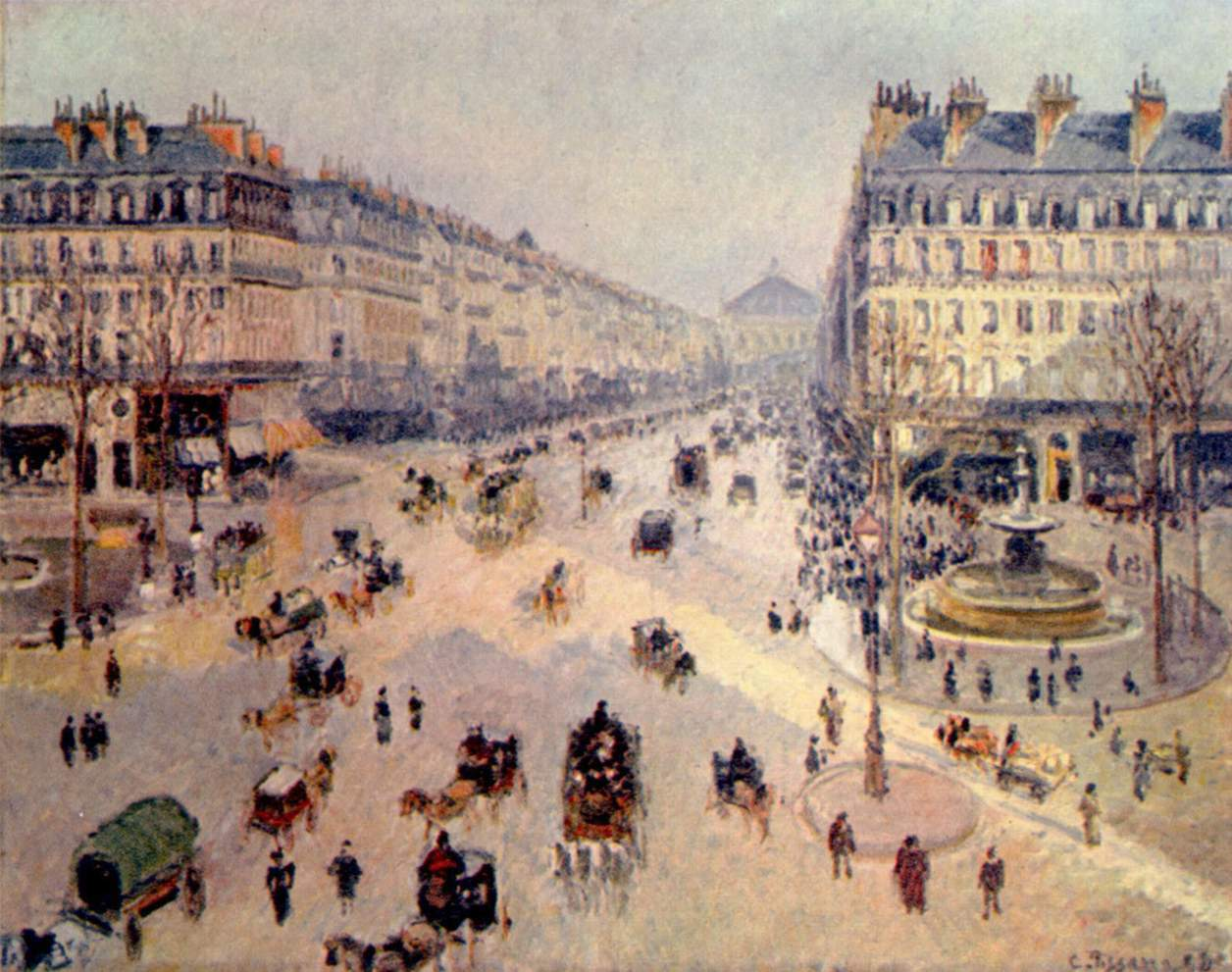
Đại lộ Opéra sau cải tạo Paris thời Đệ nhị đế chế, tranh của Camille Pissarro

Sự sụp đổi của Đệ nhất đế chế vào 1814 và 1815 dẫn đến việc quân đội Anh và Nga tới đồn trú ở Paris. Louis XVIII trở về từ nơi lưu đày, ngụ tại cung điện Tuileries.
Louis XVIII và Charles X, rồi cả nền Quân chủ tháng bảy ít bận tâm tới quy hoạch đô thị Paris. Giai cấp công nhân phát triển mạnh, sống chen chúc trong các khu phố trung tâm, mật độ tới 100.000 người một km². Dịch tả năm 1832 sát hại 32.000 người. Vào năm 1848, 80% số người chết bị chôn ở các huyệt tập thể và hai phần ba dân Paris quá nghèo để trả tiền thuế. Những người dân bị bần cùng hóa tiếp tục nổi dậy khiến Charles X, rồi Louis-Philippe I phải thoái vị.
Đây cũng là giai đoạn Paris có nhiều phát triển. Năm 1825, việc xây dựng kênh Saint-Martin hoàn tất. Ngày 26 tháng 8 năm 1837, tuyến đường sắt đầu tiên của Pháp hoàn thành, nối Paris với Saint-Germain-en-Laye. Các nhà ga Saint-Lazare, Gare du Nord, các tuyến đường sắt Paris-Orléans, Paris-Rouen được xây dựng mở ra kỷ nguyên đường sắt. Năm 1825, chiếu sáng công cộng bằng khí gaz được thử nghiệm ở quảng trường Vendôme. Và tới năm 1843, chiếu sáng bằng điện được thử nghiệm ở quảng trường Concorde. Xã hội phức tạp thời kỳ này được phản ánh qua các tác phẩm của Balzac, Victor Hugo hay Eugène Sue.
Đệ nhị đế chế bắt đầu từ năm 1852. Dưới thời Napoléon III, Paris có những thay đổi triệt để. Trong vòng không đến 20 năm, từ một thành phố với cấu trúc cũ, Paris trở thành một thành phố hiện đại. Napoléon III cùng Nam tước Haussmann có những ý tưởng chính xác về quy hoạch thành phố: các con phố, đại lộ được vẽ lại, quy định về mặt ngoài các ngôi nhà, bố trí các không gian xanh... Ngày 1 tháng năm 1860, một đạo luật cho phép sáp nhập một loạt hạt xung quanh với Paris. Từ 12 quận với 3.288 hecta, Paris trở thành 20 quận với tổng diện tích 7.088 hecta. Sự phát triển đô thị còn tiếp tục vào cuối thế kỷ 19, đầu thế kỷ 20.
Trong cuộc chiến tranh Pháp-Phổ, năm 1870 Paris bị quân đội Phổ vây hãm trong nhiều tháng. Ngày 8 tháng 2 năm 1871, một chính phủ mới được bầu. Tới ngày 26 tháng 2, một hiệp định sơ bộ được ký ở Versailles chuẩn bị cho hiệp ước Frankfurt - mà nước Pháp quá thua thiệt - sau đó. Tới ngày 1 tháng 5, mang tính tượng trưng, những nhóm quân Phổ vào Paris diễu hành trên đại lộ Champs-Élysées. Dân chúng Paris bất mãn, nổi dậy ngày 18 tháng 5 năm 1871, là sự bắt đầu của Công xã Paris. Adolphe Thiers cùng chính phủ phải tạm thời chuyển về Versailles ngày 20 tháng 3. Từ 22 tới 28 tháng 5 là Tuần lễ đẫm máu kết thúc Công xã Paris · .

### Từ Belle Époque tới Chiến tranh thế giới thứ hai

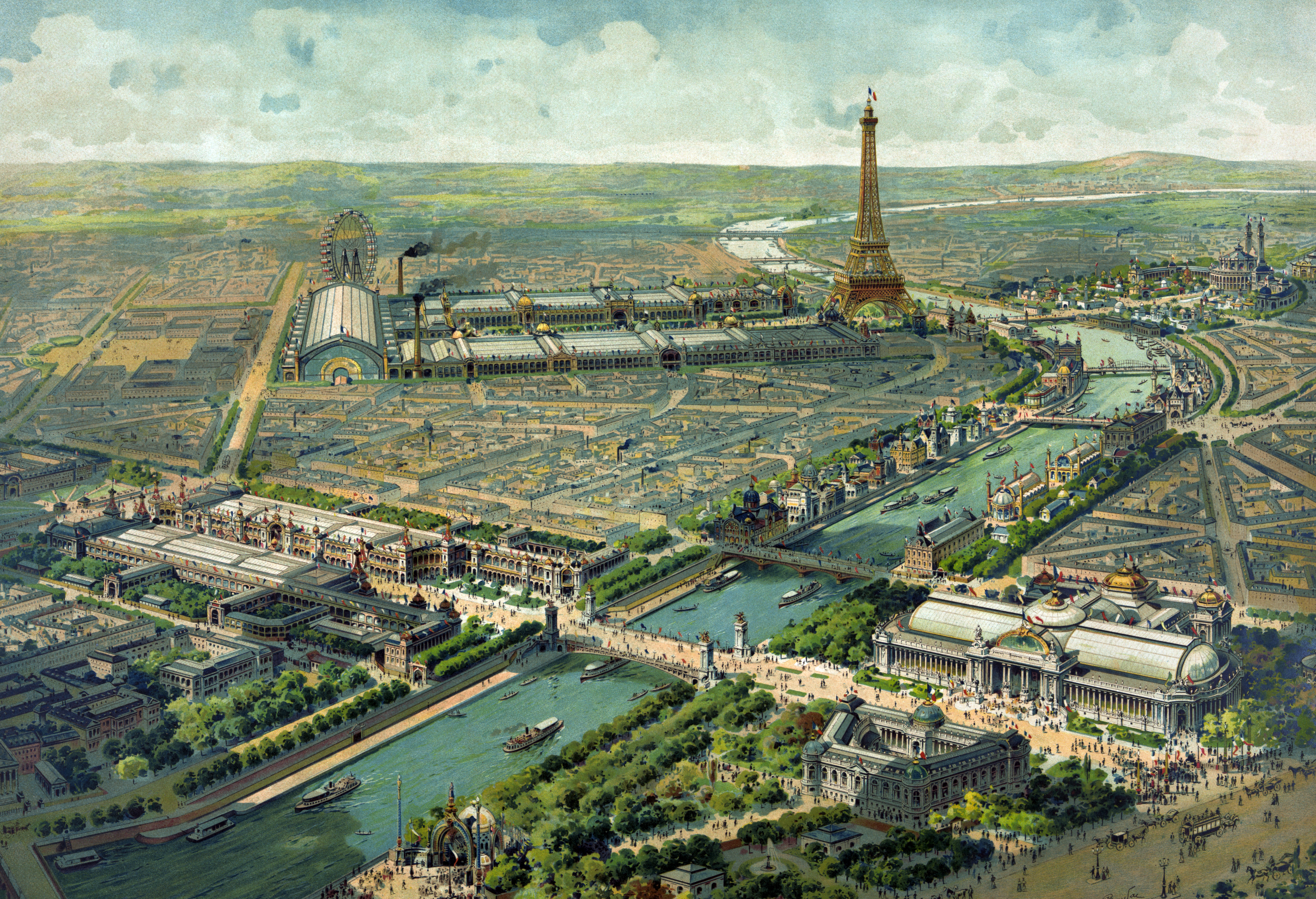
Paris năm 1900, nơi diễn ra Hội Triển lãm thế giới (Expo)

Trong thời kỳ Belle Époque, Paris có những bước phát triển kinh tế quan trọng. Năm 1913, thành phố có tới một ngàn công ty với một triệu nhân công. Trong khoảng thời quan 1900 tới 1913, sau sự ra đời của điện ảnh, 175 rạp chiếu phim được mở ở Paris. Các đại cửa hàng cũng bắt đầu xuất hiện, mở đầu là Le Bon Marché, rồi tới La Samaritaine, Galeries Lafayette... Hai cuộc triển lãm thế giới vào năm 1889 và 1900 minh chứng cho giai đoạn hoàng kim của Belle Époque. Tháp Eiffel xây dựng nhân triển lãm năm 1889, kỷ niệm 100 năm Cách mạng Pháp. Tuyến tàu điện ngầm đầu tiên cùng Grand Palais, Petit Palais và cầu Alexandre-III hoàn thành năm 1900. Công nghiệp phát triển chuyển ra ngoài ngoại thành: hãng ô tô Renault ở Boulogne-Billancourt và Citroën ở Suresnes. Một số lĩnh vực khác, như ngành in và báo chí, vẫn ở lại trong nội ô thành phố. Belle Époque cũng là thời kỳ mà Paris trở thành trung tâm văn hóa của thế giới. Thành phố sản sinh ra nhiều nghệ sĩ lớn cùng rất nhiều các nhà văn, họa sĩ nổi tiếng của Pháp và khắp nơi trên thế giới tới Paris.
Năm 1910, sông Seine với một trận lụt thế kỷ đã làm thành phố thiệt hại tới ba tỷ franc. Trong Chiến tranh thế giới thứ nhất, Paris tránh được những trận đánh nhưng phải chịu các cuộc ném bom và nã pháo của quân đội Đức. Tuy vậy các cuộc ném bom này chỉ lẻ tẻ và mang tính chất tâm lý. Vào khoảng thời gian giữa hai cuộc thế chiến, thành phố phải đối mặt với những khủng hoảng về kinh tế và xã hội. Để giải quyết vấn đề nhà ở, những chung cư bình dân được lập nên. Bên cạnh đó, ngoại ô cũng được chia lô để xây dựng các ngôi nhà. Vào năm 1921, dân số Paris lên đến 2.906.000 người.
Trong Chiến tranh thế giới thứ hai, nước Pháp đầu hàng, Chính phủ của thống chế Pétain chuyển đến Vichy. Paris trở thành trụ sở chỉ huy của quân đội Đức tại Pháp. Ngày 16 và 17 tháng 7 năm 1942, 12.884 người Do Thái - cả phụ nữ và trẻ em - bị bắt. Ngày 6 tháng 6 năm 1944, các lực lượng Đồng Minh đổ bộ vào bờ biển Normandie và tới ngày 25 tháng 8, Paris được giải phóng. Trước khi rút quân, tướng Dietrich von Choltitz đã trái lệnh Adolf Hitler, không cho phá hủy thành phố.

### Paris đương đại
Năm 1956, Paris trở thành thành phố sinh đôi của Roma, như một biểu tượng của sự hòa giải sau Chiến tranh thế giới thứ hai. Trong nhiệm kỳ của tổng thống Charles de Gaulle, từ 1958 tới 1969, nhiều sự kiện chính trị đã diễn ra ở thủ đô. Ngày 17 tháng 10 năm 1961, một cuộc biểu tình cho nền độc lập của Algérie bị cảnh sát đàn áp, ước tính 32 tới 325 người chết. Từ ngày 22 tháng 3 năm 1968, một phong trào sinh viên, bắt đầu từ Đại học Nanterre lan dần tới khu phố La Tinh trở thành một vụ bạo loạn. Đỉnh điểm ngay 13 tháng 5, một cuộc biểu tình với 800.000 người chống lại cảnh sát. Phải sau hai tháng, tình hình mới yên tĩnh trở lại.
Vào thời kỳ tiếp theo, các tổng thống Pháp cho xây dựng nhiều công trình hiện đại cả trong Paris và ngoại ô. Từ những năm 1960, khu đô thị hiện đại La Défense dần xuất hiện. Vào năm 1976, chính phủ lần đầu tiên chấp nhận một hội đồng thị chính độc lập kể từ 1871. Jacques Chirac trở thành thị trưởng Paris đầu tiên kể từ 1971 và giữ chức vụ này cho tới tận 16 tháng 5 năm 1995. Trong nhiệm kỳ của tổng thống François Mitterrand, luật ngày 31 tháng 12 năm 1982 cho phép mỗi quận của Paris có một quận trưởng và hội đồng riêng.
Thị trưởng trước của Paris là Bertrand Delanoë, đảng viên Đảng xã hội, được bầu năm 2001. Bertrand Delanoë theo đuổi những chính sách giảm lượng ô tô trong thành phố, khuyến khích phương tiện giao thông công cộng cùng xe đạp và đi bộ. Cũng trong nhiệm kỳ của Bertrand Delanoë, một số hoạt động, lễ hội như Nuit Blanche, Paris-Plage bắt đầu được tổ chức hằng năm.
Vào ngày 5 tháng năm 2014, Anne Hidalgo, một người  Xã hội chủ nghĩa, đã được bầu làm thị trưởng nữ đầu tiên của thành phố Paris.

#### Cuộc tấn công khủng bố năm 2015
Vào ngày 7 tháng năm 2015, hai kẻ Hồi giáo cực đoan tấn công trụ sở của tờ báo Charlie Hebdo và giết chết mười ba người  vào ngày 9 tháng 1, một tên khủng bố thứ ba, tuyên bố y là một thành viên của ISIS, đã giết chết bốn con tin trong cuộc tấn công vào một cửa hàng tạp hóa của người Do Thái ở Porte de Vincennes. Một loạt các cuộc tuần hành diễn ra ở các thành phố trên toàn nước Pháp vào ngày 10 và 11 tháng 1 năm 2015 để tưởng niệm các nạn nhân của vụ tấn công Charlie Hebdo, vụ nổ súng tại Montrouge, và cuộc khủng hoảng con tin Porte de Vincennes, đồng thời lên tiếng ủng hộ cho tự do ngôn luận, tự do báo chí và chống chủ nghĩa khủng bố. Các quan chức Pháp ước tính rằng các cuộc tuần hành đã có sự tham gia của khoảng bốn triệu người dân cả nước, trở thành đợt tuần hành công cộng lớn nhất tại Pháp kể từ năm 1944, khi Paris được giải phóng khỏi tay Đức Quốc xã vào cuối cuộc Chiến tranh thế giới thứ hai.
Vào ngày 13 tháng 11 năm 2015, một loạt các vụ đánh bom và xả súng ở Paris và Saint-Denis, mà ISIS tuyên bố chịu trách nhiệm, đã giết chết 130 người và làm bị thương hơn 350 người.

## Dân số
Không giống với các thủ đô khác, địa giới của Paris chỉ bao gồm 20 quận. Khu vực ngoại ô nằm ngoài 20 quận này tuy được đô thị hóa từ thế kỷ 19 và có mật độ dân số rất cao nhưng đều thuộc về các tỉnh khác của vùng Île-de-France. Vì vậy tồn tại các khái niệm nội ô Paris, khu vực đô thị Paris, vùng đô thị Paris.
Theo ước tính của Viện Thống kê và Nghiên cứu kinh tế quốc gia Pháp, dân số nội ô thành phố Paris vào 1 tháng 1 năm 2018 khoảng 2,206,488 người
Theo điều tra năm 2012, khu vực đô thị Paris với 396 xã có dân số là 10,550,350.Vùng đô thị Paris, gồm tổng cộng 1584 xã chịu ảnh hương bởi thủ đô, có dân số 11.174.743 người, đông dân nhất trong Liên minh châu Âu, và đông dân thứ ba ở châu Âu, sau Istanbul và Moskva.

## Tổ chức hành chính

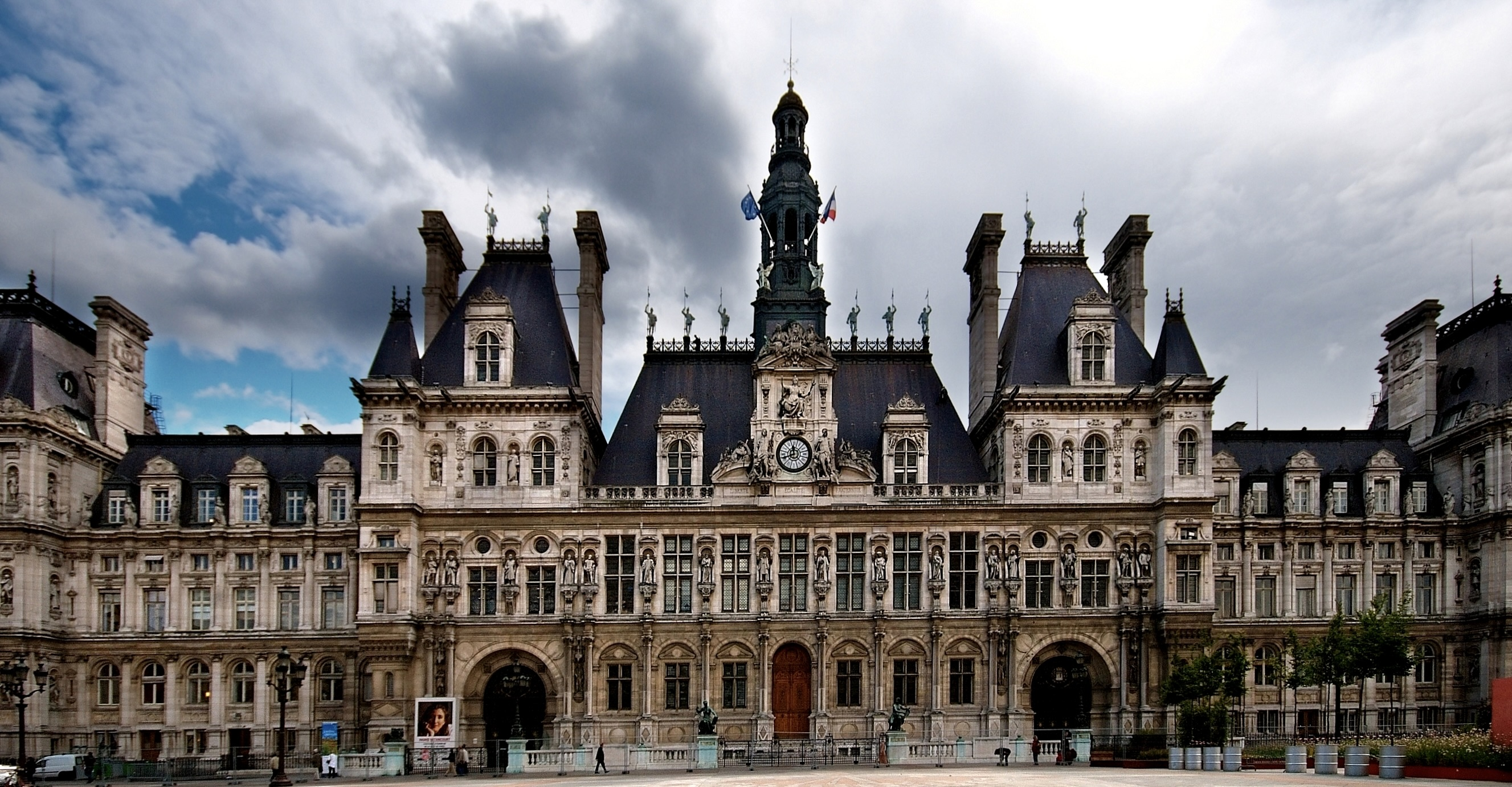
Tòa thị chính Paris

Theo luật ngày 10 tháng 7 năm 1964, và có hiệu lực từ 1 tháng 1 năm 1968, về tổ chức lại vùng Paris: thành phố Paris là một xã của Pháp (commune), đồng thời là tỉnh của Pháp (département). Trước đó, từ năm 1790, Paris từng là tỉnh lỵ của tỉnh Seine.
Ngược lại với các thủ phủ khác của Pháp, không có sự liên quan về thuế khóa giữa Paris và ngoại ô của thành phố. Cũng phải xác định rằng địa hạt của thành phố Paris chỉ bao gồm phần trung tâm, khác với các thủ đô khác trên thế giới.
Tỉnh Paris chỉ gồm một xã duy nhất, và được chia nhỏ thành 20 quận. Trong lịch sử, vào 11 tháng 10 năm 1795, Paris được chia làm 12 quận. Cách phân chia này kéo dài tới năm 1860, khi một số phần ngoại ô được sáp nhập vào Paris, và thành phố được chia thành 20 quận như ngày nay. Tuy thế, trong bầu cử, Paris lại được chia thành 21 khu vực cử tri.

### Quy chế
Quy chế của Paris đã từng thay đổi nhiều lần. Từ 26 tháng 3 tới 22 tháng 5 năm 1871, Paris là trụ sở của chính quyền khởi nghĩa Công xã Paris với hội đồng dân chủ được bầu lên. Bắt đầu Đệ Tam Cộng hòa, bộ luật được ban bố ngày 5 tháng 4 năm 1884 trao quyền hành pháp cho tỉnh trưởng tỉnh Seine và quyền cảnh sát cho cảnh sát trưởng thành phố. Hội đồng Paris, do thành phố bầu, mỗi năm chỉ định một chủ tịch có chức năng đại diện. Paris không có thị trưởng. Ngân sách thành phố do Nhà nước phê chuẩn.
Luật ngày 31 tháng 12 năm 1975, có hiệu lực vào năm 1977 khi bầu cử thành phố, đã thiết lập Hội đồng Paris. Hội đồng này vừa là hội đồng thị chính, vừa là hội đồng chung, gồm 109 thành viên là những người bầu lên thị trưởng Paris. Các ủy ban của quận giữ vai trò tư vấn. Cảnh sát trưởng được Nhà nước bổ nhiệm giữ vai trò cảnh sát. Cuối cùng, luật ngày 31 tháng 12 năm 1982 mở rộng quyền lực của Hội đồng Paris, đóng vai trò chính về mặt ngân sách và thiết lập các Hội đồng quận. Các chức năng về quản lý hành chính trật tự xã hội được chia sẻ giữa thị trưởng và cảnh sát trưởng.

### Ngân sách và thuế

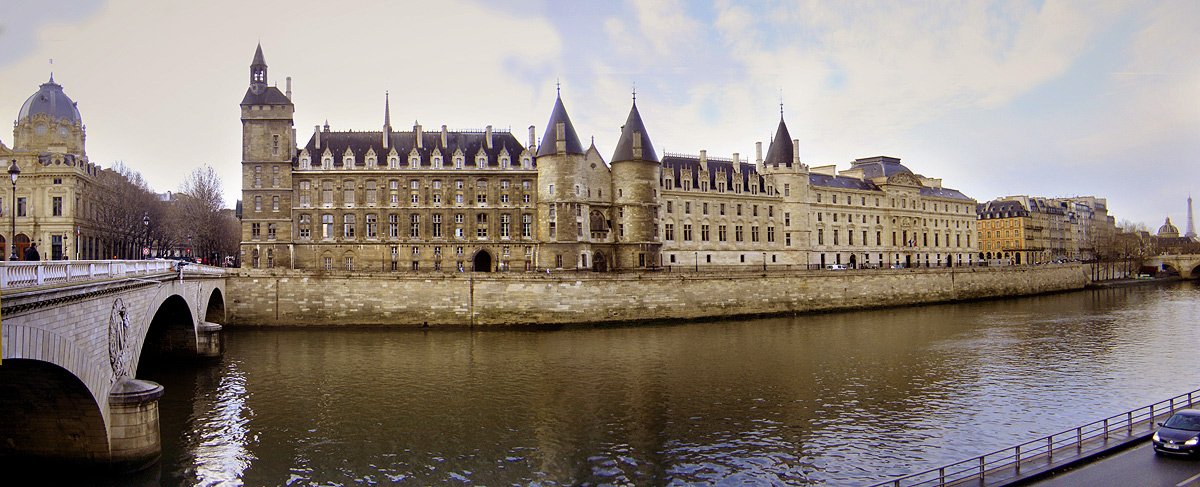
Conciergerie từng là một nhà tù, nơi giam giữ Maria Antonia của Áo

Ngân sách của thành phố cho năm 2013 là 7,6 tỷ euro. Phần lớn nhất của ngân sách (38 %) dành cho các dự án nhà ở và đô thị công cộng; 15% cho đường bộ và giao thông; 8% cho các trường học (trong đó chủ yếu được tài trợ bởi ngân sách nhà nước); 5 % cho các công viên và khu vườn; và 4% cho văn hóa .
Hội đồng Paris quay lại tỷ lệ đánh thuế giống như năm 2000: 8,8% thuế cư trú; 7,11% thuế đất xây dựng; 13,5% thuế đất không xây dựng và 12,35% thuế kinh doanh, sản xuất. Thuế khóa chiếm 53,2% nguồn thu của thành phố.

### Tư pháp
Tòa án lớn Paris nằm tại Palais de Justice trên đảo Île de la Cité. Đây là nơi xét xử nhiều vụ án lớn nhất của Pháp. Mỗi quận còn có một tòa án riêng. Tòa án thương mại của Paris cũng nằm trên đảo Île de la Cité. Tòa án cảnh sát ở phố Ferrus Quận 14 còn Hội đồng hòa giải lao động nằm trên phố Louis-Blanc Quận 10. Ngoài ra Paris còn có ba phòng giúp tư vấn về những thông tin pháp lý tại các Quận 10, 14 và 17.
Thành phố Paris có những nhà tù nổi tiếng, đi vào lịch sử: Bastille được hoàn thành năm 1370 bị phá trong Cách mạng Pháp; Conciergerie từng là nơi giam giữ Mara Antonia của Áo cùng một số nhân vật hoàng gia cũng trong thời gian Cách mạng; một phần của lâu đài Vincennes cũng từng là nhà tù.

## Kinh tế

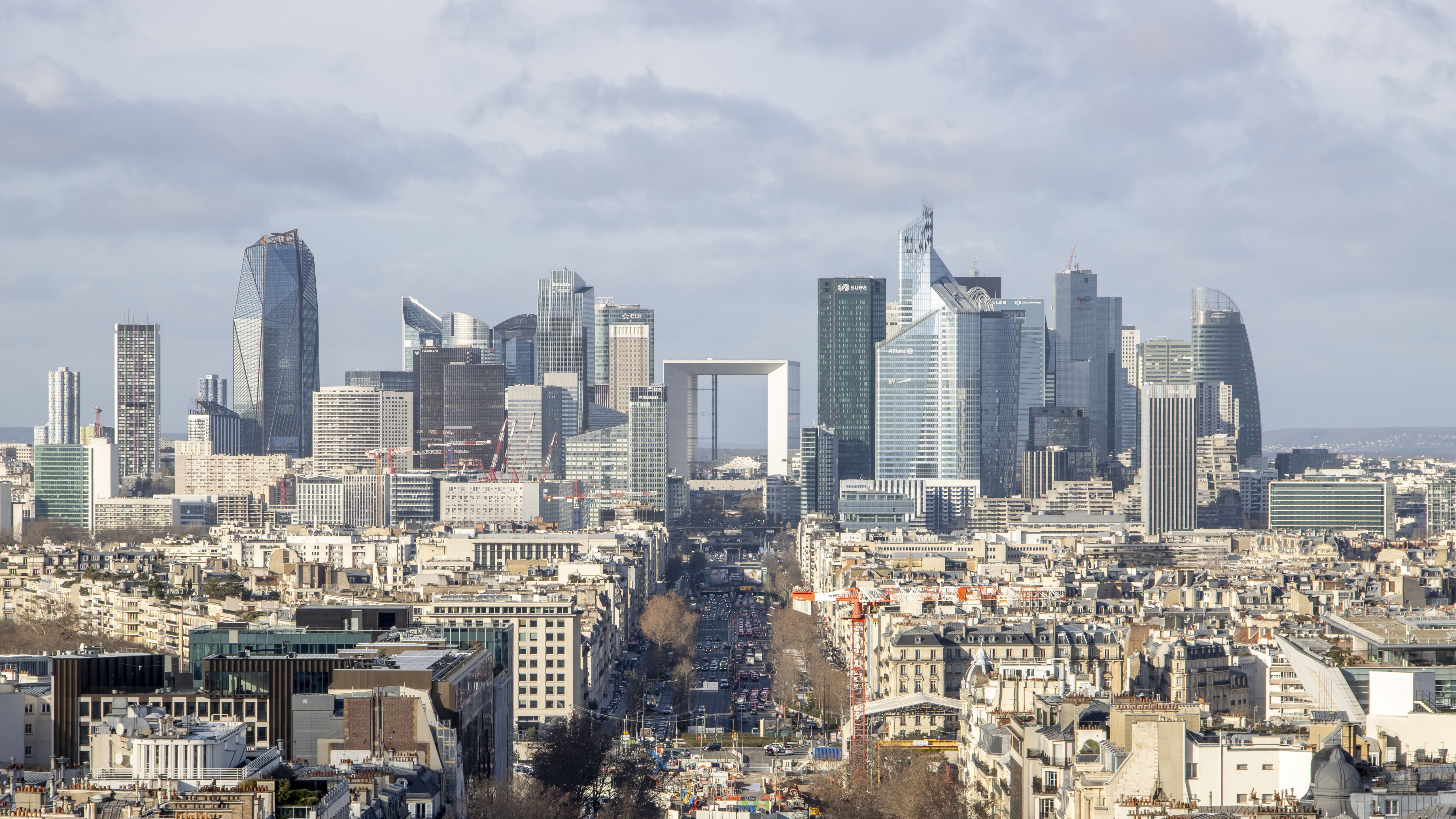
Khu vực La Défense

Vùng Île-de-France là một trong những khu vực kinh tế quan trọng nhất thế giới. Vào năm 2011, GDP của Île-de-France là 607 tỷ euro, tương đương 845,9 tỷ đô la. Giả sử là một quốc gia, Île-de-France sẽ đứng thứ 17 thế giới, xấp xỉ với Hà Lan. Mặc dù khu vực đô thị Paris có dân số đứng khoảng thứ 20 trong các khu vực đô thị lớn trên thế giới, nhưng GDP của Paris đứng thứ 5, chỉ sau Tokyo, New York, Los Angeles, và Chicago.
Ile-de-France là khu vực đô thị giàu thứ tám ở châu Âu với GDP bình quân đầu người là 46 600 euro trong năm 2013 so với 86 400 euro của Greater London và 68 500 euro của Luxembourg 
Hoạt động kinh tế ở khu vực Paris cũng đa dạng, không đặc trưng giống các thành phố kinh tế lớn khác như Los Angeles với ngành công nghiệp giải trí, hay Luân Đôn và New York với lĩnh vực tài chính. Theo số liệu của INSEE vào 31 tháng 12 năm 2004, vùng Île-de-France có 18.548 người làm việc trong lĩnh vực nông nghiệp, công nghiệp có 847.802 lao động, còn các ngành dịch vụ chiếm đến 4.476.415 người. Tuy nông nghiệp chiếm tới 50% diện tích đất của toàn vùng, nhưng số nông dân chỉ là 7.600 người. Vào năm 2002, tổng sản phẩm nông nghiệp của Île-de-France đạt 750 triệu euro. Ở công nghiệp, con số đó là 67,25 tỷ euro với các lĩnh vực chủ yếu như: sản xuất hàng tiêu dùng, xây dựng, xe hơi, năng lượng... Còn ngành dịch vụ lên tới 328,225 tỷ euro, tương đương 82,8%.
Nội ô Paris tập trung một số lượng lớn lao động, gần 1.650.600 vào năm 2004, chiếm 31% số nhân lực của vùng. Tiếp theo đó là Hauts-de-Seine với 848.200, tương đương 16% . Vào năm 2002, mức lương trung bình ở Paris là 19 euro một giờ, cao hơn một chút so với toàn Île-de-France: 18,2 euro. So với trung bình của toàn nước Pháp là 13,1 euro một giờ thì nó vượt khá xa. Nhưng lại tồn tại một chênh lệch lớn: 10% những nhân công hưởng lương cao nhất nhận được gấp bốn lần 10% hưởng lương thấp nhất. Còn toàn vùng, tỷ lệ này là 3,7 và ở các tỉnh là 2,6. Mặt khác, còn có sự không đồng đều về mặt địa lý: ở Quận 8, lương trung bình một giờ là 24,2 euro, cao hơn 82% so với Quận 20: 13,3 euro. Nhưng ngược lại, sự chênh lệch lương giữa nam giới và nữ giới chỉ 6%, trong khi ở các tỉnh lên đến 10 %.

### Các khu phố văn phòng
Paris thuộc khu vực kinh tế thứ ba - không trực tiếp sản xuất. Thành phố là nơi đặt trụ sở, văn phòng nhiều công ty lớn của Pháp cũng như thế giới. Sở giao dịch chứng khoán Paris với gần 400 ngân hàng và công ty, được xem như đứng thứ tư thế giới, sau Tokyo, New York và Luân Đôn.
Được phát triển từ những năm 1960, khu vực La Défense ở phía tây thành phố với các nhà chọc trời như tháp Areva, tháp EDF, tháp Gan... có tới 3 triệu m² văn phòng và tập trung 150.000 nhân viên. Có thể thấy ở đây sự hiện diện của 1.500 công ty, trong đó có 14 trong 20 công ty hàng đầu của Pháp và 15 trong 50 công ty hàng đầu của thế giới. Vẫn có những dự án phát triển tiếp khu vực này với nhiều nhà chọc trời được thực hiện từ 2010 đến 2015. Một khu phố văn phòng khác thuộc trung tâm thành phố, quanh nhà hát Opéra Garnier. Tuy có một vài trò quan trọng nhưng ở đây giá bất động sản quá cao và diện tích các văn phòng rất giới hạn.
Một vài khu vực vẫn tiếp tục được quy hoạch. Paris Rive Gauche ở Quận 13 là dự án quan trọng nhất hiện nay. Hay ở ngoại ô, các địa điểm có giá bất động sản thấp hơn, như Plaine Saint-Denis thuộc tỉnh Seine Saint-Denis hoặc về phía sân bay Charles-de-Gaulle.

### Du lịch

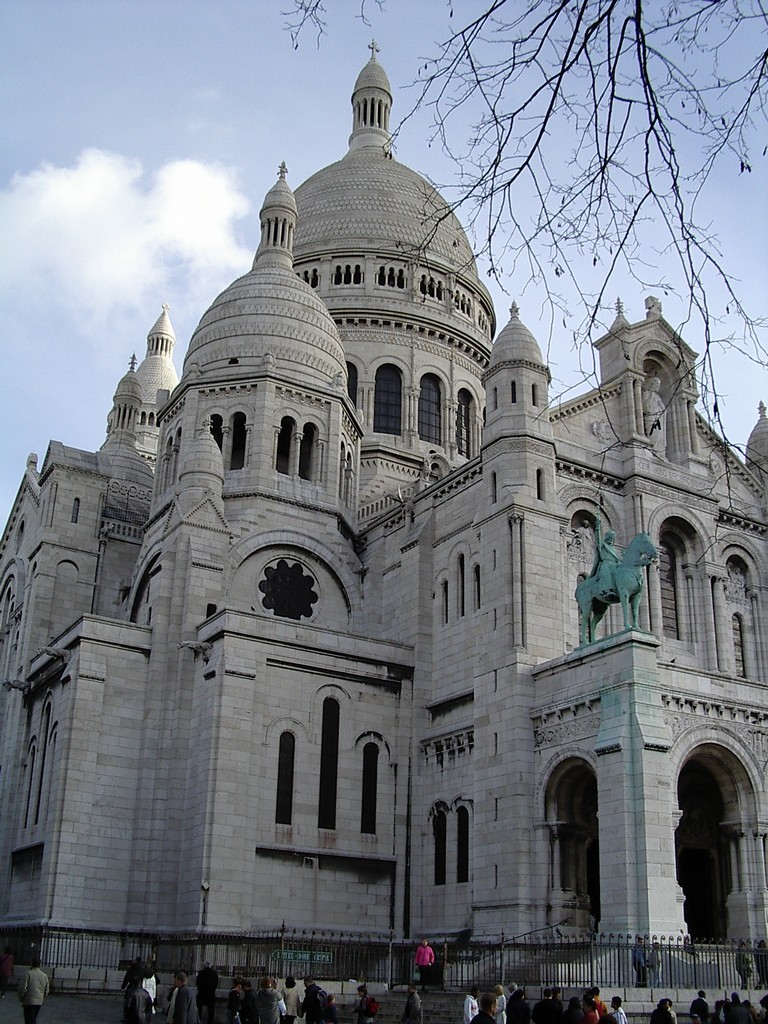
Sacré-Cœur, một trong những điểm thu hút nhất

Du lịch, với khái niệm hiện đại, chỉ trở nên thực sự quan trọng ở Paris sau việc xuất hiện của đường sắt vào những năm 1840. Và bắt đầu từ năm 1855, các Triển lãm thế giới đã thu hút số lượng lớn du khách, cũng là dịp giúp Paris có thêm nhiều công trình mới, trong đó nổi tiếng nhất chính là tháp Eiffel vào năm 1889. Các công trình của Paris, cùng với các giá trị về văn hóa, đã giúp du lịch thành phố đặc biệt phát triển.
Lĩnh vực du lịch hiện nay đóng một vai trò quan trọng trong nền kinh tế Paris, chiếm 12,8% nhân công của thành phố, tức 147.000 người. Các du khách chiếm 50% số người tới thăm bảo tàng, 8% doanh số của Công ty giao thông công cộng Paris RATP, và cuối cùng là 60% khách trọ của các khách sạn. Năm 2005, toàn vùng Île-de-France có 2.508 khách sạn với 154.745 phòng, trong đó 1.534 khách sạn nằm trong Paris. Tuy là một thành phố đắt đỏ, nhưng giá các khách sạn 2 sao của Paris lại thấp, đứng thứ 17 trên tổng số 20 đô thị lớn của thế giới. Ngược lại, các khách sạn sang trọng của Paris lại thuộc hạng đắt nhất, sau Genève.
Năm 2013, Paris đón tổng cộng 32 triệu khách du lịch, trong đó 15,5 triệu khách nước ngoài, khiến nó trở thành thành phố được ghé thăm nhiều nhất trên thế giới . Còn toàn vùng Île-de-France con số lên đến 44 triệu. Vào năm 2006, năm mươi địa điểm văn hóa hàng đầu của thành phố đã có 69,1 triệu lượt viếng thăm, tăng 11,3% so với năm 2005. Nhà thờ Đức Bà đón 13,5 triệu du khách, là công trình thu hút nhất nước Pháp. Tiếp theo, nhà thờ Sacré-Coeur với 10,5 triệu, viện bảo tàng Louvre với 8,3 triệu, tháp Eiffel 6,7 triệu, trung tâm Pompidou 5,1 triệu, Cité des sciences et de l'industrie trong công viên La Villette và bảo tàng Orsay ngang nhau với 3 triệu lượt khách viếng thăm. Ngoài ra công viên Disneyland nằm ở ngoại ô Paris mỗi năm cũng thu hút 12,5 triệu lượt khách.
Tuy là thủ đô thu hút nhất trên thế giới, nhưng Paris lại là một trong những thành phố đắt nhất và bị cho là kém hiếu khách. Theo cuộc một điều tra được thực hiện bởi văn phòng Global Market Insite về 60 thành phố trên thế giới, qua ý kiến của 14.000 người, Paris đứng đầu là thành phố đẹp nhất, năng động nhất nhưng đứng thứ 52 về chất lượng đón tiếp. Chính quyền thành phố đã có những cố gắng để thay đổi điều này. Trên truyền hình xuất hiện những đoạn phim ngắn tự chế giễu về tính kém hiếu khách của người dân Paris.

## Xã hội

### Khác biệt xã hội

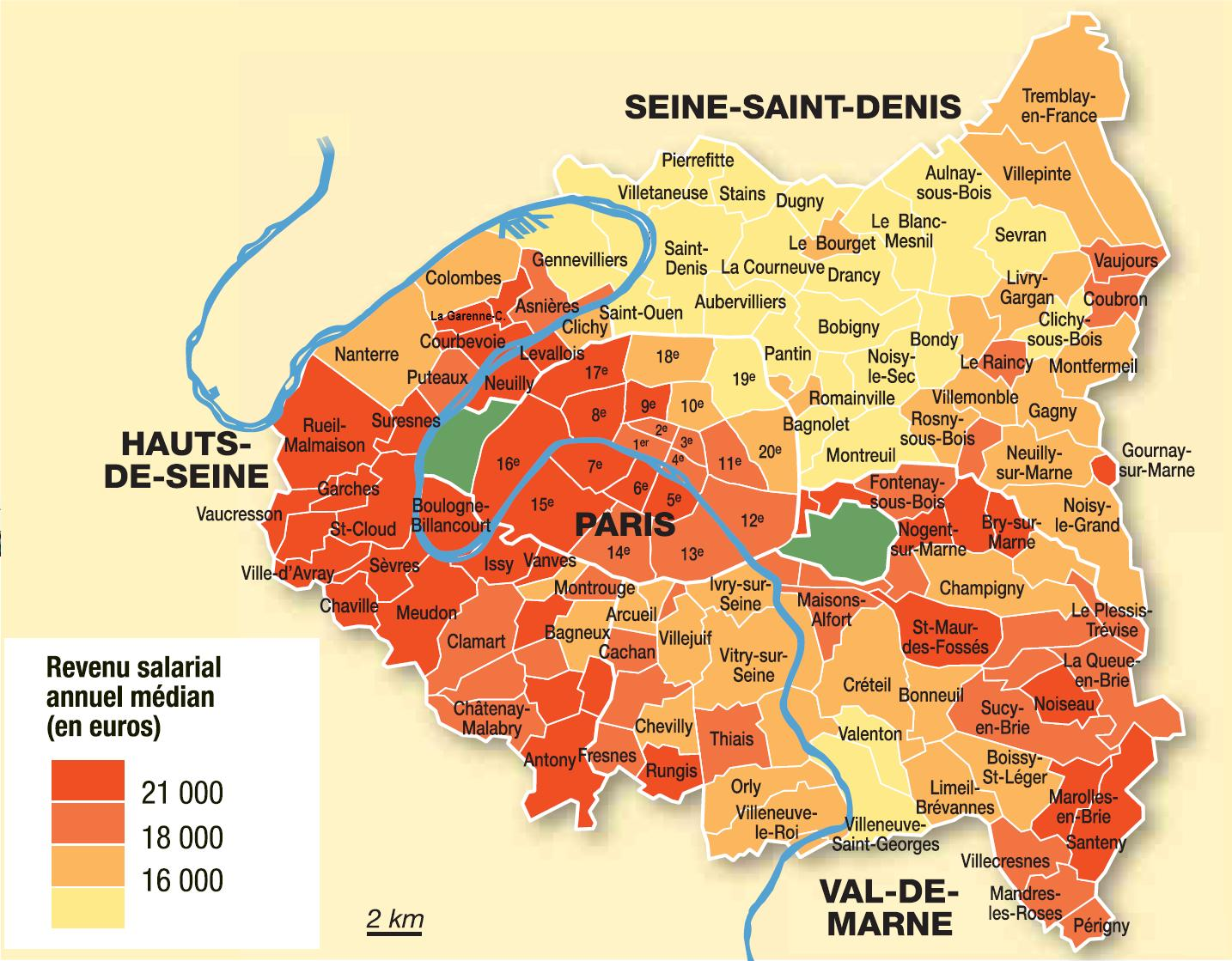
Những người giàu có sống ở phía tây thành phố, trong khi phía đông bắc tập trung dân cư nghèo nhất và có gốc nhập cư

Tương tự ở một vài thành phố lớn khác như Luân Đôn hay New York, sự tăng giá liên tục của bất động sản cho thấy những dân cư nghèo và trung bình dần được thay thế bằng một tầng lớp mới khá giả hơn. Ở Paris, sự vận động này phổ biến ngay cả ở những khu phố được xem là bình dân, như Quận 10 hay một số khu vực gần ngoại ô như Montreuil thuộc Seine-Saint-Denis. Paris là thành phố đứng thứ 12 nước Pháp về tỷ lệ phải đóng thuế tài sản: 34,5 hộ trên 1.000 người dân. Năm 2006, 73.362 gia đình khai thuế tài sản trên 1.961.667 euro. Với 27.400 euro thu nhập trung bình cho mỗi người vào 2001, các gia đình Paris ở mức sung túc nhất nước Pháp. Bốn tỉnh dẫn đầu khác cũng đều thuộc Île-de-France: Hauts-de-Seine, Yvelines, Essonne và Val-de-Marne. Điều này phản ánh sự tập trung nguồn nhân lực cao ở khu vực Paris.
Nhưng mặc dù Paris mang hình ảnh của một thành phố giàu có với những tầng lớp cao và quan trọng của xã hội, ngay trong nội thành Paris thực tế vẫn có những chênh lệch. Sự khác biệt truyền thống đánh dấu bởi những người dân phía tây thường giàu có hơn phía đông. Thu nhập trung bình những người dân Quận 7 cao nhất, 31.521 euro trên một người một năm vào 2001. Còn ở Quận 19, con số này là 13.759 euro. Người dân ở các Quận 6, 7, 8 và 16 có thu nhập cao hơn các Quận 10, 18, 19, 20 - là những quận kém nhất. Những người nghèo cũng tồn tại ở Paris: Trong năm 2012, 14 phần trăm hộ gia đình ở thành phố kiếm được ít hơn € 977 mỗi tháng, dưới mức nghèo. 25% cư dân trong quận 19 sống dưới mức nghèo khổ; 24% trong quận 18, 22% trong quận 20 và 18% trong quận 10. Trong khu phố giàu có nhất của thành phố, quận 7, chỉ có 7% sống dưới mức nghèo khổ; 8% trong quận 6; và 9% trong quận 16 
Sự khác biệt xã hội còn mang cả tính chủng tộc: 32,6% các gia đình Paris có gốc ngoài Liên minh châu Âu ở mức nghèo, trong khi đó con số với những gia đình Pháp là 9,7 %. Các Quận 18, 19 và 20 tập trung tới 40% dân nghèo của Paris và nhiều khu phố còn kèm theo các khó khăn xã hội khác, như thất nghiệp cao, điều kiện giáo dục, y tế cũng kém hơn. Đây cũng là khu vực đón tiếp nhiều người nhập cư đến từ Bắc Phi và một số nước gần Sahara. Chênh lệch mức sống phân bố theo địa lý còn kéo dài ra cả ngoài ngoại ô. Các xã thuộc Hauts-de-Seine gần Quận 16 giàu có hơn các xã thuộc Seine-Saint-Denis gần Quận 19.
Những khác biệt về mặt xã hội còn có thể thấy ở một số khu phố xuất hiện các cộng đồng đặc thù. Khu phố Le Marais thu hút nhiều người đồng tính. Cộng đồng Do Thái quy tụ quanh phố Rosiers từ thế kỷ 13. Phường Olympiades Quận 13 là nơi tập trung những người Trung Quốc, Việt Nam, Lào... tạo nên khu phố châu Á lớn nhất ở châu Âu. Khu phố La Tinh, với các trường học và công trình, luôn đông đúc sinh viên và khách du lịch.

### Gia đình
Tương tự nhiều thành phố trung tâm khác, Paris có nhiều sinh viên, thanh niên và người già hơn trung bình của cả nước Pháp. Vì thế số gia đình dường như ít hơn. Vào năm 1999, trong số các gia đình Paris, có 22% hợp thành bởi một cặp vợ chồng với ít nhất một con nhỏ hơn 25 tuổi. Số gia đình này, với tổng cộng 865.000 người, chiếm 40,7% dân số Paris. Ngược lại có 27% sống độc thân và 19% sống đôi. Tức tổng cộng có khoảng 47% là độc thân trên giấy tờ, trong khi tỷ lệ đó của toàn nước Pháp là 35%. Có 37% số người Paris đã kết hôn, còn cả nước Pháp tỷ lệ là 50%.
Tỷ lệ số gia đình chỉ có bố hoặc mẹ của Paris cũng cao hơn trung bình nước Pháp. Vào năm 1999, trong khi cả nước Pháp là 19% thì ở Paris là 27%, chiếm 7,7% dân số. Điều đó có thể cho thấy tỷ lệ ly hôn cũng cao: trên tổng số 100 cặp kết hôn có 55 cặp ly hôn sau đó. Tỷ lệ sinh của Paris cao hơn trung bình nước Pháp: 14,8 ca sinh trên 1.000 dân so với con số 13,2 của cả nước. Ngược lại, tỷ lệ sinh 1,75 con trên một gia đình của Paris thấp hơn mức trung bình 1,87 của cả vùng và 1,86 của cả nước Pháp. Trong đó 50% số gia đình Paris chỉ có một con và 17% có ba con hoặc hơn. Lý do bởi giá bất động sản cao, các gia đình thường sống trong một diện tích nhỏ hẹp.

### Nhà ở
Hơn một nửa - 58,1% vào năm 1999 - số căn hộ của Paris chỉ gồm một hoặc hai phòng. Điều đó có thể cho thấy một phần khá lớn dân Paris sống độc thân hoặc là các cặp không con. Với lý do các căn hộ không có diện tích rộng và giá bất động sản quá cao khiến nhiều gia đình chuyển ra sống ngoài ngoại ô. Nhưng sự lựa chọn này kéo theo những bất lợi trong việc phải di chuyển vào thành phố hàng ngày để làm việc. Những người quyết định ở lại cũng đối mặt với một số khó khăn: dân số quá đông, tâm lý stress của đô thị, ô nhiễm, giá cả đắt đỏ, kém an ninh... Về thâm niên các tòa nhà, vào năm 1999, 55,4% được xây trước 1949, và chỉ có 3,8% xây sau 1990.
Toàn bộ thành phố, số lượng nhà ở xã hội chiếm hơn 17%. Thế nhưng tỷ lệ này có sự không đồng đều, mười quận đầu tiên thuộc khu vực lịch sử trung tâm chỉ chiếm 6% số nhà ở xã hội của thành phố. Trong khi đó ba Quận 13, 19 và 20 chiếm tới 47% với con số 96.000 và năm 1999. Nếu thêm vào đó các Quận 12, 14, 15 và 18 thì có thể thấy vành đai phía nam và đông bắc chiếm tới 81% số nhà ở xã hội của Paris.
Giá cả bất động sản ở Paris thuộc hàng cao nhất châu Âu và thế giới góp phần làm cuộc sống ở thành phố này trở nên đắt đỏ. Vào năm 2007, giá nhà trung bình các chung cư cao cấp đạt tới 12.600 euro một mét vuông. Ở một số khu phố sang trọng, con số còn có thể cao hơn nữa.
Paris là thành phố đắt thứ năm thế giới về số tiền mua nhà với mức giá $18.499 trên mét vuông ($1.718,6/foot vuông) trong năm 2014. Theo một nghiên cứu trong năm 2012 của báo La Tribune , khu vực có giá nhà ở đắt nhất là quận 1, với mức giá trung bình là $20.665 trên mét vuông ($1.919,8/foot vuông), trong khi quận 18 chỉ có $3.900 trên mét vuông ($360/foot vuông)
Tổng số nhà ở của thành phố của Paris trong năm 2011 là 1,356,074 căn nhà, tăng so với con số 1,334,815 vào năm 2006.

### Nhập cư

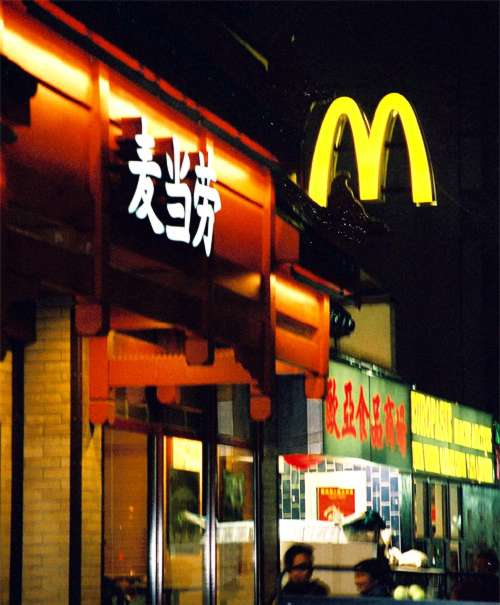
Hiệu McDonald's ở khu phố Tàu thể hiện sự giao thoa văn hóa

Như đã được ghi trong hiến pháp, các cuộc điều tra dân số ở Pháp không đặt những câu hỏi thuộc về chủng tộc hay tôn giáo, nhưng có thu thập những thông tin về nơi sinh. Qua những con số này, có thể thấy Paris là nơi đa văn hóa nhất toàn châu Âu. Theo cuộc điều tra năm 2011, có 23,1% dân số của thành phố sinh ngoài lãnh thổ chính quốc Pháp 
Cũng theo số liệu của cuộc điều tra, 4,2% dân vùng Paris là những người mới nhập cư, tới Pháp trong khoảng từ 1990 đến 1999, trong đó nhiều nhất là từ Trung Quốc và châu Phi. Mặt khác, vùng Paris có khoảng 15% là tín đồ Hồi giáo.
Làn sóng nhận cư quốc tế đầu tiên về Paris được bắt đầu từ năm 1820 với các nông dân Đức tới, chạy trốn cuộc khủng hoảng nông nghiệp. Nhiều làn sóng nhập cư khác kéo dài liên tục tới tận ngày nay: những người Ý và Do Thái vào thế kỷ 19, những người Nga sau cách mạng Nga năm 1917, những người dân thuộc địa trong Chiến tranh thế giới thứ nhất, những người Ba Lan đến vào khoảng thời gian giữa hai cuộc thế chiến, người Tây Ban Nha, Bồ Đào Nha và Bắc Phi những năm 1950 tới 1970, những người Do Thái sau khi một số nước Bắc Phi dành độc lập, những người châu Phi tiếp tục tới Pháp, và những người châu Á tới sau chiến tranh Việt Nam.
Những người nhập cư cư trú tập trung thành những khu vực riêng: Quận 18 và 19 gồm những người gốc Phi bắc Sahara, đặc biệt khu Château Rouge và khu Belleville với cả cộng đồng Bắc Phi và cùng Trung Hoa. Quận 13 là nơi có Chợ Tàu, " chinatown " lớn nhất châu Âu. Khắp vùng Île-de-France, cũng có những người nhập cư còn sống rải rác.
Những người dân nhập cư, hoặc có gốc nhập cư, không ít đã giành được những thành công. Vào đầu thế kỷ 20, nhà văn Marcel Proust và nghệ sĩ Sarah Bernhardt đều mang một phần máu Do Thái và đã nổi danh khắp thế giới. Tiếp đó là nhà hóa học người Ba Lan Marie Curie, sau khi mất được đưa vào điện Panthéon và in trên tờ 500 franc của Pháp. Cựu Tổng thống Pháp Nicolas Sarkozy tuy sinh ở Paris nhưng là người gốc Hungary. Còn thị trưởng trước kia của Paris là Bertrand Delanoë sinh tại Tunisia và có bố là người Tunisia.

### Người vô gia cư

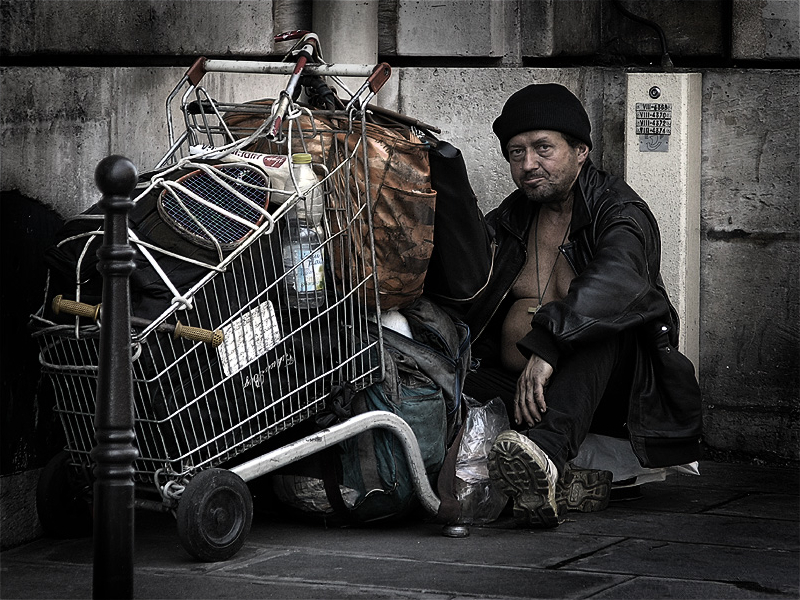
Một người vô gia cư ở Paris

Cũng như tất cả các đô thị lớn, một số lượng không nhỏ người vô gia cư sống trên đường phố của Paris. Vào năm 2005, theo ước tính của viện INSEE, thành phố có khoảng 8.000 người vô gia cư. Nếu so sách với một vài thành phố lớn khác thì số lượng người vô gia cư ở Paris không cao. Tại Luân Đôn, có 50.000 người vô gia cư trên tổng số 7 triệu dân. Tại Berlin, các con số ước tính rất chênh lệch, từ 4.000 tới 10.000 người trên tổng số 3,5 triệu dân. Còn vào năm 2006, con số ở New York là 33.000 người.
Ở Paris, 17% người vô gia cư là nữ giới, và cứ 3 nữ vô gia cư thì một người kèm theo con nhỏ, có thể cùng bố đưa trẻ hoặc không. 57% số người vô gia cư là độc thân, chỉ có 8% có gia đình và một phần ba còn lại đã ly hôn hoặc góa. 24% số đàn ông cư gia cư sinh trong vùng Île-de-France, 37% sinh tại các vùng còn lại của Pháp và gần 40% sinh ở nước ngoài. Về tuổi, 48% các nữ vô gia cư trong khoảng từ 18 tới 30 tuổi. Con số đó ở nam giới là 22%, và 57% đàn ông vô gia cư trong khoảng 31 tới 50 tuổi. Với điều kiện sống kém, nhiều người vô gia cư gặp các vấn đề về sức khỏe, cả thể chất lẫn tâm lý. 15% có vấn đề liên quan tới rượu, 20% có vấn đề về thể chất và 7% về tâm lý. 59% nam và 78% nữ vô gia cư có ăn trưa vào tất cả các ngày, chủ yếu là bánh mỳ kẹp. Còn 16% nam và 10% nữ không có bữa trưa nào vào tuần của cuộc điều tra.
Nhiều tổ chức xã hội tham gia vào việc giúp đỡ những người vô gia cư. Nhà thờ Saint-Eustache giúp đỡ các bữa ăn miễn phí. Les Enfants de Don Quichotte (Những đứa con của Don Quichotte), được thành lập năm 2006, đã bố trí những chiếc lều đỏ cạnh kênh Saint-Martin giúp đỡ những người vô gia cư trong mùa đông.

### Y tế
Paris là một trong những thành phố của Pháp có tỷ lệ bác sĩ cao nhất, cả đa khoa và chuyên khoa. Vào năm 2005, toàn Paris có 5.840 bác sĩ đa khoa. Con số đó ở cả Seine-Saint-Denis và Val-d'Oise là 3.349, mặc dù tổng dân số hai tỉnh này cao hơn Paris.
Trong những bệnh viện của thành phố, một số được thành lập từ rất lâu. Hôtel-Dieu de Paris do Thánh Landry, giáo mục của Paris, lập ra vào năm 651. Hôtel-Dieu de Paris là biểu tượng của lòng từ thiện của thành phố, và là bệnh viện duy nhất ở đây cho tới tận thế kỷ 12. Bệnh viên Quinze-Vingts do vua Saint Louis lập ra năm 1260 để đón những người mù của Paris, hiện nay ở số 28 phố Charenton, quận 12. Điện Invalides được bắt đầu xây dựng vào năm 1671 cũng là một bệnh viện cho thương binh. Ngày nay, dù trở thành một công trình nổi tiếng, nó vẫn còn giữ chức năng này.
Phần lớn các bệnh viện của Paris đều thuộc AP-HP (Assistance Publique - Hôpitaux de Paris, cơ quan về y tế công cộng của Paris từ năm 1849) và chính quyền thành phố. AP-HP, với vai trò trung tâm bệnh viện vùng cho cả Paris và Île-de-France, có tới 90.000 nhân viên.

### Tôn giáo
- Công giáo Rôma

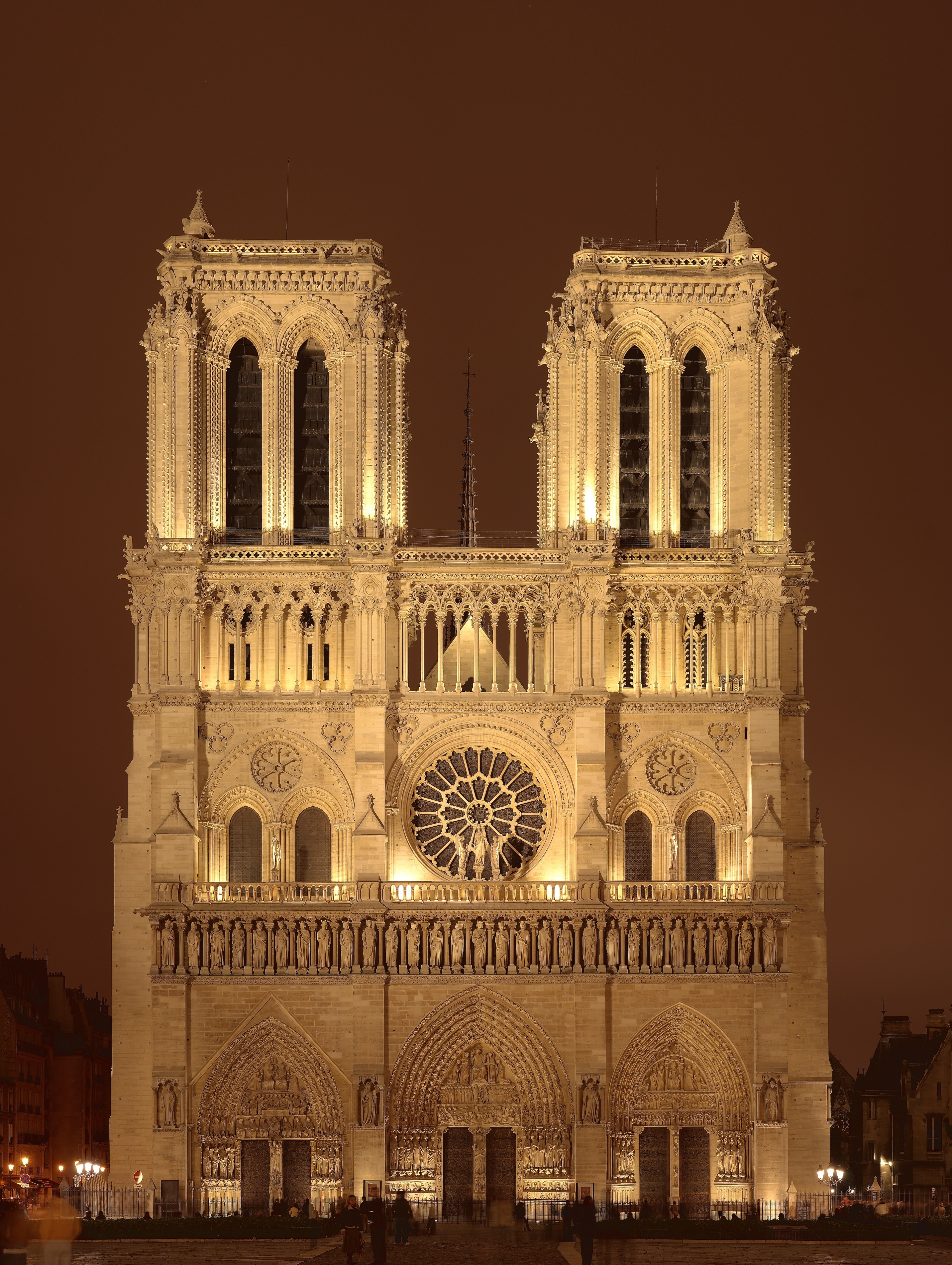
Nhà thờ Đức Bà

Tổng giáo phận Paris là một trong hai mươi ba giáo phận Công giáo ở Pháp. Là giáo phận từ thế kỷ 3, Paris được nâng lên thành tổng giáo phận vào ngày 20 tháng 10 năm 1622. Tổng giáo mục hiện nay là hồng y André Vingt-Trois. Vào năm 2005, thành phố gồm có 106 giáo xứ, đón tiếp những giáo dân và hội truyền giáo nước ngoài. Cũng năm 2005, toàn Paris có 730 linh mục, 2.500 tu sĩ và 220 tu viện (140 cho nữ và 80 cho nam).
- Kháng Cách

Ở Paris có 15 giáo sở thuộc Giáo hội Cải cách Pháp, và 10 giáo sở thuộc Giáo hội Luther Pháp.
- Hồi giáo

Nhà thờ Hồi giáo Paris là nhà thờ Hồi giáo lớn nhất nước Pháp. Nằm trong khu phố La Tinh, thuộc Quận 5, nhà thờ Hồi giáo này được khánh thành vào ngày 15 tháng 7 năm 1926. Trong nội thành Paris còn rất nhiều nhà thờ Hồi giáo khác và ở Quận 10 cũng có một trung tâm văn hóa Hồi giáo. Viện thế giới Ả Rập cũng là một địa điểm quan trọng về văn hóa Ả Rập, Hồi giáo.
- Phật giáo

Chùa Vincennes nằm trong rừng Vincennes, bờ nam hồ Daumesnil, trong một tòa nhà cũ của triển lãm thuộc địa từ năm 1931. Tại khu phố Tàu ở Quận 13 cũng có hai ngôi chùa khác. Trong vùng Île-de-France cũng có khoảng 10 ngôi chùa của người Việt.
- Do Thái giáo

Toàn thành phố có 96 đền thờ Do Thái giáo. Dân số Do Thái của Vùng Paris được ước tính vào năm 2014 là 282.000, biến Paris trở thành nơi tập trung lớn nhất của người Do Thái trên thế giới bên cạnh Israel và Hoa Kỳ.

## Giáo dục

### Giáo dục tiểu học và trung học

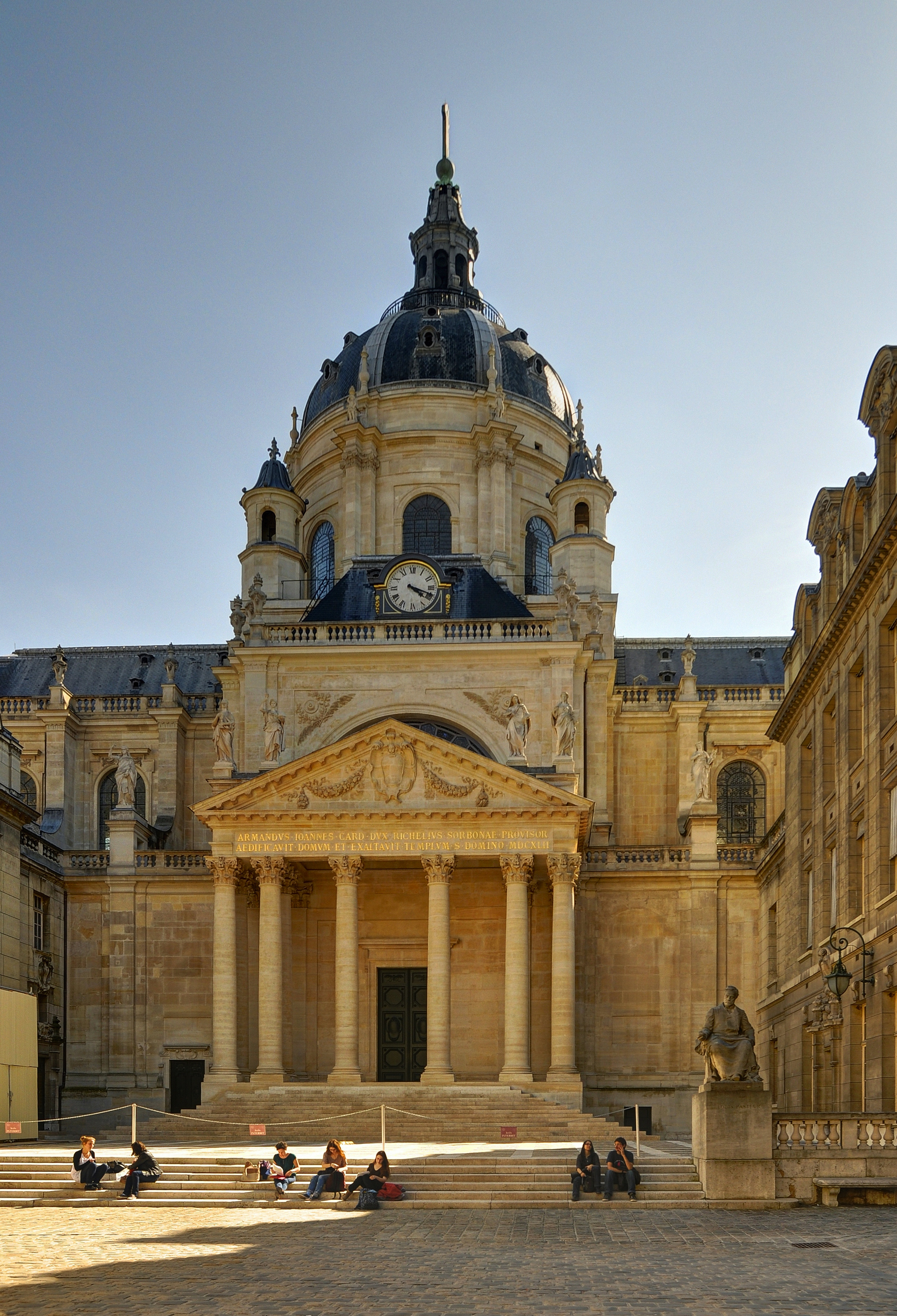
Sorbonne

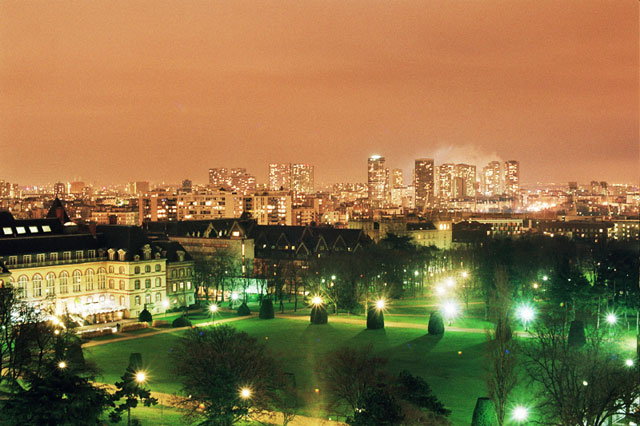
Cư xá đại học quốc tế Paris

Trong năm học 2005–2006, Paris có 263.812 học sinh theo học tại các trường công, gồm 135.570 ở bậc học thứ nhất và 138.527 ở bậc học thứ hai. Ở các trường tư có 138.527 học sinh theo học. Vào năm 2007, toàn thành phố có 881 cơ sở giáo dục công gồm: 323 trường mẫu giáo, 334 trường tiểu học, 6 cơ sở đặc biệt - trường trong bệnh viện, 110 trung học cơ sở, 72 trung học phổ thông, 34 trung học nghề và 2 trung học thực nghiệm. Thêm vào đó là 256 cơ sở giáo dục tư: 110 trường mẫu giáo và tiểu học, 1 trường đặc biệt, 67 trung học cơ sở, 73 trung học phổ thông và 5 trung học nghề.
Trong giáo dục bậc trung học, những trường như Louis-le-Grand, Henri-IV và Trung học quốc tế Saint-Germain-en-Laye là những trường danh tiếng, từng là nơi nhiều vĩ nhân của Pháp theo học.

### Giáo dục đại học
Là thành phố thủ đô, Paris tập trung nhiều trường đại học lớn và có số lượng sinh viên đông đảo. Từ thế kỷ 12, Paris đã là một trong những trung tâm tri thức lớn nhất của châu Âu, đặc biệt về thần học và triết học. Mang tính biểu tượng, năm 1200 được coi là năm thành lập Đại học Paris, dựa theo một pháp điển của vua Philippe II. Trường đại học với các khoa xuất hiện nằm tại đồi Sainte-Geneviève, thuộc khu phố La Tinh ngày nay. Từ thế kỷ 18, các trường đặc biệt được mở ra cho một số ngành nghề. Đó chính là nguồn gốc của các trường lớn hiện nay. Trường Bách khoa và Trường Sư phạm được thành lập vào thời kỳ Cách mạng Pháp. Vào thế kỷ 19, Đại học Paris hiện đại hợp thành bởi sáu khoa luật, y, dược, văn, thần học và khoa học.
Thế kỷ 20, số lượng sinh viên tăng nhanh. Sau cuộc nổi loạn của sinh viên năm 1968, Đại học Paris được tổ chức lại thành 13 trường độc lập: Paris I tới Paris XIII như hiện nay. Một số trường đại học được mở ở ngoại ô vào những năm 1960, sớm nhất là Đại học Paris X Nanterre năm 1964. Cùng vào khoảng thời gian đó, nhiều trường lớn đã rời trung tâm, tìm những khu vực rộng hơn ngoài ngoại thành. Cao nguyên nhỏ Saclay ở phía nam thành phố trở thành một địa điểm quan trọng. Trên một diện tích đủ rộng, nơi đây tập trung Đại học Paris XI, các trường lớn như Bách khoa, Trường thương mại HEC cùng các phòng thí nghiệm công và tư.
Năm 1991, bốn đại học khác được thành lập ở vùng Île-de-France. Khác với các đại học gần thành phố, chữ " Paris " không xuất hiện trong tên các trường này. Trong những năm 1990, đã có những ý định giảm bớt sự tập trung này như chuyển Trường Hành chính quốc gia ENA về Strasbourg và Trường Sư phạm về Lyon. Nhưng cuối cùng, các trường quan trọng nhất vẫn ở lại Paris.
Ngày nay, nội thành Paris vẫn là trung tâm chính của các đại học Pháp. Các trường đại học Paris từ I đến VII đều ở trong nội ô, mặc dù Paris-Dauphine nằm hơi lệch tâm. Có thể nhận thấy bên tả ngạn nhiều trường đại học hơn hẳn. Khu phố La Tinh là một địa điểm quan trọng với sự hiện diện của Sorbonne và Trường Sư phạm (École normale supérieure), Trường Mỏ (École des Mines) cùng Collège de France... Tại Quận 13, gần thư viện François-Mitterrand, nhiều tòa nhà đại học mới được xây thêm cách đây không lâu. Chính quyền thành phố Paris cũng tự duy trì bảy cơ sở giáo dục bậc đại học. Bốn trong số đó dành cho nghệ thuật ứng dụng, đặc biệt là trường École Boulle về nội thất và École Estienne về họa hình, thiết kế bìa sách. Ngoài ra còn hai trường kỹ thuật và một trường về làm vườn.
Năm 2004, toàn vùng Île-de-France có tổng cộng khoảng 600.000 sinh viên, chiếm hơn một phần tư số sinh viên ở Pháp. Trong đó, một nửa sinh viên thuộc các trường nội thành Paris. Cơ quan về đời sống sinh viên, CROUS của Paris có 600 nhân viên làm việc, với ngân sách 70 triệu euro. CROUS Paris quản lý 30 ký túc xá, 16 căng tin và 20 quán cà phê sinh viên cùng một trung tâm thể thao, một trung tâm văn hóa và một phòng triển lãm. Cư xá đại học lớn nhất Paris là Cité internationale universitaire gồm 40 tòa nhà với 5.000 chỗ. Ngoài ra, các khu vực còn lại của Île-de-France do CROUS Créteil và CROUS Versailles quản lý.
Ngoài các ưu tiên, trợ cấp như ở toàn nước Pháp, các sinh viên ở vùng Île-de-France còn được hưởng một vài ưu tiên riêng, như giảm giá vé giao thông công cộng, xem phim... Ngược lại, đời sống sinh viên Paris cũng gặp nhiều khó khăn: giá thuê phòng cao, tốn nhiều thời gian cho đi lại...

## Giao thông

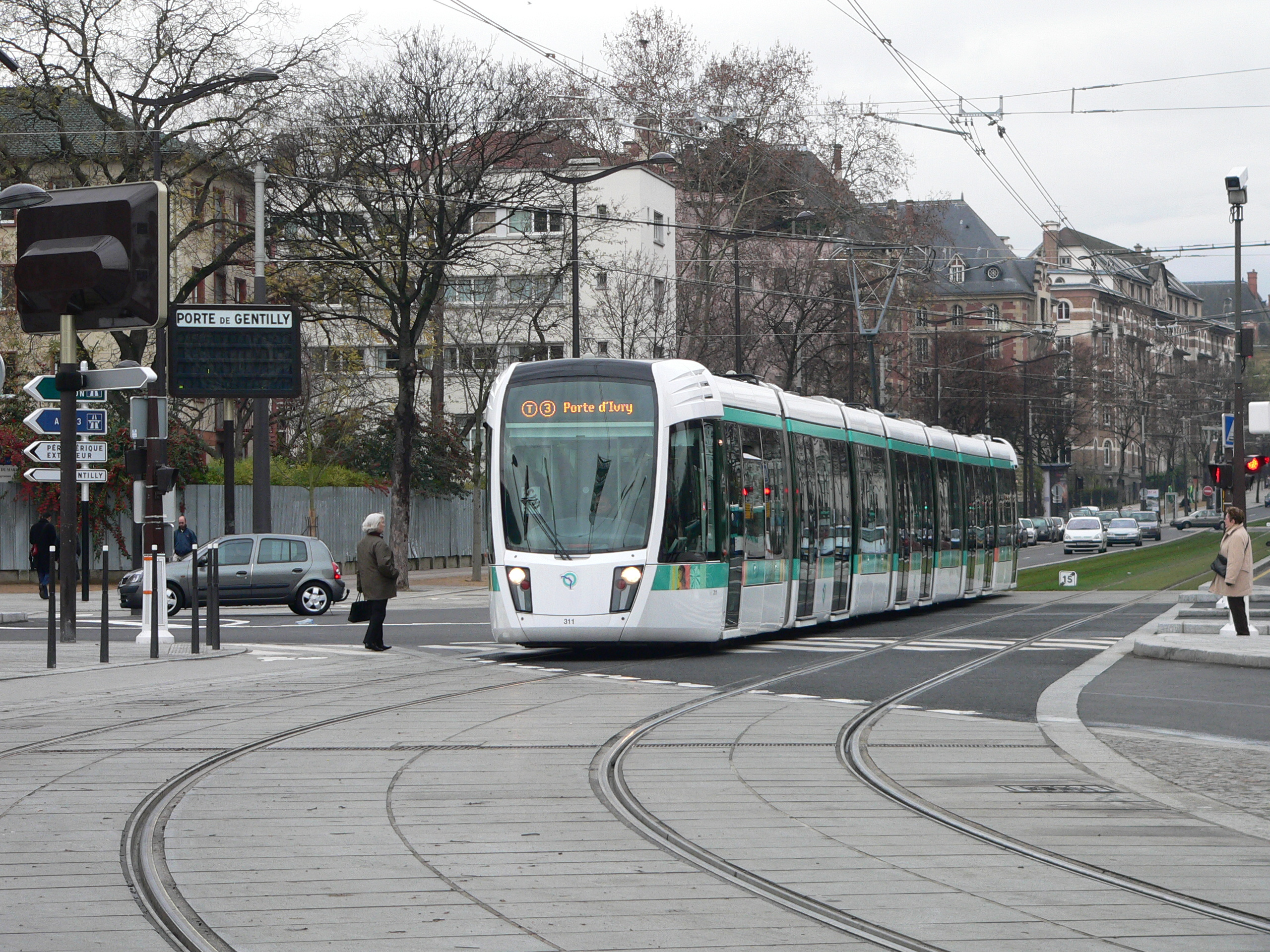
Tramway T3

Paris có một hệ thống giao thông công cộng đa dạng và dày đặc. Ngoài mạng lưới xe buýt phủ khắp thành phố và ngoại ô, ở Paris còn có thể kể ra 16 tuyến tàu điện ngầm (đánh số 1 đến 14 và hai tuyến 3bis, 7bis), 5 tuyến RER (từ A đến E) và 4 tuyến tàu điện (T1 đến T4).
Kể từ khi được khánh thành trong năm 1900 mạng lưới Métro (tàu điện ngầm) của Paris đã phát triển thành hệ thống giao thông địa phương được sử dụng rộng rãi nhất của thành phố; ngày nay nó mang về 5,23 triệu hành khách mỗi ngày  với 16 tuyến, 303 trạm (385 điểm dừng) và 220 km (136,7 dặm) đường ray. Xếp chồng lên đây là 'mạng tốc hành khu vực', RER, có năm tuyến (A, B, C, D và E), 257 điểm dừng và 587 km (365 dặm) đường ray kết nối Paris với các phần xa hơn của khu vực đô thị.
Hơn €26.5 tỷ sẽ được đầu tư trong vòng 15 năm tới để mở rộng mạng lưới Métro vào vùng ngoại ô, đặc biệt là với dự án Grand Paris Express.
Để nối liền Paris với các xã ngoại ô, ngoài hệ thống chính RER, từ sáu nhà ga lớn Saint-Lazare, Gare du Nord, La Défense, Gare de l'Est, Montparnasse, Lyon còn có 15 tuyến đường sắt Transilien tỏa đi khắp vùng Île-de-France. Bốn trong số đó cũng là các nhà ga của TGV, tàu thường nối Paris với tất cả các thành phố của Pháp và châu Âu.
Giống như tất cả các đô thị lớn khác trên thế giới, cộng thêm lý do là một thành phố cổ, giao thông đường bộ Paris khá khó khăn và dày đặc xe cộ mặc dù các đại lộ rộng rãi nhờ những cải tạo của Haussmann từ thế kỷ 19. Thành phố được bao bọc bởi một hệ thống các đại lộ vành đai và từ các cửa ô của Paris, các đường quốc lộ, xa lộ tỏa đi khắp vùng và tới các tỉnh. Việc đậu xe ở Paris cũng không đơn giản và hầu như ở tất cả các phố đều phải trả tiền. Còn mạng lưới taxi, đầu 2007 toàn thành phố có khoảng 15.500 chiếc và trung bình mỗi ngày phục vụ 200.000 chuyến.
Từ những năm cuối 1990, chính quyền thành phố thực hiện chính sách khuyến khích giao thông công cộng và xe đạp. Cùng với các làn đường được phép chạy chung với xe buýt, ở nhiều phố những người đi xe đạp còn có làn đường riêng, tổng cộng dài 371 km. Và tiếp theo Rennes và Lyon, từ ngày 15 tháng 7 năm 2007, chính quyền Paris đưa ra hệ thống dịch vụ xe đạp tự do với tên Vélib'. Đây là mạng lưới xe đạp dày đặc nhất châu Âu, với 20.000 chiếc vào cuối 2007, 1.400 điểm đỗ trong Paris cách nhau trung bình 300 m.
Giao thông hàng không Paris có hai sân bay chính, Charles-de-Gaulle ở phía đông bắc và Orly ở phía nam. Cho đến năm 2017 Charles-de-Gaulle là sân bay bận rộn thứ 5 trên thế giới về lưu lượng hành khách quốc tế. Sau Luân Đôn, Paris là thành phố châu Âu có lượng hành khách trung chuyển lớn nhất, 82,5 triệu và 2,24 triệu tấn hàng hóa trong 2006. Nằm cách Paris 25 km, sân bay quốc tế Charles-de-Gaulle được nối với thành phố bởi đường cao tốc, xe buýt và tuyến RER B. Tại sân bay cũng có một nhà ga với các tuyến tàu và TGV tới các tỉnh. Về lượng máy bay hoạt động, năm 2006 Charles-de-Gaulle xếp thứ nhất châu Âu với 541.566 chuyến bay. Orly vốn là sân bay chính của Paris trước khi xây dựng Charles-de-Gaulle. Ngày nay, ngoài tới các tỉnh của Pháp, Orly phục vụ các chuyến bay đến các thành phố của châu Âu, Trung Đông, châu Phi và Caribe. Ngoài ra, vùng Paris vẫn còn một vài sân bay nhỏ khác như Le Bourget, Beauvais mà các hãng hàng không giá rẻ vẫn thường sử dụng.

## Thể thao

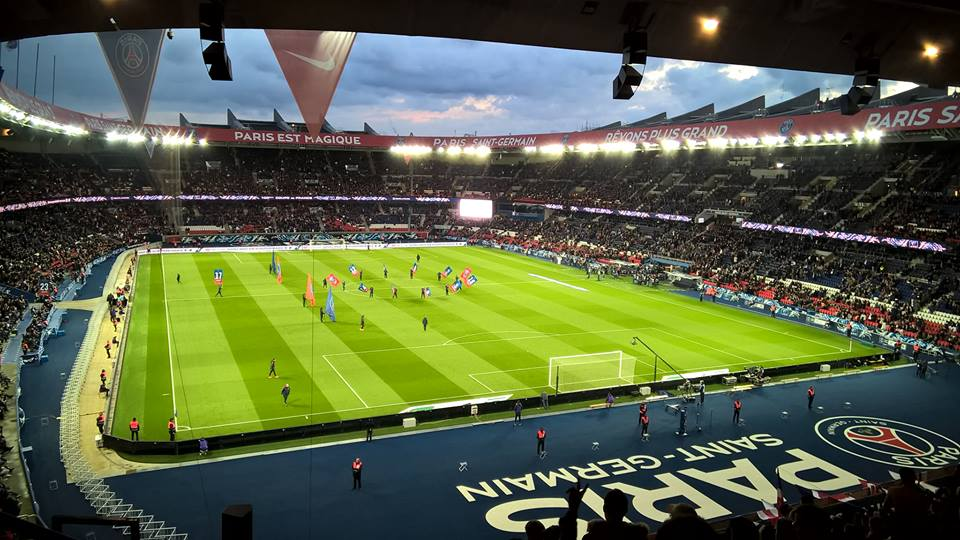
Sân vận động Công viên các Hoàng tử.

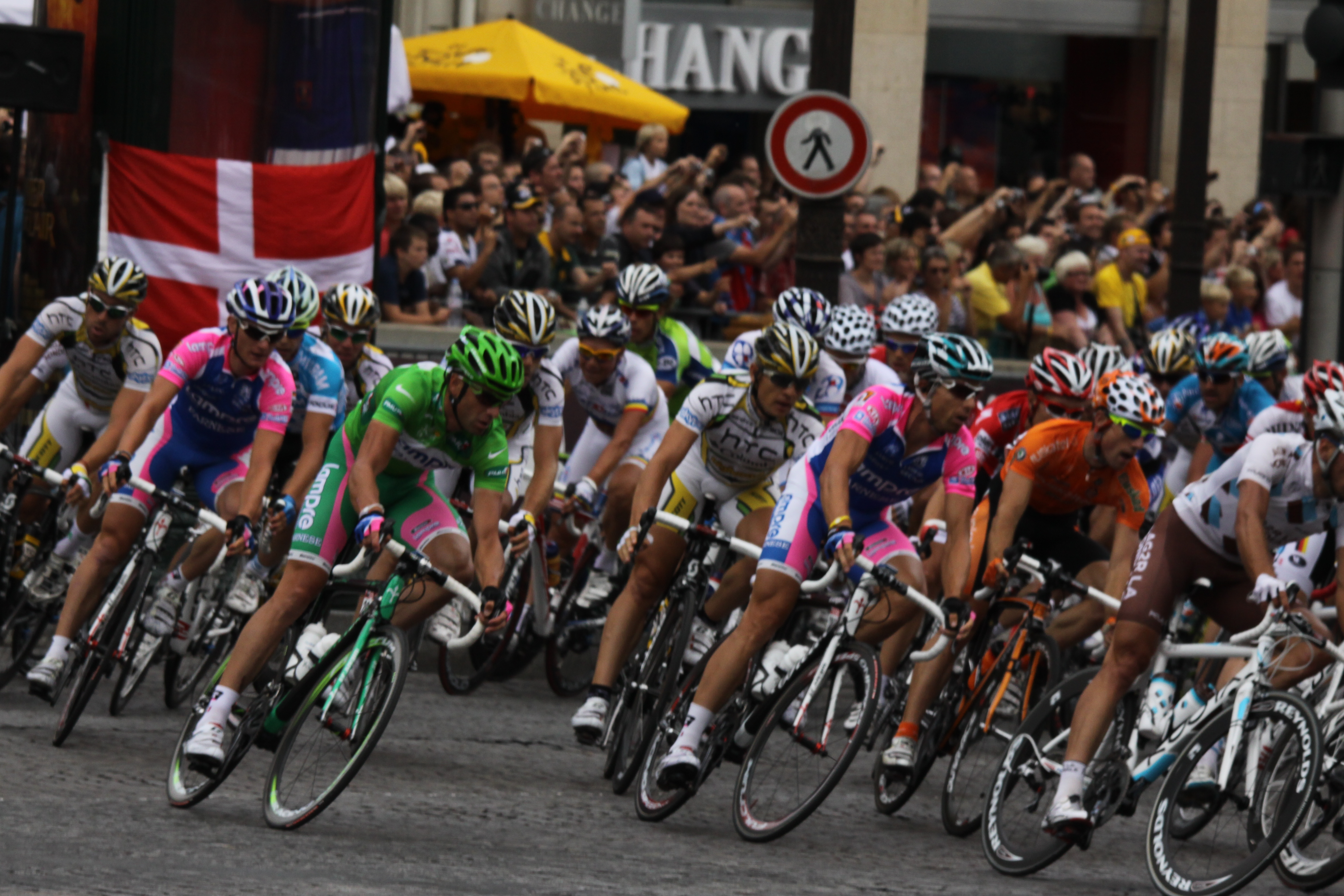
Tour de France 2010, Champs Élysées.

Thể thao cũng ghi nhiều dấu ấn trong lịch sử thành phố Paris. Từ thế kỷ 12 đã xuất hiện môn jeu de paume, một trò chơi tương tự quần vợt. Trong thời kỳ Cách mạng Pháp, môn thể thao này đã đi vào lịch sử với Lời tuyên thệ Jeu de paume, một sự kiện quan trọng.
Paris đã hai lần đăng cai Thế vận hội mùa hè vào năm 1900 và 1924, đồng thời sẽ là thành phố đăng cai Thế vận hội Mùa hè và Thế vận hội dành cho người khuyết tật 2024. Ngoài ra, thành phố còn tranh cai tổ chức vào các năm 1992, 2008 và 2012 nhưng không thành công, lần lượt để lọt vào tay Barcelona, Bắc Kinh và Luân Đôn. Trong hai lần Pháp đăng cai Giải vô địch bóng đá thế giới vào 1938 và 1998, Paris đều là thành phố quan trọng. Trong đó năm 1998, đội tuyển Pháp đã giành chức vô địch tại sân Stade de France. Paris cũng từng đăng cai các trận đấu tại Giải vô địch bóng đá châu Âu 2016.
Paris còn là địa điểm của một trong những giải quần vợt quan trọng nhất: Giải Roland-Garros. Đại lộ Champs-Élysées là chặng cuối của giải đua xe đạp nổi tiếng Tour de France. Thành phố có một số câu lạc bộ thể thao chính: Paris Saint-Germain môn bóng đá, Paris-Levallois Basket môn bóng rổ, Paris Handball môn bóng ném, Stade français CASG Paris môn bóng bầu dục.
Toàn Paris hiện nay có 360 địa điểm thể thao: 172 sân tennis; 131 phòng tập thể dục thuộc chính quyền thành phố; 36 bể bơi đón 3,4 triệu lượt người năm 2006; 10 bể bơi trong trường học; 32 sân vân động thuộc thành phố; hai địa điểm dành cho môn bơi thuyền. Những trường đại học ở ngoại ô cũng có các khu thể thao riêng. Người dân Paris còn chơi một số môn đơn giản như bi sắt, cờ vua tại các công viên, vườn hoa.
Sân vận động Công viên các Hoàng tử (Parc des Princes) của Paris được hoàn thành từ năm 1897 nằm ở phía tây nam thành phố, tới năm 1972 được xây dựng lại. Sân vận động này có sức chứa 45.500 chỗ ngồi, và là sân nhà của đội Paris Saint-Germain. Khu thể thao liên hợp Paris-Bercy nằm ở Quận 12 được hoàn thành năm 1984. Ngoài các hoạt động thể thao, nó còn là nơi tổ chức nhiều buổi hòa nhạc lớn. Sân Stade Charléty ở Quận 13, có từ năm 1939 và được xây lại năm 1994, là nơi lý tưởng cho những người chơi thể thao của thành phố. Stade Charléty bao gồm một sân điền kinh 20.000 chỗ và một phòng đa thể thao với sức chứa 1.500 người. Sân Stade de France được xây dựng cho Giải vô địch bóng đá thế giới 1998 có sức chứa 80.000 chỗ tại Saint-Denis, ngoại ô phía bắc Paris. Sân còn được Đội tuyển bóng đá quốc gia Pháp chọn làm sân nhà cho các trận thi đấu quốc tế. Ngoài bóng đá, sân vận động này còn là địa điểm của các trận bóng bầu dục quan trọng.
Tại rừng Vincennes phía đông Paris còn có trường đua Vincennes từ năm 1863. Đây là nơi tổ chức một số giải đua ngựa như Prix de Paris, Prix de France, Prix d'Amérique...

## Quy hoạch đô thị

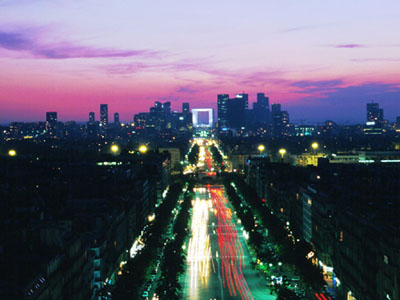
Grande Arche nhìn theo trục Axe historique

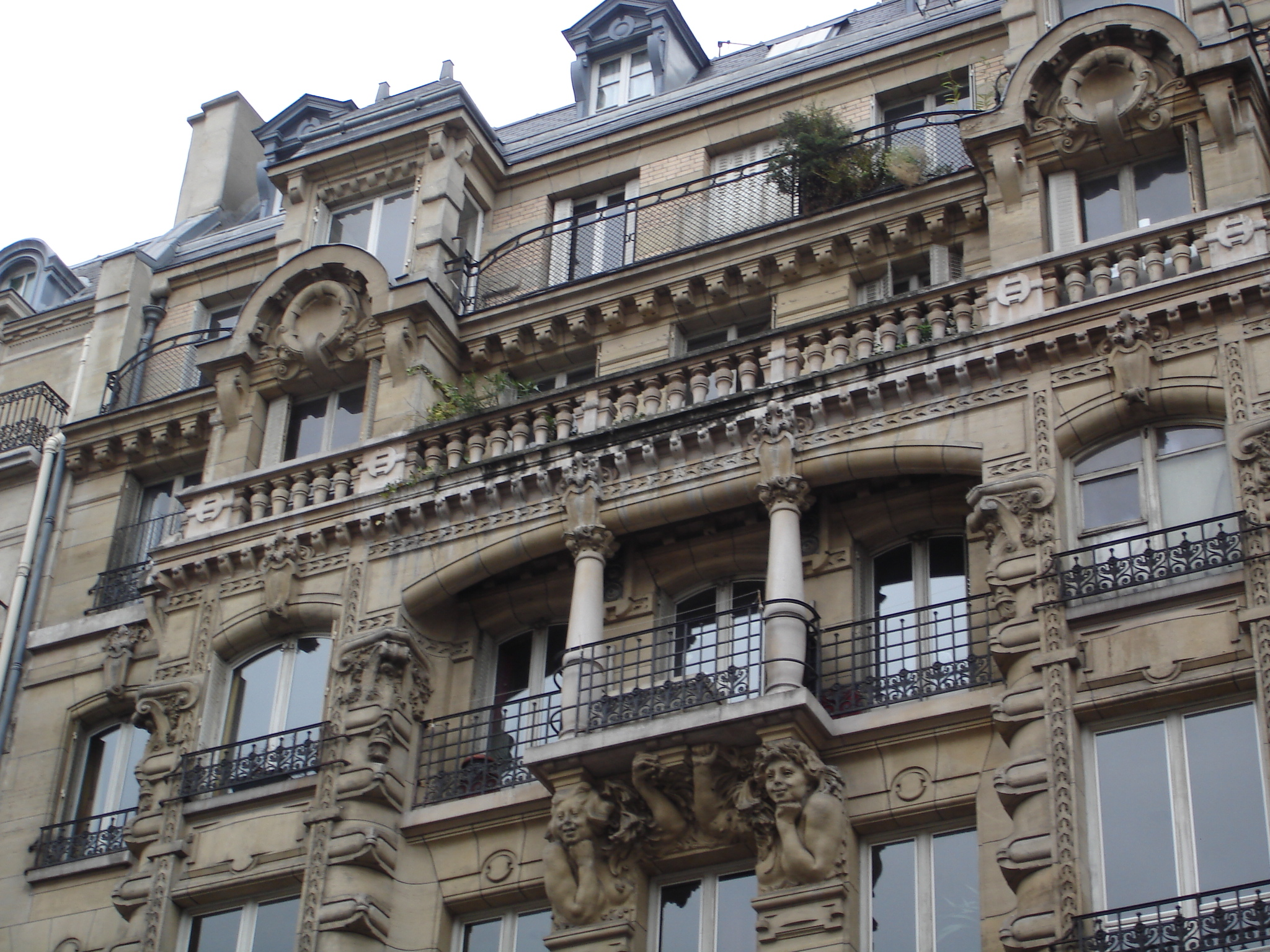
Trang trí mặt ngoại một tòa nhà phố Réaumur

Khác với Luân Đôn từng chịu vụ hỏa hoạn năm 1666 hay Lisboa bởi động đất năm 1755, Paris chưa bao giờ bị phá hủy. Nhờ đó hầu hết các triều đại của Pháp kể từ thời Phục Hưng đều để lại những dấu ấn ở Paris. Những chứng tích của quá khứ vẫn còn in dấu ở các con phố, nhưng Paris vẫn là một thành phố đồng nhất và không ngừng hiện đại hóa.
Cách tổ chức của thành phố ngày nay phụ thuộc rất nhiều vào quy hoạch của nam tước Haussmann dưới thời Đệ nhị đế chế. Haussmann đã vạch ra phần lớn những con đường chính hiện nay, như đại lộ Saint-Germain, đại lộ Sébastopol... Trung tâm của thành phố Paris là khu Châtelet. Nhiều đường phố lớn và các tàu điện ngầm giao nhau ở đây. Khu vực trung tâm Paris khác biệt với nhiều thành phố châu Âu khác bởi mật độ dân số dày đặc của nó. Chỉ riêng Manhattan của New York với mật độ 26.000 ngàn người trên một km² là có thể so sách với trung tâm Paris. Là thành phố được xây dựng hai bên bờ sông, riêng trong nội ô Paris có tới 37 cây cầu bắc qua sông Seine. Chưa kể tới một số tuyến tàu điện ngầm chạy dưới lòng sông.
Có thể nhận thấy ở Paris, các công trình quan trọng, cả cổ và hiện đại, đều là những điểm nhấn trong quang cảnh của thành phố. Quy hoạch đô thị của Paris cho phép có thể ngắm nhìn các công trình này từ rất xa. Đứng ở quảng trường Italie, nhìn dọc theo đại lộ Gobelins có thể thấy điện Panthéon. Từ điện Panthéon nhìn dọc phố Soufflot về phía vườn Luxembourg sẽ thấy tháp Eiffel. Khu vực tốt nhất để ngắm nhìn tháp Eiffel là sân giữa của Palais de Chaillot, cạnh quảng trường Trocadéro. Nếu đứng ở chân tháp Eiffel, bãi cỏ Champ-de-Mars, nhìn về phía École militaire sẽ thấy tháp Montparnasse. Đứng trước nhà thờ Madeleine nhìn về phía sông Seine sẽ thấy cột đá Obélisque ở giữa quảng trường Concorde, và bên kia sông là Palais Bourbon. Từ điện Invalides nhìn dọc cầu Alexandre-III có thể thấy Grand Palais và Petit Palais ở hai bên đại lộ Winston-Churchill...
Nhưng trục quan trọng nhất trong quy hoạch đô thị Paris là Axe historique. Bắt đầu từ bức tượng vua Louis XIV cưỡi ngựa trong sân Napoléon của bảo tàng Louvre, trục này đi qua rất nhiều công trình quan trọng của thành phố: Khải hoàn môn Carrousel, vườn Tuileries, quảng trường Concorde với cột đá Obélisque, đại lộ Champs Élysées, quảng trường Étoile với Khải Hoàn Môn, đại lộ Grande Armée. Vào thập niên 1960, Axe historique còn được tiếp tục kéo dài tới tận khu đô thị hiện đại La Défense với công trình Grande Arche. Kim tự tháp kính Louvre không nằm trên đường thẳng này, mà được xây lệnh sang một bên.
Để bảo đảm mỹ quan, mặt ngoài các tòa nhà ở Paris phải tuân theo những quy định của thành phố, như về màu sắc, kiểu cửa sổ... Và từ rất lâu, Paris đã có những quy định chặt chẽ về độ cao các tòa nhà. Ngày nay, những tòa nhà mới có độ cao trên 37 mét phải có giấy phép đặc biệt và ở một vài quận giới hạn chiều cao này còn nhỏ hơn thế. Tháp Montparnasse được xây dựng vào năm 1973 là công trình cao nhất Paris và cả nước Pháp. Vị trí số một này sẽ còn được giữ tới năm 2010, khi nhiều dự án nhà chọc trời sẽ hoàn thành tại khu La Défense: Tour Phare 300 m, và Tour Generali sẽ đạt tới 318 m trở thành tòa nhà cao nhất Tây Âu.

### Đường phố

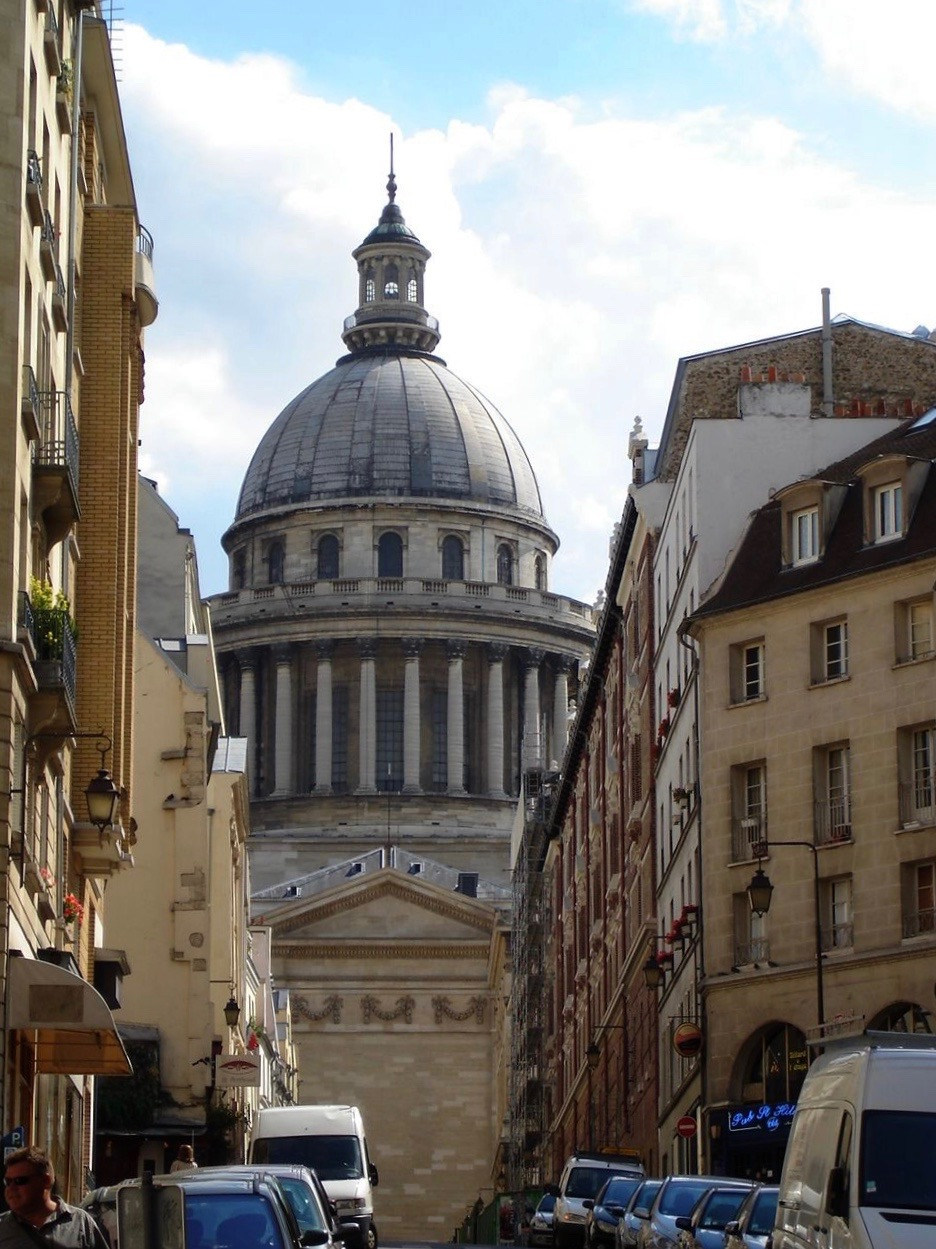
Điện Panthéon nhìn từ phố Écoles

Vào năm 1997, toàn Paris có tổng cộng 6.088 con đường, cả công cộng và tư nhân. Phần nhiều các con phố Paris đều bằng phẳng, ít dốc. Một số đường phố, đại lộ không rải nhựa mà được lát bằng những viên đá nhỏ. Tương tự ở nhiều thành phố khác, tầng một các tòa nhà mặt phố đều dành cho cửa hàng, quán cà phê... Một số hộp đêm, phòng chiều phim chỉ có một cửa nhỏ trên phố, còn không gian chính nằm ở tầng ngầm.
Một số đường phố Paris nổi tiếng mang những đặc trưng riêng. Đại lộ Champs-Élysées gần Khải Hoàn Môn và là nơi tổ chức nhiều sự kiện quan trọng, luôn tràn ngập khách du lịch. Phố Rivoli tấp nập ở trung tâm chạy dọc sông Seine ngang qua các công trình nổi tiếng Tòa thị chính, bảo tàng Louvre, Khải hoàn môn Carrousel, vườn Tuileries. Đại lộ Saint-Michel thuộc khu phố La Tinh đông đúc sinh viên. Đại lộ Opéra gần nhà hát Opéra Garnier và khu mua sắm Galeries Lafayette, Printemps... là nơi có nhiều văn phòng hàng không, du lịch. Phố Mouffetard cổ với các nhà hàng, quán cà phê và những cửa hàng truyền thống. Đại lộ Clichy là nơi tấp nập vào ban đêm với nhiều quán cà phê, hộp đêm, trong đó có Moulin Rouge. Đại lộ Montaigne là nơi có nhiều cửa hiệu thời trang cao cấp và khách sạn sang trọng Plaza Athénée...
Một điểm nữa tạo nên hình ảnh đặc trưng của các đường phố Paris là sự góp mặt của cột Morris và vòi phun nước Wallace.

### Quảng trường

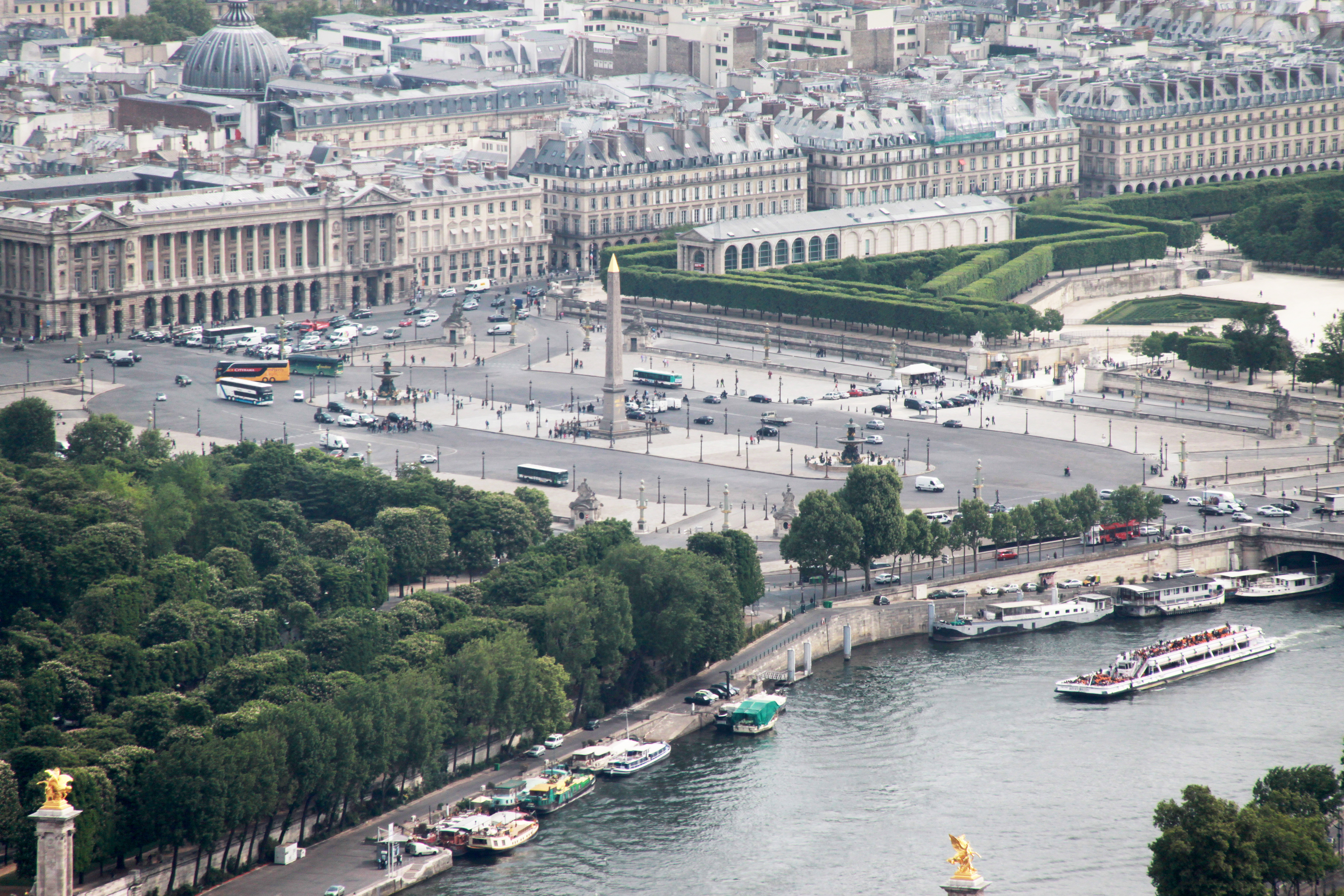
Place de la Concorde
(Quảng trường Hoà Hợp)
• Ảnh: Toàn cảnh Quảng trường
nhìn từ tháp Eiffel.

Paris có tổng cộng khoảng gần 500 quảng trường lớn nhỏ. Trong số đó, lớn nhất là Quảng trường Concorde và là rộng thứ nhì của Pháp - sau quảng trường Quinconces ở Bordeaux - và thứ 11 thế giới. Ở giữa quảng trường này là cột đá Obélisque, còn xung quanh quảng trường còn có nhiều tòa nhà quan trọng như Đại sứ quán Hoa Kỳ, khách sạn Crillon. Concorde không chỉ là một quảng trường đẹp mà còn là đầu mối giao thông quan trọng của Paris, nơi đây đã từng xảy ra nhiều sự kiện lịch sử trọng đại của nước Pháp.
Paris còn có những quảng trường nổi tiếng khác như: Quảng trường République là quảng trường rộng thứ nhì sau Quảng trường Concorde. Vendôme, Cũng như Concorde, Vendôme gắn với một số sự kiện lịch sử. Nằm ở một khu vực trung tâm thành phố, Vendôme không có diện tích rộng,  Nơi đây có sự hiện diện của Bộ Tư pháp, khách sạn Ritz danh tiếng và nhiều cửa hàng xa xỉ. quảng trường Bastille là nơi có ngục Bastille bị phá hủy trong Cách mạng; quảng trường Étoile, nối với đại lộ Champs-Élysées, là nơi có Khải Hoàn Môn; quảng trường Trocadéro nằm ở khu phố sang trọng, là địa điểm chính ngắm tháp Eiffel. Một số quảng trường nổi tiếng khác cũng luôn được đông đảo du khách lui đến như: Quảng trường Bataille de Stalingrad, Quảng trường Bourse, Quảng trường Madeleine, Quảng trường Sorbonne, Quảng trường Porte de Versailles, Quảng trường Porte de Champerret, Quảng trường Porte Maillot, Quảng trường Contrescarpe, Quảng trường Nation...

### Kiến trúc và các công trình

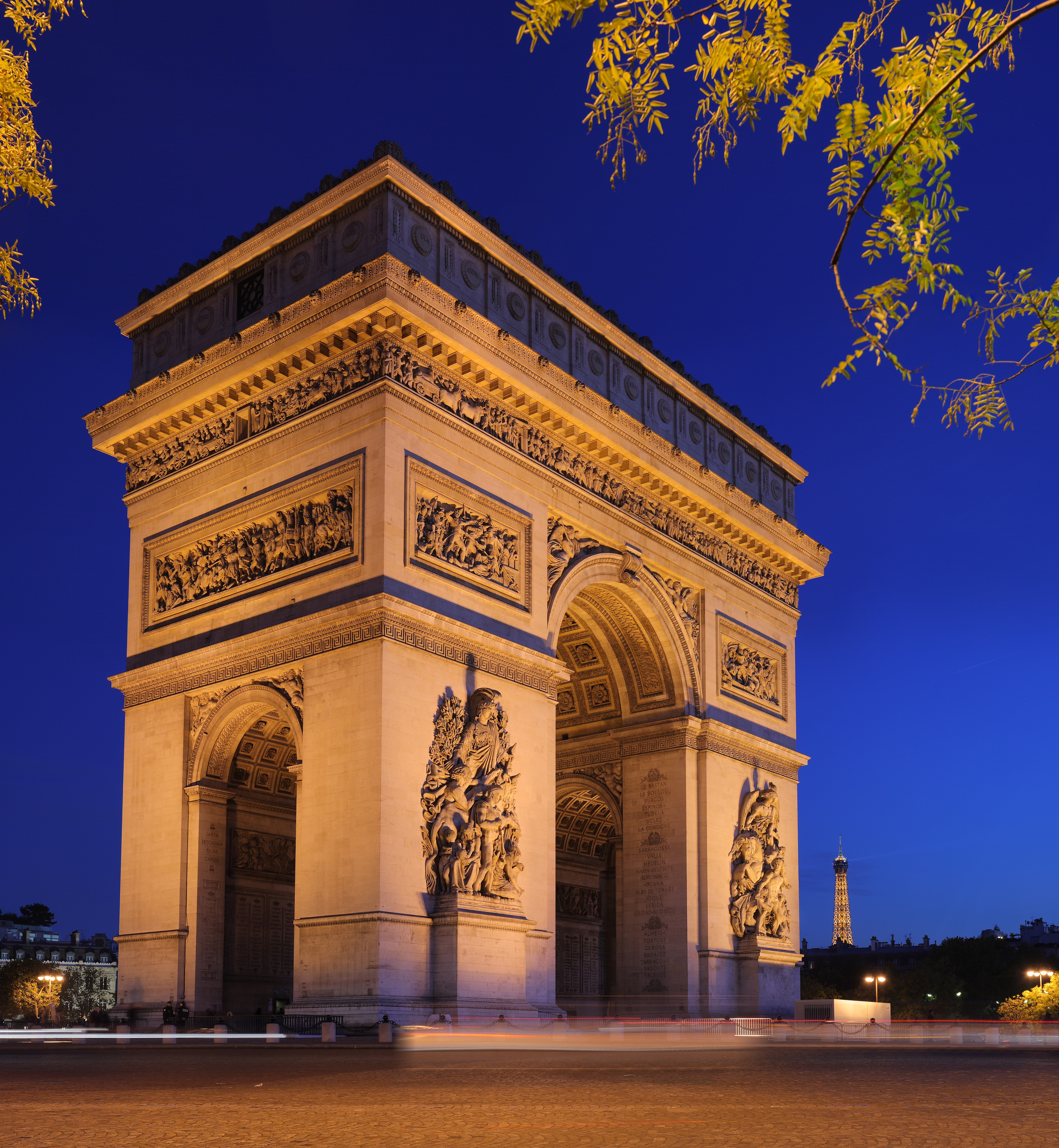
Khải Hoàn Môn

Các công trình nổi tiếng nhất Paris được xây dựng vào những khoảng thời gian khác nhau và hầu hết tập trung hai bên bờ sông Seine. Hai bờ sông, từ cầu Sully tới cầu Bir-Hakeim, hợp thành một trong những dòng sông đẹp nhất chạy trong thành phố với các công trình được xếp hạng di sản thế giới của UNESCO. Có thể thấy, từ đông sang tây: nhà thờ Đức Bà, bảo tàng Louvre, điện Invalides, Palais Bourbon, cầu Alexandre-III, Grand Palais, bảo tàng Branly, tháp Eiffel, khu vực Trocadéro với Palais de Chaillot. Ngược lại về phía đông, một số công trình khác hiện đại cũng đã được xây dựng như Bộ Tài chính, thư viện François Mitterrand, cung Bercy...
Trên đảo Île de la Cité tập trung các công trình cổ đặc trưng. Nhà thờ Đức Bà mang phong cách kiến trúc Gothic được xây dựng từ thế kỷ 12 tới thế kỷ 13. Nhà thờ Đức Bà được xem là tâm của Paris, trước sân có một điểm đánh dấu cây số 0 của nước Pháp. Điện Conciergerie từng là cung điện của hoàng gia cho tới thời vua Charles V vào nửa cuối thế kỷ 14. Một phần của công trình đã từng là nhà tù giam giữ các nhân vật nổi tiếng của chế độ phong kiến khi nổ ra Cách mạng Pháp. Sainte-Chapelle, xây dựng gần Conciergerie, được xem như một kiệt tác của kiến trúc Gothic. Cầu Pont Neuf, nằm ở điểm cuối phía tây của đảo, có từ cuối thế kỷ 16 và là chiếc cầu cổ nhất của Paris còn lại tới nay.
Các công trình phong cách cổ điển cũng ghi dấu ấn ở khu trung tâm Paris. Nhà thờ nhỏ Sorbonne nằm ở giữa khu phố La Tinh được xây vào đầu thế kỷ 17. Cung điện hoàng gia Louvre cũng có từ thế kỷ 17 và được sửa chữa nhiều lần sau đó. Điện Invalides, với nóc mạ vàng được xây dựng vào cuối thế kỷ 17 theo lệnh của vua Louis XIV dành cho các thương binh và là nơi lưu trữ tro hài cốt của Napoléon từ năm 1840. Điện Élysée được xây dựng và trang trí trong khoảng 1718 tới 1722 tiêu biểu cho phong cách cổ điển, hiện là dinh Tổng thống Pháp. Điện Panthéon được xây dựng vào cuối thế kỷ 18 là nơi yên nghỉ của nhiều vĩ nhân.
Những công trình xây dựng vào thế kỷ 19 rất phổ biến ở Paris: Khải Hoàn Môn, nhà hát Opéra Garnier, nhà thờ Sacré-Cœur xuất hiện vào cuối Đệ nhị đế chế. Tòa thị chính Paris hiện nay cũng được xây vào khoảng thời gian 1874 tới 1882. Nhiều công trình khác tiếp tục được xây dựng cho các Cuộc triển lãm thế giới như tháp Eiffel, Palais de Chaillot, Petit Palais, Grand Palais, cầu Alexandre-III...
Trong thế kỷ 20, rất nhiều các kiến trúc sư danh tiếng tiếp tục ghi lại dấu ấn trên đường phố Paris như: Guimard, Plumet hay Lavirotte với phong cách Tân nghệ thuật, kế đó Mallet-Stevens, Roux-Spitz, Dudok, Henri Sauvage, Le Corbusier, Auguste Perret vào thời kỳ giữa hai cuộc thế chiến. Kiến trúc đương đại của Paris được hiện diện bởi Trung tâm Pompidou, xây từ những năm 1970, là nơi có bảo tàng Nghệ thuật hiện đại và một thư viện quan trọng mở cửa cho công chúng; tháp Montparnasse cao 210 mét, một điểm nhấn trong quảng cảnh thành phố được xây từ 1969 tới 1972; Viện thế giới Ả Rập (Institut du monde arabe) được mở cửa vào năm 1987. Và đặc biệt là các công trình nhờ tổng thống François Mitterrand như Grande Arche ở khu La Défense, nhà hát Opéra Bastille - thuộc nhà hát quốc gia cùng Opéra Garnier; Kim tự tháp kính Louvre - tác phẩm nổi tiếng của kiến trúc sư Ieoh Ming Pei; và thư viện François Mitterrand thuộc thư viện quốc gia nằm tại khu Paris Rive Gauche. Mới hơn cả, bảo tàng Branly về nghệ thuật và văn minh châu Phi, Á, Đại Dương và Mỹ thiết kế bởi Jean Nouvel hoàn thành 2006 tiếp tục làm đa dạng thêm kiến trúc của Paris.

### Nghĩa trang
Cả bốn nghĩa trang trong nội ô Paris hiện nay đều được xây dưới thời Napoléon và đều nằm trên con đường vành đai của thành phố khi ấy. Trước đó, nhiều nhà thờ của Paris cũng có những nghĩa địa riêng, nhưng cuối thế kỷ 18, chúng đã phải dẹp bỏ vì vấn đề vệ sinh. Tất cả những hài cốt trong nghĩa địa của xứ đạo bị xóa bỏ năm 1786 đã được chuyển về hầm khai thác đá bên ngoài cửa ô phía nam Paris, nơi hiện nay là quảng trường Denfert-Rochereau, Quận 14. Ngày nay là Hầm mộ Paris.
Với sự mở rộng thành phố, các nghĩa trang thời Napoléon hiện đều nằm trong nội thành Paris và trở thành những không gian xanh yên tĩnh. Père-Lachaise là nghĩa trang lớn nhất, và cũng là không gian xanh rộng nhất thành phố. Cả bốn nghĩa trang của Paris: Père-Lachaise, Montparnasse, Passy và Montmartre đều là nơi yên nghỉ của rất nhiều danh nhân, không chỉ người Pháp mà còn nhiều vĩ nhân nước ngoài đã tới sống và mất ở Paris. Père-Lachaise là một trong những nghĩa trang nổi tiếng nhất thế giới, với các ngôi mộ của Balzac, Chopin, Molière, La Fontaine, Marcel Proust, Oscar Wilde hay Sarah Bernhardt... đã thu hút rất nhiều du khách tới thăm.
Một số nghĩa trang mới khác nằm ngoài ngoại ô được xây dựng và đầu thế kỷ 20. Trong đó lớn nhất là các nghĩa trang Saint-Ouen, Pantin, Ivry và Bagneux.

### Công viên và vườn

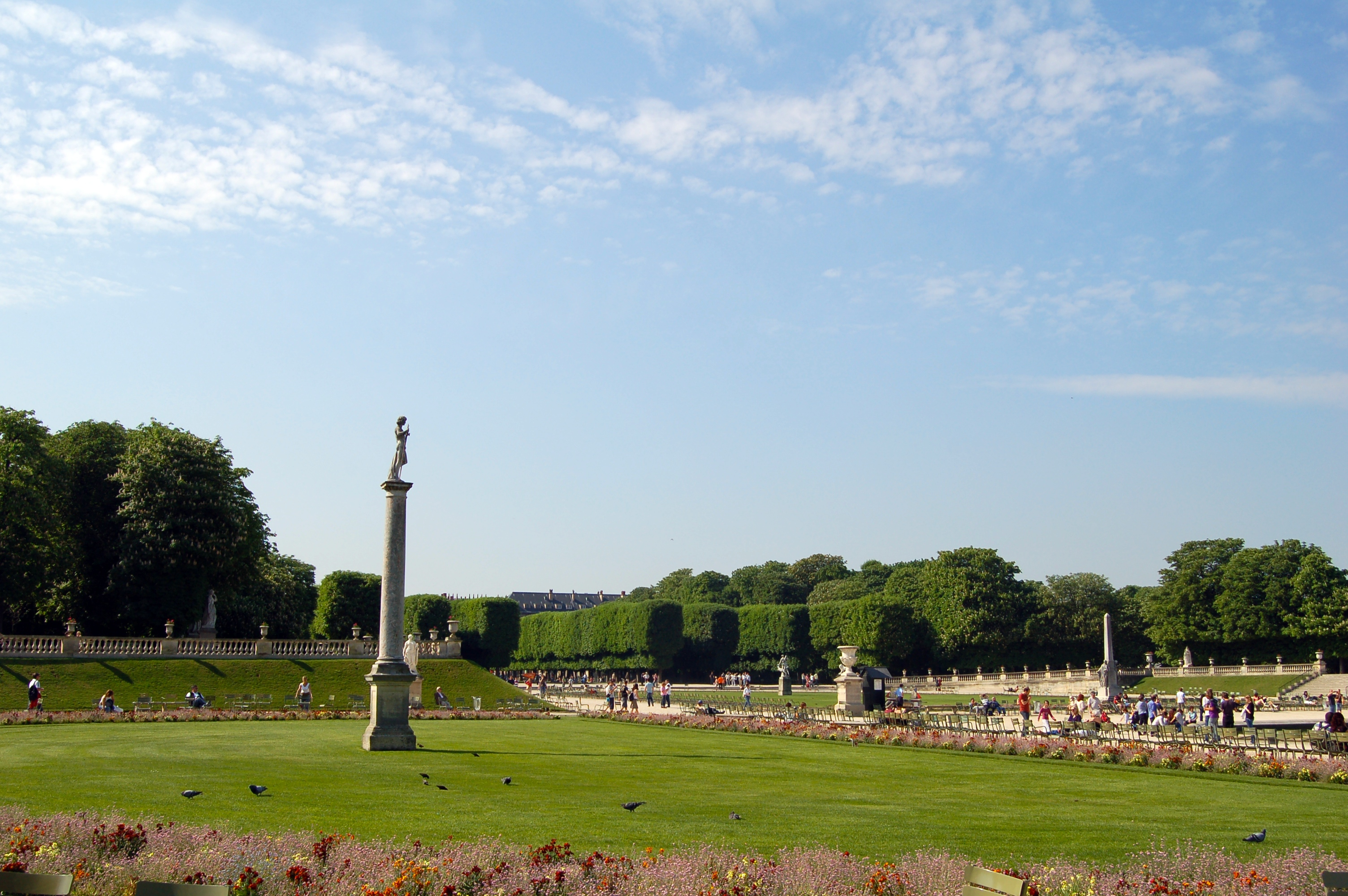
Vườn Luxembourg

Bản đồ Không gian xanh Paris

So với các thủ đô khác ở châu Âu, Paris là thành phố có mật độ không gian xanh thấp. Ngoài hai khu rừng Boulogne và Vincennes nằm ngay bên cạnh thành phố, Paris có khoảng 20 công viên và 20 khu vườn cùng các nghĩa trang được trồng cây xanh. Nghĩa trang Père-Lachaise chính là không gian xanh lớn nhất trong thành phố.
Vườn Paris, nổi tiếng hơn cả là hai khu vườn cổ Tuileries và Luxembourg. Vườn Tuileries có từ thế kỷ 16, nằm ở bên phải sông Seine, gần viện bảo tàng Louvre. Cung điện Tuileries từng ở đây đã bị đốt vào năm 1871. Vườn Luxembourg nằm ở bờ trái sông Seine, thuộc về lâu đài được xây cho vương hậu Maria de' Medici khoảng năm 1625. Cũng vào thế kỷ 17, Vườn bách thảo, do bác sĩ Guy de La Brosse của Louis XIII, tạo nên để trồng các cây thuốc rồi trở thành một vườn công cộng của Paris.
Tới thời Đệ nhị đế chế, việc tạo ra các không gian xanh trở nên cần thiết cho một thành phố có dân số đang phát triển nhanh. Với sự chỉ đạo của kỹ sư Jean-Charles Alphand và họa sĩ phong cảnh Jean-Pierre Barillet-Deschamps, các khu vườn của Paris mới có được bộ mặt như hiện nay. Rừng Boulogne và rừng Vincennes, nằm ngoài Paris, được bố trí tôn trọng điểm cực tây và điểm cực đông của nội thành thành phố. Một số khu vườn khác trong trung tâm cũng được bố trí lại cùng các không gian thoáng đãng được mở ra ở các khu phố. Ở các quận mới hơn, một số công viên quan trọng được quy hoạch: Monceau, Montsouris, Buttes-Chaumont đều do kiến trúc sư của Napoléon III dự kiến.
Từ những năm 1980, nhiều khu vực mang các chức năng khác được cải tạo thành không gian xanh. Theo thiết kế của kiến trúc sư Bernard Tschumi, một khu vực lò mổ cũ đã trở thành công viên La Villette - công viên lớn nhất trong nội ô Paris hiện nay. Tiếp tục, trong những năm 1990 là công viên Bercy, công viên Belleville cùng một số khác. Kế đến là những khu vườn gia đình hoặc giáo dục nằm bên vành đai dọc tuyến đường sắt cũ Petite Ceinture. Vườn Éole hoàn thành năm 2007 là công viên quan trọng nhất của Paris vào những năm 2000. Một trong những công viên mới nhất, Promenade des Berges de la Seine được khánh thành vào năm 2013.

## Paris, thủ đô văn hóa

Kim tự tháp kính trong sân bảo tàng Louvre

Paris là một trong những trung tâm văn hóa của thế giới. Đón tiếp 27 triệu lượt khách du lịch nước ngoài mỗi năm, Paris có hơn 100 bảo tàng, nhiều nhà hát, các địa điểm đặc biệt - như đại lộ Champs-Élysées, đồi Montmartre, các công trình nổi tiếng - như Khải Hoàn Môn, tháp Eiffel... Thành phố còn là trung tâm của các cuộc hội thảo, hội nghị, là nơi đặt trụ sở của nhiều tổ chức quan trọng. Paris cũng là trung tâm của thời trang, của hàng xa xỉ phẩm, của ẩm thực và được mệnh danh là thành phố của tình yêu lãng mạn, cùng Venezia. Về giải trí, Paris là nơi tổ chức nhiều hoạt động trình diễn đa dạng, sở hữu những nhà hát quan trọng và lâu đời cùng các rạp chiếu phim với một lượng công chúng đông đảo.
Nhiều khu phố Paris mang những đặc trưng văn hóa riêng. Quận La Tinh là khu phố sinh viên, nơi có các trường đại học từ nhiều thế kỷ trước. Café de Flore ở Saint-Germain-des-Prés từng là ngôi nhà của Chủ nghĩa hiện sinh. Đồi Montmartre ngoài nhà thờ Sacré-Cœur nổi tiếng còn là trung tâm của hội họa đầu thế kỷ 20. Tương tự, Montparnasse cũng từng thu hút nhiều họa sĩ, nhà văn nhưng ngày nay trở thành một khu phố văn phòng. Chợ Tàu Paris với sự hiện diện rõ nét của văn hóa phương Đông là khu phố Tàu lớn nhất châu Âu. Đại lộ Champs-Élysées và các phố gần đấy như George-V, Montaigne... là khu vực nhiều cửa hàng thời trang cao cấp, cùng các khách sạn đặc biệt sang trọng Plaza Athénée, George V...
Năm 1991, tổ chức UNESCO đã công nhận một số các công trình của Paris thuộc cụm hai bên bờ sông Seine là di sản thế giới. Các công trình biểu tượng của Paris trở nên nổi tiếng trên toàn cầu. Tại Las Vegas, một casino đã xây dựng các bản sao của tháp Eiffel, Khải Hoàn Môn và nhà hát Opéra Garnier. Tương tự, ở ngoại ô Hàng Châu, những người Trung Quốc cũng xây dựng một Paris nhỏ.

### Bảo tàng

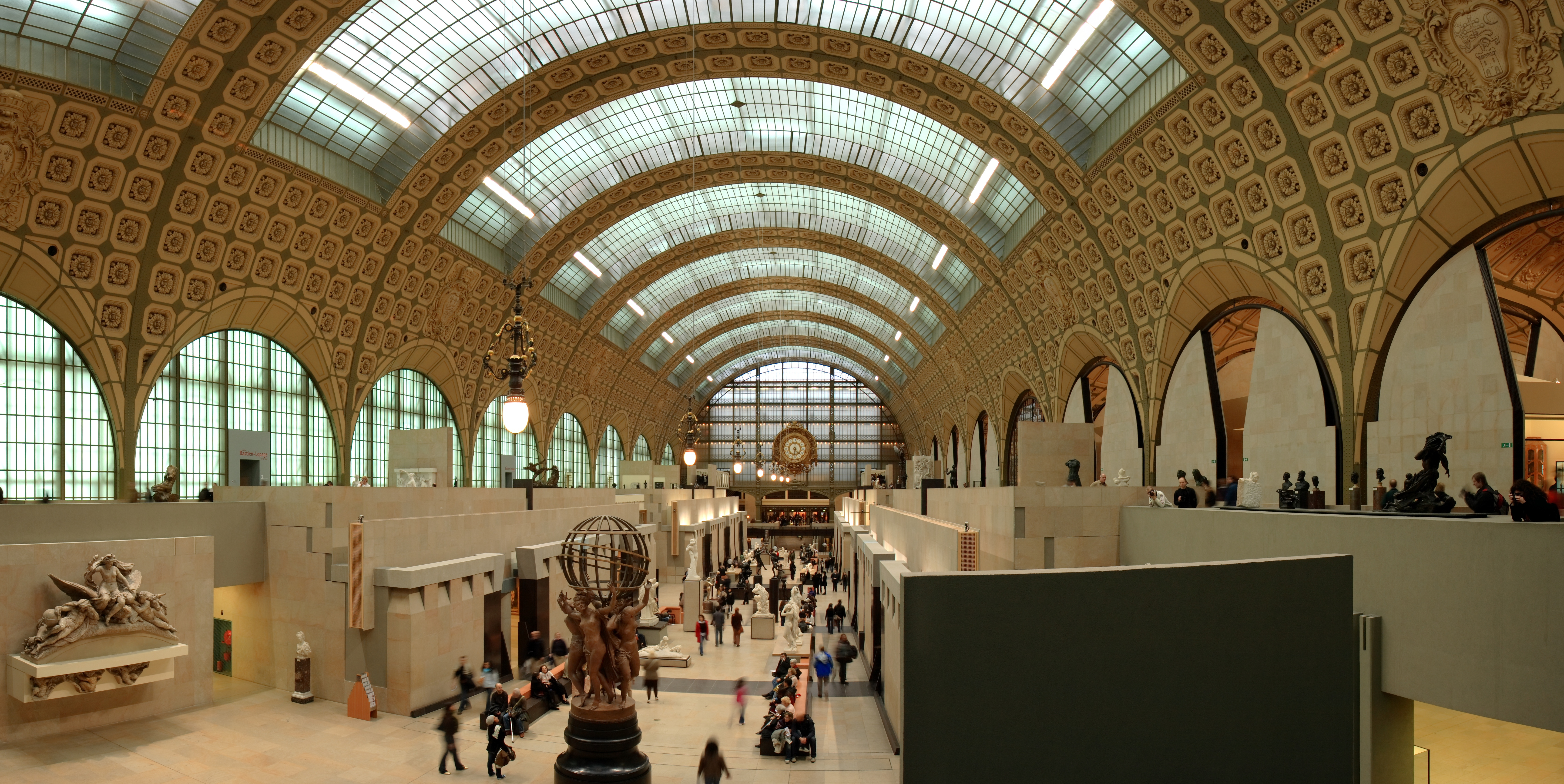
Bảo tàng Orsay

Paris và vùng Île-de-France là nơi có số lượng bảo tàng lớn và quan trọng nhất nước Pháp. Ít nhất một trăm bảo tàng tính riêng trong nội ô Paris, và thêm khoảng một trăm mười bảo tàng khác thuộc vùng Île-de-France. Không chỉ lớn về số lượng, các bảo tàng này còn là nơi trưng bày rất nhiều hiện vật, tác phẩm nghệ thuật quan trọng của thế giới.
Cổ nhất, diện tích lớn nhất là viện bảo tàng Louvre, nơi lưu trữ các tác phẩm nổi tiếng như Mona Lisa, tượng thần Vệ Nữ... Với kỷ lục 8,3 triệu lượt khách trong năm 2006, Louvre là bảo tàng nghệ thuật thu hút nhất thế giới. Tiếp đó phải kể đến những bảo tàng nghệ thuật khác: Orsay, sở hữu nhiều bộ sưu tập trường phái Ấn tượng, Hậu ấn tượng; bảo tàng Nghệ thuật hiện đại nằm trong trung tâm Pompidou. Ở ngoại ô, lâu đài Versailles, được xây dựng bởi vua Louis XIV là cung điện của các vị vua nước Pháp trong thế kỷ 17 và 18, cũng thu hút nhiều triệu du khách mỗi năm với 18.000 m² dành cho bảo tàng Lịch sử Pháp. Mới mở cửa năm 2006, Bảo tàng Quai Branly (Musée du quai Branly) về nghệ thuật và văn minh châu Phi, châu Á, châu Đại Dương, châu Mỹ cũng là một bảo tàng quan trọng với 2.175.000 lượt khách thăm vào năm 2007. Bên cạnh đó còn có những bảo tàng dành riêng của các nghệ sĩ tên tuổi như bảo tàng Picasso, Không gian Dalí, bảo tàng Rodin, bảo tàng Eugène Delacroix.
Paris là nơi đặt một trong những viện bảo tàng khoa học lớn nhất ở ở châu Âu,  Cité des Sciences et de l'Industrie. Nó đã thu hút 2,4 triệu lượt khách tham quan trong năm 2017. Bảo tàng Lịch sử Tự nhiên Quốc gia Pháp, thu hút 1.76 triệu khách tham quan vào năm 2016. Bảo tàng này nổi tiếng với các đồ tạo tác khủng long, bộ sưu tập khoáng sản và Thư viện Tiến hóa. Lịch sử quân sự của nước Pháp, từ thời Trung Cổ đến Thế Chiến II, được trình bày một cách sinh động tại bảo tàng Musée de l'Armée ở Invalides, gần ngôi mộ của Napoleon.
Ngoài nghệ thuật và lịch sử, thành phố Paris cũng có nhiều bảo tàng về lĩnh vực khác như bảo tàng Thời trang (Musée de la Mode et du Textile), bảo tàng Bưu điện (Musée de la Poste), bảo tàng Con người (Musée de l'Homme), bảo tàng Hàng hải (Musée national de la Marine), bảo tàng Tiền tệ (Musée de la Monnaie de Paris), bảo tàng Trung Cổ (Musée national du Moyen Âge), bảo tàng Vũ khí (Musée de l'armée), bảo tàng Điện ảnh (Cinémathèque française - Musée du Cinema)... Một số công trình quan trọng như Palais Bourbon, Palais de Chaillot, Petit Palais, Grand Palais, Opéra Garnier... cũng đều có những không gian bảo tàng.
Các bảo tàng nổi tiếng nhất của Paris đều là bảo tàng quốc gia, thuộc về Nhà nước Pháp. Một số bảo tàng thuộc về các bộ, như bảo tàng Vũ khí trong Điện Invalides và bảo tàng Hàng không Bourget thuộc về Bộ Quốc phòng Pháp. Một số khác thuộc Viện Pháp - Institut de France, và có cả các bảo tàng tư nhân. Chính quyền thành phố Paris quản lý mười bốn bảo tàng, trong đó có một số nổi tiếng như bảo tàng Carnavalet về lịch sử Paris, nhà tưởng niệm Victor Hugo, Hầm mộ Paris. Nhiều triển lãm được tổ chức ở những địa điểm này. Bảo tàng Nghệ thuật Đương đại của Louis Vuitton được thiết kế bởi kiến trúc sư Frank Gehry, mở cửa vào tháng 10 năm 2014 ở Bois de Boulogne. Nó nhận được 1.4 triệu lượt khách trong năm 2017.

### Thư viện

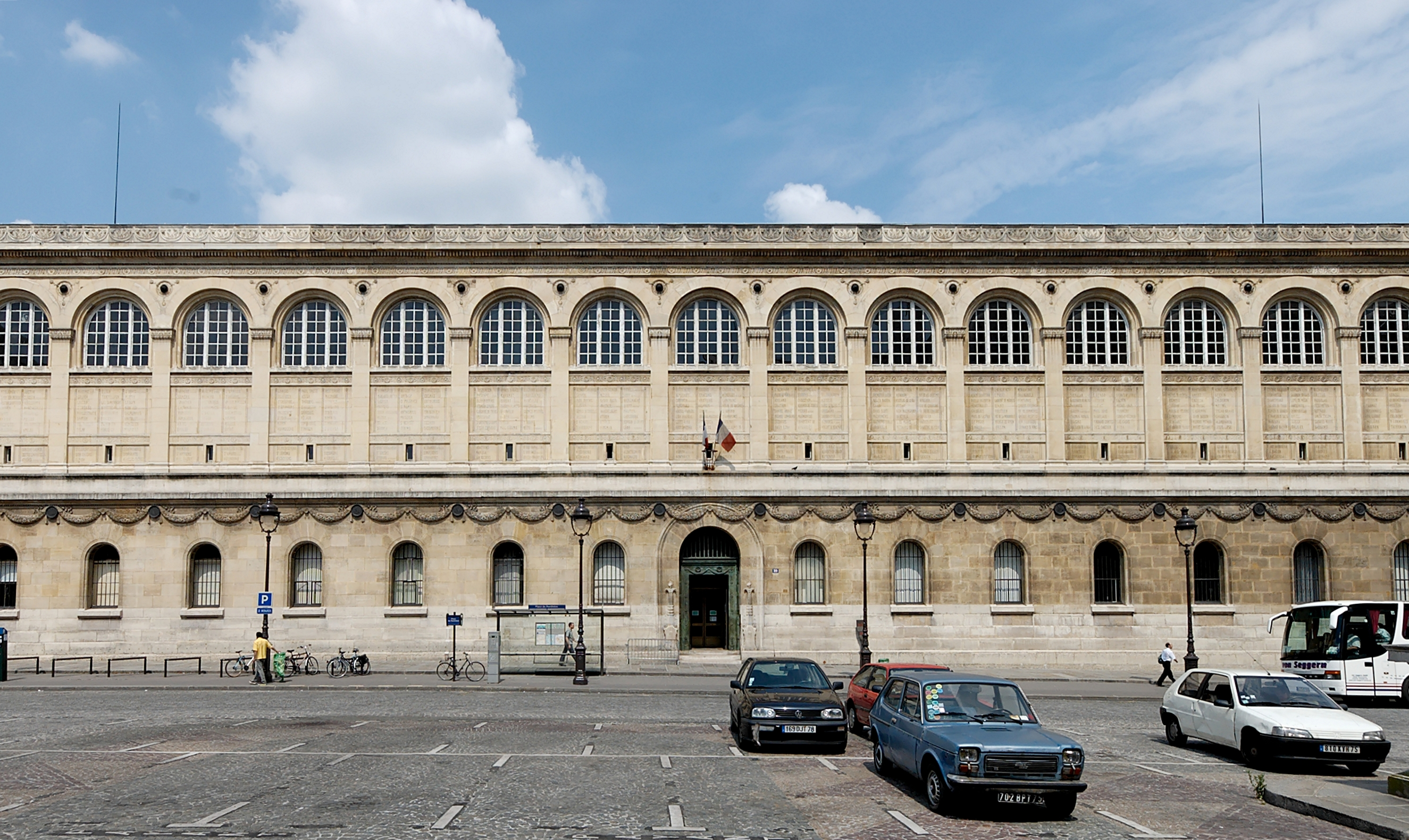
Thư viện Sainte-Geneviève

Paris sở hữu một số lượng thư viện lớn và phần nhiều đều mở cửa tự do cho công chúng. Được lập từ thư viện tư của Hồng y Jules Mazarin, Mazarine là thư viện cho công chúng cổ nhất Paris, bắt đầu từ năm 1643. Một thư viện cổ quan trọng khác là Sainte-Geneviève nằm cạnh Panthéon với hai triệu cuốn sách.
Thư viện quốc gia Pháp được nằm chủ yếu ở Paris, với hai địa điểm chính: " Richelieu " ở Quận 2 và " François-Mitterrand " ở Quận 13. Trong đó " Richelieu " là thư viện cổ, nhỏ hơn, nằm ở trung tâm, còn " François-Mitterrand " là một công trình kiến trúc hiện đại gồm bốn tòa nhà cao tầng ở khu Paris Rive Gauche. Đây là nơi lưu trữ tư liệu quan trọng bậc nhất thế giới với khoảng 30 triệu cuốn sách gồm nhiều phiên bản gốc giá trị. Cơ sở này trở thành nơi lưu trữ hợp pháp của nước Pháp kể từ triều vua François Đệ nhất.
Chính quyền thành phố Paris quản lý 55 thư viện phổ thông và khoảng 10 thư viện chuyên đề, là những nơi công chúng có thể tự do mượn tài liệu. Trong số đó có một vài thư viện được nhiều người biết tới như thư viện Lịch sử Paris, khánh thành năm 1871, nơi lưu trữ một triệu cuốn sách, ảnh, bản đồ liên quan tới lịch sử thành phố. Hoặc thư viện điện ảnh François-Truffaut với nhiều tài liệu điện ảnh quan trọng. Ngược lại với Thư viện quốc gia Pháp hay thư viện Mazarine, các thư viện của chính quyền thành phố đều miễn phí, kể cả các thư viện chuyên đề có thể cấm vị thành viên. Những sách, tạp chí, truyện tranh... được mượn tự do, còn các đĩa nhạc, video thì cần trả một số tiền trung bình hàng năm. Còn có một số thư viện cho công chúng khác, như thư viện trong trung tâm Georges-Pompidou. Rất nhiều thư viện của các đại học cũng mở cửa cho người ngoài.
Những cửa hàng sách có thể tìm thấy ở khắp Paris. Các siêu thị của Fnac, bên cạnh những mặt hàng máy tính, thiết bị hình ảnh, âm thanh... còn dành một không gian lớn cho sách, CD nhạc, DVD phim. Đại lộ Saint-Michel cũng có nhiều cửa hàng sách, cả cho sách cũ lẫn sách mới. Còn dọc sông Seine, những hàng nhỏ bán sách cũ đã trở thành một phần của văn hóa Paris.

### Nhà hát, phòng trình diễn

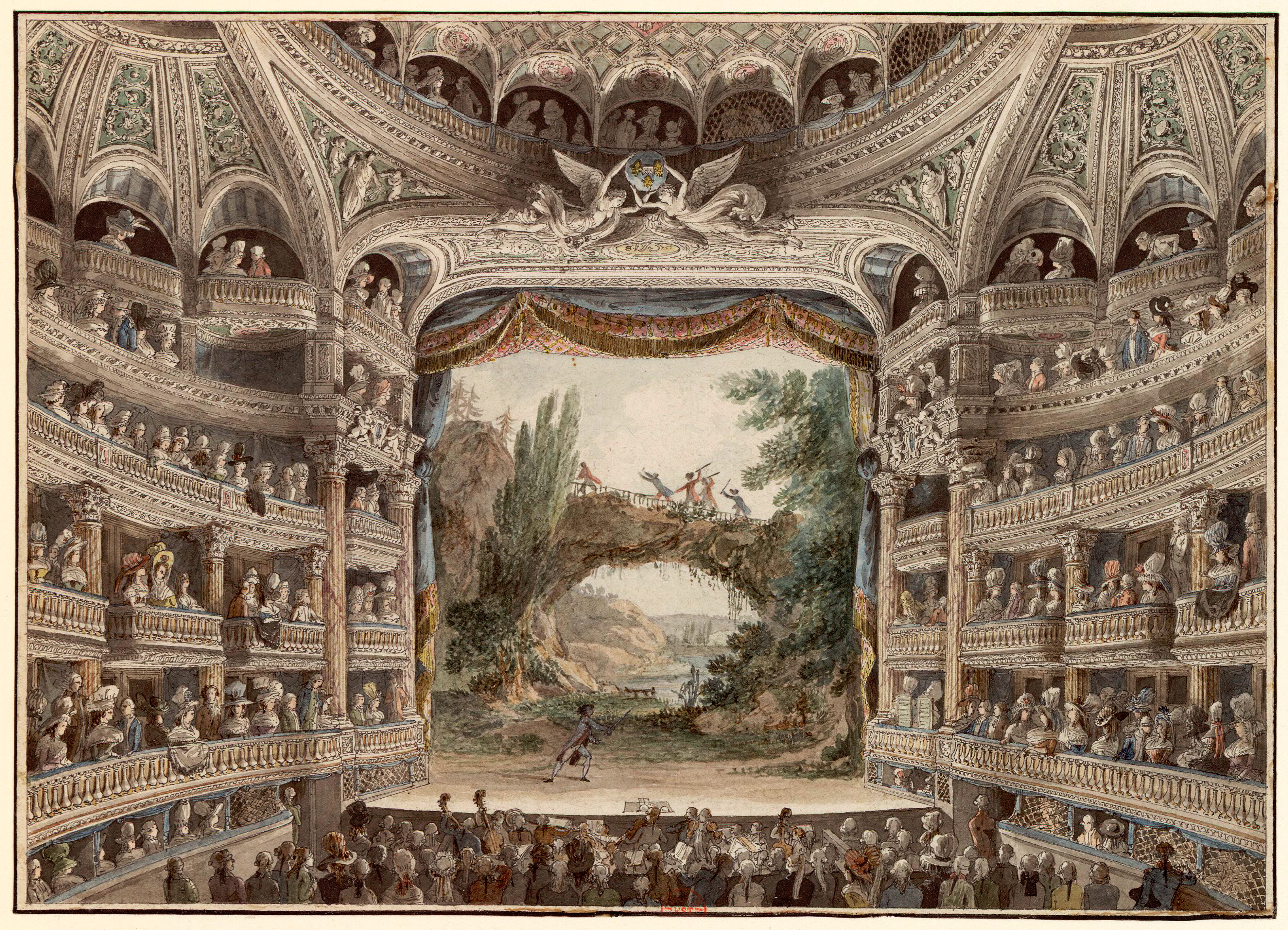
Nhà hát kịch Pháp, thế kỷ 18

Hai nhà hát lớn và được biết đến nhiều nhất Paris là Opéra Garnier và Opéra Bastille, được dành cho cả nghệ thuật cổ điển lẫn hiện đại. Ngoài ra, Paris còn có những nhà hát quan trọng khác như Nhà hát kịch Pháp (Comédie-Française), nhà hát Châtelet, nhà hát Odéon, nhà hát Mogador và Gaîté-Montparnasse. Một vài trong số này cũng gồm cả các phòng hòa nhạc. Nhà hát vẫn là địa điểm truyền thống quan trọng của văn hóa Paris, kể cả hiện nay, nhiều diễn viên nổi tiếng của nhà hát cũng đồng thời là những ngôi sao trên truyền hình.
Một số ca sĩ lớn của âm nhạc Pháp như Édith Piaf, Maurice Chevalier, Georges Brassens và Charles Aznavour đã từng tìm được danh tiếng ở những phòng hòa nhạc của Paris: Bobino, Olympia, La Cigale hoặc Le Splendid. Salle Pleyel là nơi tổ chức nhiều buổi nhạc giao hưởng, Salle Gaveau dành cho nhạc thính phòng, Maison de Radio France có nhiều buổi hòa nhạc lớn mang nhiều phong cách khác. New Morning là một trong những phòng hòa nhạc luôn dành cho jazz, nhưng cũng có các thể loại nhạc khác. Le Zénith ở khu La Villette với 6.000 chỗ ngồi là một trong những phòng hòa nhạc lớn nhất thành phố. Philharmonie de Paris, phòng hòa nhạc giao hưởng hiện đại của Paris, mở cửa vào tháng 1 năm 2015. Ngoài ra khu thể thao liên hợp Paris-Bercy ở khu Bercy, sân vận động Stade de France ở Saint-Denis thuộc ngoại ô, và sân vận động Công viên các hoàng tử... cũng là những nơi tổ chức các buổi hòa nhạc quy mô lớn.
Các quán rượu và cà phê hòa nhạc từng là xương sống của giải trí Paris trước Chiến tranh thế giới thứ hai. Ngay từ nửa đầu thế kỷ 19, ở Paris đã xuất hiện quán Moulin de la galette và cà phê hòa nhạc Élysée Montmartre cùng Château-Rouge. Các ban nhạc bình dân đã phục vụ cho đám đông nhảy múa tại quán nhạc Apollo hay khiêu vũ điệu Java tại vùng ngoại ô Temple và Belleville. Các câu lạc bộ thời kỳ tiếp theo mở ra những sàn nhảy hiện đại, như Le Palace - đã đóng cửa - từng rất nổi tiếng ở Paris. Ngày nay, trong những câu lạc bộ ở Paris, như hộp đêm Queen, vũ trường L'Étoile, Le Cab rất được yêu thích. Các sàn với nhạc điện tử như Le Rex, Batofar - một chiếc thuyền được cải tạo thành hộp đêm, hay The Pulp cũng rất đại chúng với sự góp mặt của những DJ hàng đầu thế giới.

### Rạp chiếu phim
Giống như những thành phố khác ở châu Âu, phim Hollywood chiếm một thị phần lớn tại các rạp của Paris. Nhưng cùng với đó là những bộ phim Pháp, những phim châu Âu khác, và cả điện ảnh châu Á cũng được trình chiếu phổ biến. Năm 2007, Paris có hơn 374 phòng chiếu phim. Số lượt người xem đã đạt tới con số hơn 30 triệu vào năm 2004. Những tập đoàn như UGC, Gaumont sở hữu các rạp ở khắp Paris. Từ 1990, các công ty này xây dựng những trung tâm chiếu phim lớn, từ 10 đến hơn 20 phòng chiếu. UGC có ba trung tâm quan trọng, tại Les Halles, Bercy và La Défense. Gaumont từng có một trong những phòng chiếu lớn nhất Paris ở quảng trường Italie, nhưng đã đóng cửa. Phòng chiếu rộng nhất thành phố hiện nay là Le Grand Rex với 2.800 chỗ ngồi. Các phòng chiếu còn lại đều nhỏ hơn 1.000 chỗ. Các địa điểm như Opéra, Champs-Élysées, Montparnasse là những trung tâm của rạp chiếu phim.
Ngoài ra còn một hệ thống rạp nhỏ, nhưng cũng rất quan trọng, cho những phim độc lập. Những phòng chiếu này giới thiệu nhiều bộ phim đa dạng, của cả những nền điện ảnh nhỏ, với con số tới 450 đến 550 phim một tuần cho một bộ phận công chúng riêng.

### Quán cà phê, nhà hàng và khách sạn

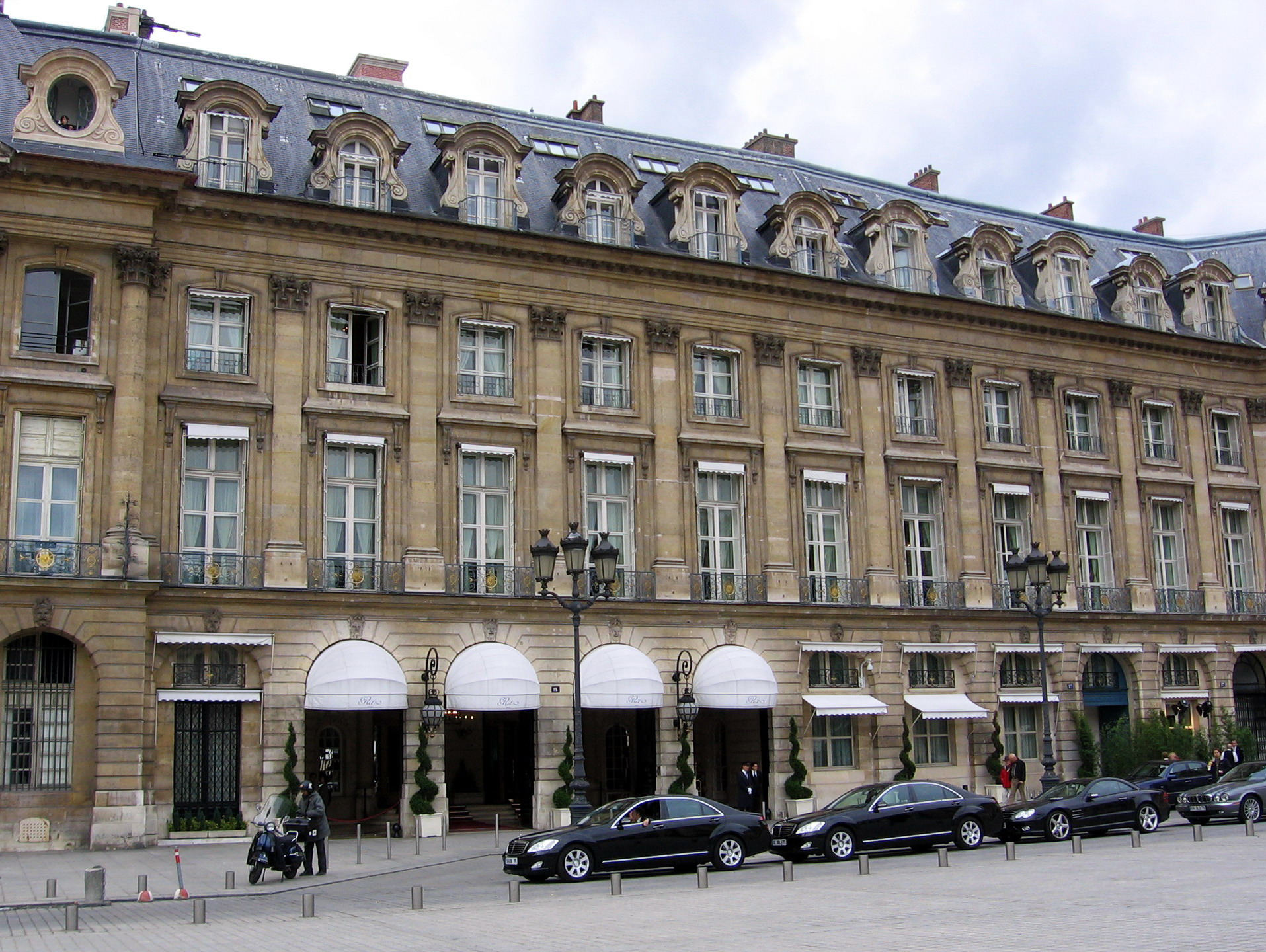
Khách sạn Ritz

Quán cà phê đầu tiên của Paris là Régence, được khai trương năm 1688 tại khu Palais-Royal. Sau đó một năm tới quán Café Procope được mở ở bên tả ngạn sông Seine. Rất nhanh chóng, các quán cà phê trở thành một phần của văn hóa Paris. Những quán cà phê vườn từng rất phổ biến vào thế kỷ 18 và có thể xem như là các " terrasses de café " - cà phê thềm - đầu tiên của Paris. Vào thế kỷ 19, việc quy hoạch lại thành phố cùng sự xuất hiện các đại lộ lớn với vỉa hè tạo điều kiện thuận lợi cho những " terrasses de café ". Ngày nay, các quán cà phê có mặt ở khắp thành phố và từng khu vực lại có những đặc điểm riêng biệt: nơi tập trung nhiều sinh viên như trong quận La Tinh, nơi chủ yếu cho khách du lịch như Montmartre, Champs-Élysées. Trong số đó có những quán nổi tiếng như Café Procope hay Café de Flore từng là nơi gặp gỡ của nhiều danh nhân.
Từ cuối thế kỷ 18, Paris đã nổi tiếng với các nhà hàng và món ăn ngon, thức ăn được chuẩn bị rất tỉ mỉ và trình bày rất khéo léo. Một nhà hàng sang trọng, La Taverne Anglaise, được khai trương vào năm 1786 trong khu vườn của Palais-Royal bởi Antoine Beauvilliers; nó gồm một phòng ăn thanh lịch, một thực đơn phong phú, khăn trải bàn bằng vải lanh, một danh sách dài những loại rượu vang hảo hạng và những người phục vụ được đào tạo tốt; La Taverne Anglaise đã trở thành một hình mẫu cho các nhà hàng ở Paris trong tương lai.
Nhờ giao thông đường sắt vào giữa thế kỷ 19 và cách mạng công nghiệp, nhiều người từ các tỉnh tới thủ đô mang theo những phong cách ẩm thực khác nhau đã tạo nên những nhà hàng với các đặc sản riêng. Chez Jenny là một ví dụ cho ẩm thực vùng Grand Est, Aux Lyonnais với các món từ Lyon... Sau đó, những người nhập cư tiếp tục giúp cho ẩm thực Paris thêm đa dạng với những món ăn của các dân tộc trên khắp thế giới như Ý, Ấn Độ, Trung Quốc, Việt Nam, Thái Lan... Không chỉ nổi tiếng về ẩm thực, Paris còn có các nhà hàng đặc biệt khác như Maxim's - nhà hàng được trang trí theo phong cách Tân nghệ thuật từng là điểm đến của nhiều nghệ sĩ nổi tiếng, hay nhà hàng Jules Verne nằm trên tầng hai của tháp Eiffel.
Hiện nay, thành phố có hơn 9.000 nhà hàng. Vào năm 2015, trong số 29 nhà hàng ba sao Michelin ở Pháp, có chín nhà hàng nằm ở Paris.
Vào cuối thế kỷ 19, Paris xây dựng thêm rất nhiều khách sạn bởi những cuộc Triển lãm thế giới được tổ chức ở đây đã kéo theo một số lượng lớn du khách từ khắp nơi tới thành phố. Trong số đó có thể kể tới khách sạn Ritz trên quảng trường Vendôme mở cửa năm 1898 và khách sạn Crillon trên quảng trường Concorde năm 1909. Ngày nay hai khách sạn này được xếp vào hạng " palace " - đặc biệt sang trọng - cùng năm khách sạn khác: Bristol, George V, Meurice, Plaza Athénée và Fouquet's Barrière. Ngoài ra, các tập đoàn lớn như Hilton, Accor cũng sở hữu các khách sạn ở khắp Paris.

### Lễ hội và các sự kiện

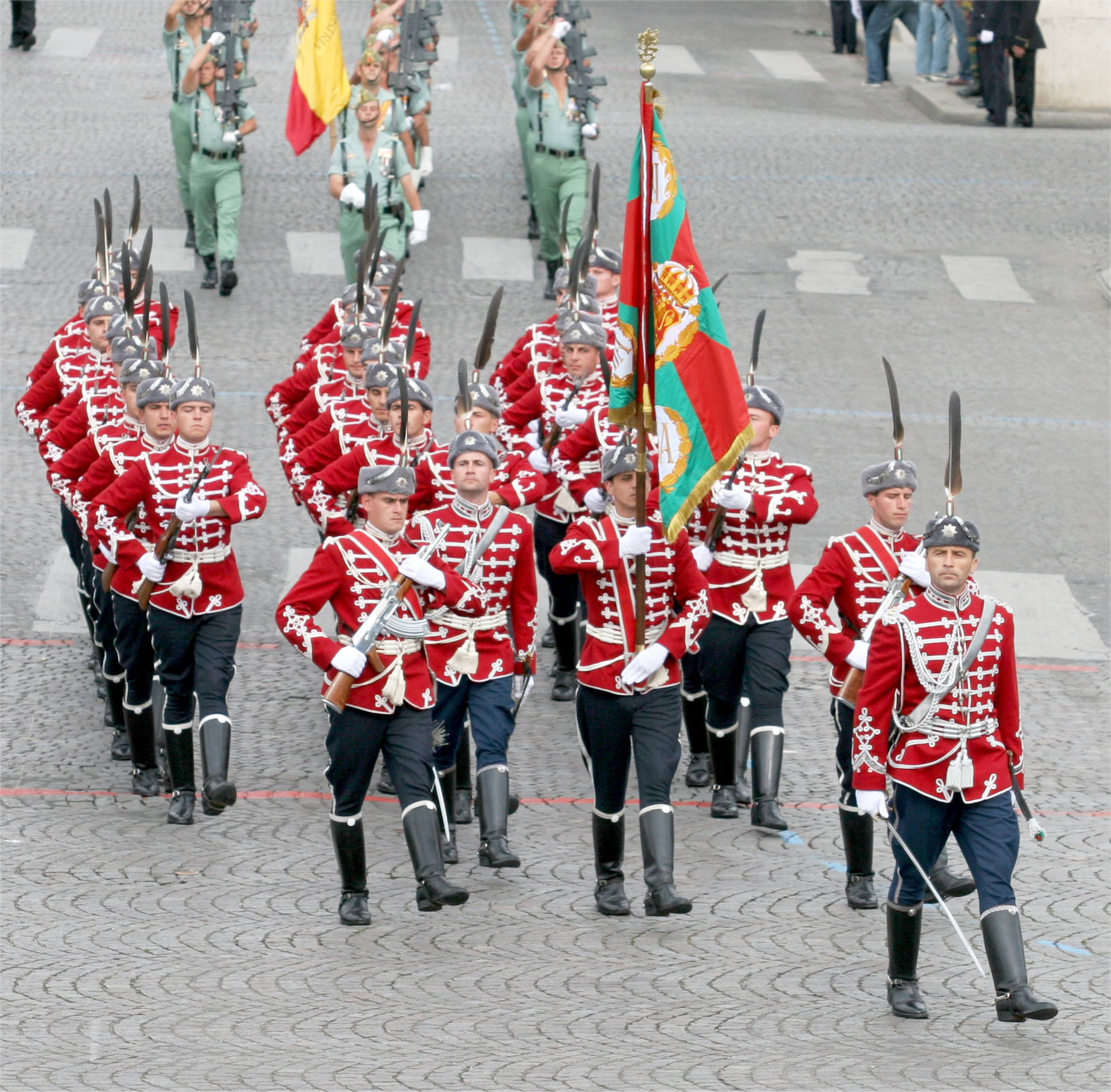
Duyệt binh ngày 14 tháng 7 trên đại lộ Champs-Élysées

Ngoài các lễ hội chung với thế giới và nước Pháp, Paris có nhiều lễ hội riêng được tổ chức trong suốt cả năm. Đầu tháng một, Tết Nguyên Đán được những người châu Á tổ chức ở Quận 13. Tháng hai, lễ hội Carnaval của Paris diễu hành xuyên qua thành phố. Vào cuối tháng hai còn có triển lãm thế giới về nông nghiệp. Triển lãm sách được tổ chức vào tháng ba và Hội chợ Paris cùng cuộc chạy marathon Paris vào tháng tư. Đầu mùa hè, tháng sáu có cuộc diễn hành Gay pride của những người đồng tính.
Ngày quốc khánh Pháp 14 tháng bảy là dịp tổ chức duyệt binh truyền thống tại đại lộ Champs-Élysées. Cũng vào cuối tháng này, Champs-Élysées là chặng đích của cuộc đua xe đạp Tour de France. Từ năm 2002, trong vòng hai tháng bảy và tám, thành phố tổ chức Paris-Plage, thay đổi một phần bờ sông Seine thành bãi biển nhân tạo với cát và các ghế vải gập. Một triển lãm về ô tô được tổ chức vào tháng mười các năm chẵn. Tháng mười còn có Hội chợ quốc tế nghệ thuật đương đại - FIAC, và từ 2002 thành phố bắt đầu tổ chức lễ hội Nuit Blanche - Đêm trắng - vào đêm thứ bảy đầu tiên của tháng với nhiều hoạt động nghệ thuật. Thứ bảy tuần thứ hai tháng mười, tại Montmartre còn có lễ hội hái nho.

### Truyền thông
Phần lớn những tập đoàn truyền thông của Pháp đều nằm tại Paris và thành phố cũng có một số tờ báo riêng. Le Parisien là nhật báo chính của Paris. 20 phút và Métro là hai nhật báo miễn phí, không có nguồn gốc ở Paris, nhưng được nhiều người dân thành phố đọc. Những hành khách đọc các tờ báo miền phí trên phương tiện giao thông công cộng trở thành một hình ảnh hàng ngày của thành phố. Về văn hóa, có tờ L'Officiel des spectacles đăng các chương trình, và tờ Paris frimousse phát hành hàng tháng về các hoạt động văn hóa cho thiếu nhi. Trước đây còn hai tờ báo khác cũng đăng tin tương tự là Zurban và Le Pariscope.
Ngược lại với các vùng khác của Pháp, truyền hình địa phương ở Paris không phát triển mạnh. Có thể thấy một số chương trình riêng cho Paris trên đài quốc gia France 3. Còn tại vùng Paris, Télif gần như là kênh duy nhất truyền qua cáp. Truyền qua ADSL hoặc vệ tinh có một số kênh địa phương: VOTV của Val-d'Oise, Télessonne của Essonne, TVM Est parisien của Seine-Saint-Denis, TVFil78 của Yvelines và RTV của Rosny-sous-Bois. Ngoài ra còn một vài kênh khác như Zaléa TV hay Teleplaisance.org...

## Paris, kinh đô thế giới
Trong lịch sử của mình, Paris là nơi sản sinh và được tìm đến của rất nhiều nhân vật nổi tiếng cũng như các trào lưu tư tưởng, nghệ thuật. Vào thế kỷ 18, Paris là trung tâm của triết học Khai sáng với những Rousseau, Voltaire. Tới thế kỷ 19, các nhà văn vĩ đại của Pháp như Alexandre Dumas, Honoré de Balzac, Victor Hugo đều tìm tới Paris. Và cùng với đó là các tên tuổi đến từ nước ngoài như Chopin, Van Gogh, Heine. Cuối thế kỷ 19, thành phố trở thành thủ đô của hội họa, với các trường phái Ấn tượng, Hậu ấn tượng. Sang thế kỷ 20, Paris tiếp tục là trung tâm văn hóa của cả thế giới, là nơi sản sinh các nhà văn Marcel Proust, André Gide... và là điểm đến của Pablo Picasso, Marc Chagall, Henri Matisse, James Joyce, Ernest Hemingway, Albert Camus, Beckett. Một số nhà khoa học, chính trị gia quan trọng của thế kỷ 20 như Marie Curie, Chu Ân Lai, Hồ Chí Minh... cùng từng sống và học tập ở Paris.
Paris còn là quê hương của điện ảnh, kinh đô của thời trang và là một trung tâm xuất bản lớn. Từng là nơi diễn ra nhiều hội nghị lịch sử quan trọng, thành phố hiện nay là nơi đặt trụ sở của nhiều tổ chức thế giới như UNESCO, OECD.

### Trung tâm tri thức và văn học

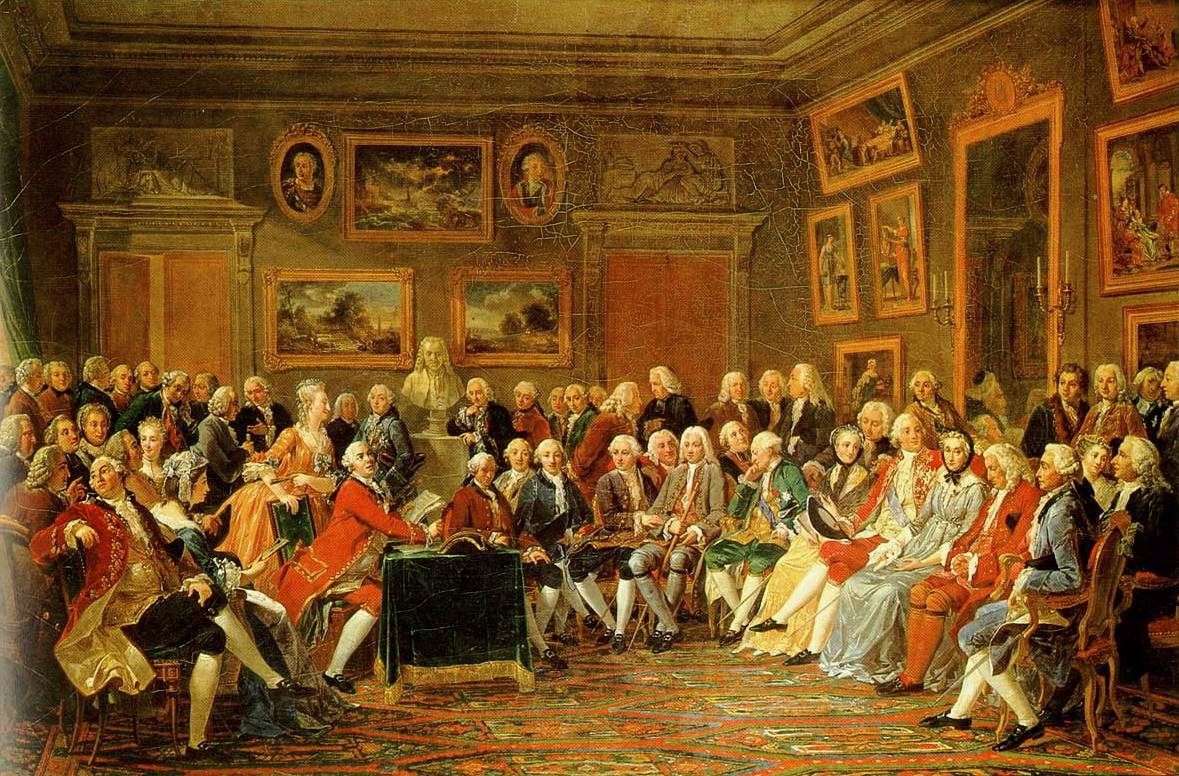
Phòng khách của bà Geoffrin năm 1755

Từ thế kỷ 12, Paris đã là một trong những trung tâm tri thức của thế giới Cơ Đốc giáo. Việc chấp nhận phương ngữ Paris bởi triều đình khẳng định khuynh hướng này. Trong thời kỳ Phục Hưng, Paris trở thành trung tâm của Chủ nghĩa nhân văn. Với quyền lực dần được tập trung, thành phố cũng quy tụ các ưu việt của văn hóa Pháp. Khoảng giữa thế kỷ 17, Paris với các phòng khách văn học gần như trở thành trung tâm duy nhất của văn chương Pháp.
Thế kỷ 18, cùng với sự ảnh hưởng của văn hóa Pháp lên khắp châu Âu, Paris trở thành trung tâm văn hóa lớn nhất. Những phòng khách văn học Paris đạt tới thời kỳ hoàng kim nhờ những nhà văn, nhà triết học vĩ đại như Voltaire, Jean-Jacques Rousseau của Thế kỷ ánh sáng. Phòng khách của bà Geoffrin từ 1749 tới 1777 từng là nơi tụ họp của Diderot, Voltaire, d'Alembert... cùng nhiều nghệ sĩ, nhà văn khác.
Thế kỷ 19, là trung tâm tri thức, Paris là điểm đến của hầu hết những nghệ sĩ lớn của Pháp, như các nhà văn Honoré de Balzac, Victor Hugo, Alexandre Dumas... các nhà thơ Paul Verlaine, Arthur Rimbaud, Baudelaire... Không những thế, nhiều trí thức tiến bộ của châu Âu như Chopin, Heine... cũng tìm đến thành phố này. Đến cuối thế kỷ, Paris trở thành chiếc nôi của nhiều trường phái hội họa. Năm 1872, bức tranh Ấn tượng mặt trời mọc (Impression soleil levant) của Claude Monet mở đầu cho Trường phái ấn tượng, rồi được tiếp tục bởi 8 triển lãm khác ở Paris. Thành phố đã quy tụ các họa sĩ nổi tiếng nhất đương thời: Vincent van Gogh, Paul Cézanne, Auguste Rodin, Alfred Sisley, Paul Gauguin, Auguste Renoir, Camille Pissarro... Ngày 28 tháng 12 năm 1895, buổi chiếu phim đầu tiên của anh em Auguste và Louis Lumière tổ chức tại Salon Indien nằm dưới tầng hầm quán cà phê Grand Café ở Paris đánh dấu sự ra đời của điện ảnh.
Sang thế kỷ 20, các nhà văn, nghệ sĩ vẫn tiếp tục tìm tới Paris. Tại Montmartre, Georges Braque và Pablo Picasso khởi xướng chủ nghĩa Lập thể. Henri Matisse, Salvador Dalí, Marc Chagall đều tới Paris. Văn học đầu thế kỷ 20 cũng là thời kỳ cách mạng của tiểu thuyết. Từ 1913 tới 1927, bộ tiểu thuyết Đi tìm thời gian đã mất (À la recherche du temps perdu) của Marcel Proust lần lượt được phát hành ở Paris. Năm 1922, tiểu thuyết tiếng Anh Ulysses của James Joyce cũng được xuất bản bởi Sylvia Beach ở Paris, và sau đó rất khó khăn mới chính thức vào được Mỹ. Không chỉ các nhà văn Pháp, rất nhiều các nhà văn lớn nước ngoài tới Paris và trải qua một thời kỳ sáng tạo ở đây, như Ernest Hemingway, Henry Miller, Gertrude Stein...
Sau Chiến tranh thế giới thứ hai, khu phố Saint-Germain-des-Prés trở thành một trung tâm văn học với sự góp mặt của Jean-Paul Sartre, Simone de Beauvoir, Boris Vian và Jacques Prévert. Samuel Beckett sống ở Paris và viết bằng tiếng Pháp. Cuốn tiểu thuyết tiếng Anh Lolita của Vladimir Nabokov không phát hành được ở Mỹ, sau đó được xuất bản ở Paris. García Márquez cũng sống ở Paris một thời gian khi quyết định ở lại châu Âu, chính là giai đoạn viết cuốn Giờ xấu (La mala hora). Một số chính khác quan trọng của các nước như Toàn quyền Canada Adrienne Clarkson, Roméo LeBlanc, Thủ tướng Canada Pierre Elliott Trudeau, Tổng thống Tunisia Habib Bourguiba, Tổng thống Sénégal Abdou Diouf, Tổng thống Ấn Độ Rajendra Prasad... từng học ở Paris và trọ tại Cư xá đại học quốc tế. Sau thời kỳ này, Paris mất dần vị trí độc tôn, nhưng vẫn là một trung tâm lớn về văn học, tri thức và xuất bản của thế giới. Cho tới cuối thế kỷ 20, một số nhà văn danh tiếng như Cao Hành Kiện, Milan Kundera... vẫn tiếp tục tìm đến thành phố.
Ngày nay, hầu như các khu phố của Paris đều có những tấm biển ghi lại thời gian lưu trú của các nhà văn danh tiếng. Các nghĩa trang của thành phố không chỉ là nơi yên nghỉ những nhân vật nổi tiếng người Pháp mà còn của rất nhiều danh nhân thế giới.

### Trụ sở các tổ chức quốc tế
Không chỉ là thủ đô của Pháp, rất nhiều các tổ chức quốc tế cũng có trụ sở tại Paris. Có thể kể tới: Tổ chức Giáo dục, Khoa học và Văn hóa Liên Hợp Quốc - UNESCO, Tổ chức Hợp tác và Phát triển Kinh tế - OECD, Phòng Thương mại Quốc tế - ICC, Lực lượng Đặc nhiệm Hành động Tài chính - FATF, Tổ chức Phóng viên không biên giới...
Ngoài ra Paris cũng là nơi tổ chức các hội nghị quan trọng. Nhiều hiệp ước, hòa ước lịch sử đã được ký kết ở đây, như Hòa ước Versailles năm 1919, Hiệp định Paris năm 1973... Với 600.000 m² phục vụ cho mục đích hội họp, Paris chiếm 5% các hoạt động hội thảo, hội nghị của thế giới.

### Kinh đô thời trang và xa xỉ phẩm

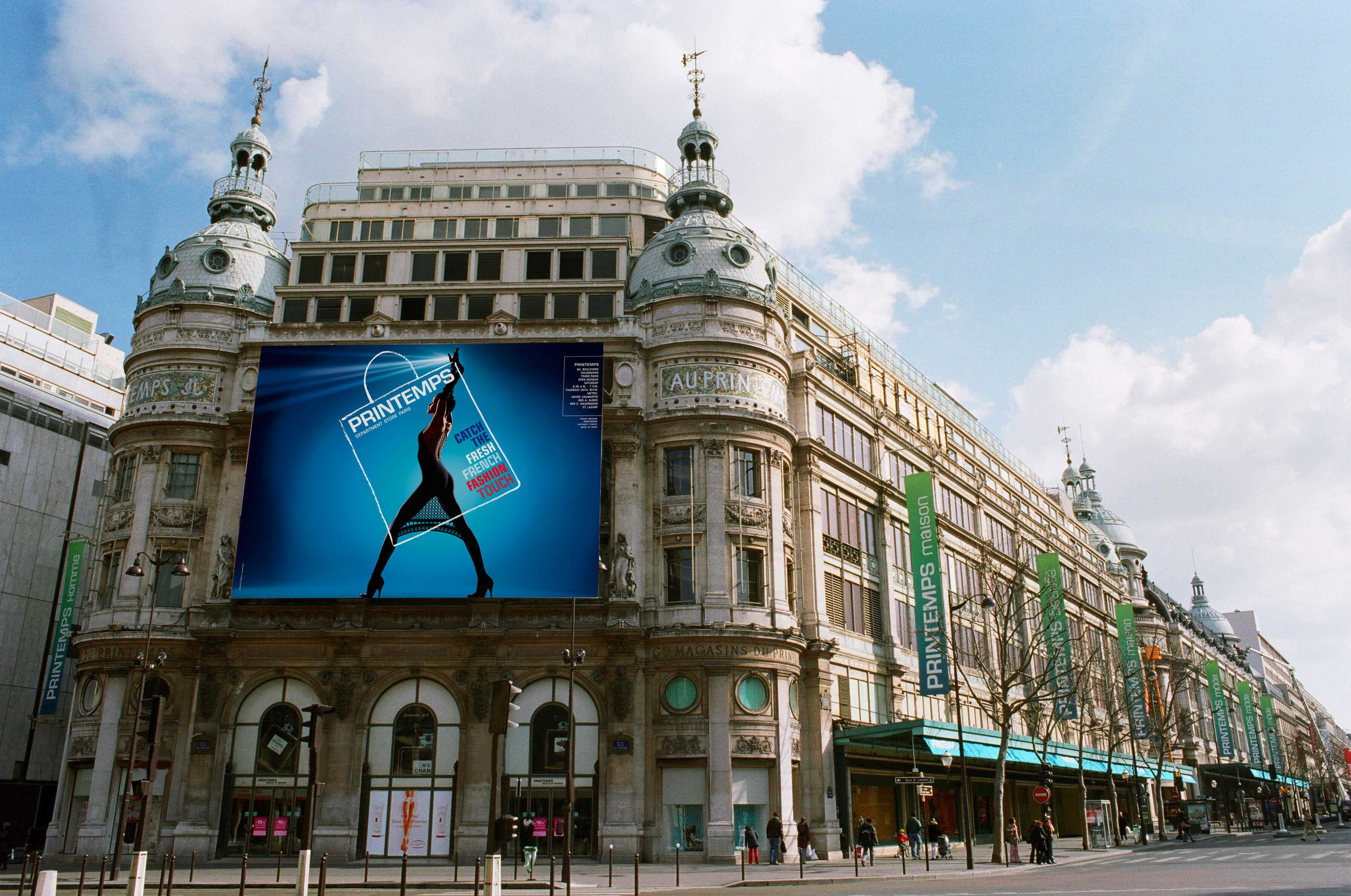
Đại cửa hàng Printemps

Paris vẫn thường được xem là kinh đô thời trang của thế giới. Ở đây tập trung những nhà mẫu nổi tiếng, các buổi trình diễn thời trang quan trọng và những cửa hàng thời trang cao cấp.
Từ thế kỷ 18, nước Pháp có thể xem như đã đi đầu châu Âu về thời trang khi nghệ thuật, kiến trúc, âm nhạc và các ăn mặc của triều đình Pháp tại Versailles ảnh hưởng tới khắp châu Âu. Những du khách tới Paris và mang về các bộ quần áo rồi lại được những nhà may địa phương bắt chước. Tới khi đường sắt và tàu thủy hơi nước giúp đi lại ở châu Âu được dễ dàng hơn, những phụ nữ giàu có đã tìm tới Paris để mua sắm quần áo. Những thợ may Pháp được xem như hàng đầu và cách ăn mặc của người Paris gây ảnh hưởng tới các nơi khác.
Tới thời kỳ Belle Époque, qua các tạp chí, thời trang Paris trở thành chuẩn mực cho tất cả phụ nữ ở các thành phố lớn trên thế giới. Giữa thế kỷ 19, thời trang may đo cao cấp Haute couture xuất hiện ở Paris mặc dù cha đẻ của nó là Charles Frederick Worth, một nhà may người Anh. Sau đó, Haute couture được các nhà tạo mẫu ở Paris như Lanvin, Chanel, Dior... nối tiếp. Vào thời kỳ hậu chiến, trong thập niên 1960, các nhà tạo mẫu của Paris thế hệ sau như Yves Saint Laurent, Pierre Cardin, Givenchy... tiếp tục ảnh hưởng lên toàn bộ ngành thời trang.

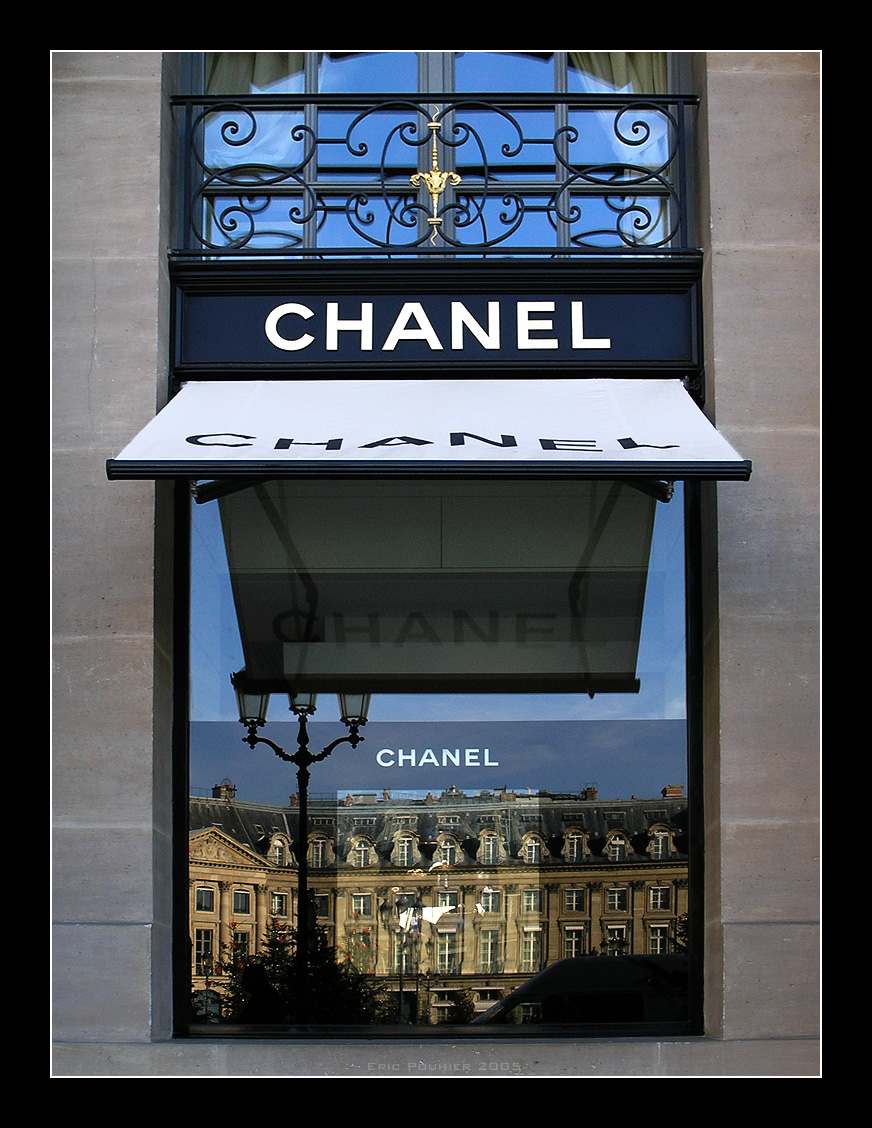
Cửa hàng Chanel ở quảng trường Vendôme

Ngày nay, Haute couture được bảo vệ bởi luật và do Phòng Thương mại và Công nghiệp Paris (Chambre de Commerce et d'Industrie) quản lý. Dù phải chia sẻ với một vài thành phố lớn khác, nhưng Paris vẫn giữ vị trí kinh đô thời trang. Các du khách vẫn tiếp tục tới đây để mua sắm. Tập đoàn kinh doanh hàng xa xỉ hàng đầu thế giới LVMH cũng có trụ sở ở Paris.
Một vài khu phố của Paris quy tụ nhiều các cửa hàng đồ xa xỉ. Những hãng trang sức như Cartier, dinh van, Chanel... nằm ở quảng trường Vendôme và phố Paix cạnh đó. Đại lộ Montaigne ở Quận 8 với những cửa hàng của Chanel, Louis Vuitton, Gucci, Armani, Dior, Prada, Valentino, Nina Ricci... Phố Faubourg-Saint-Honoré có sự hiện diện của Hermès, Dolce & Gabbana... Đầu đại lộ Champs-Élysées cũng có các cửa hàng của Cartier, Montblanc, Hugo Boss cùng Louis Vuitton đặc biệt thu hút du khách.
Paris cũng là trung tâm của mua sắm với các hệ thống cửa hàng nổi tiếng như Galeries Lafayette, Printemps... cùng các trung tâm thương mại Les Halles, La Défense... Vào thế kỷ 19, các cửa hàng hiện đại xuất hiện ở Paris như một ý tưởng cách mạng. Những đại cửa hàng, có sự kết hợp cả chiều rộng và chiều sâu, ghi giá cả rõ ràng, ổn định, hàng hóa đa dạng, trưng bày trong các không gian rộng, sang trọng... được đi tiên phong bởi Le Bon Marché vào năm 1852. Kế đó tới các đại cửa hàng La Samaritaine, Galeries Lafayette... Nhà văn Emile Zola trong tiểu thuyết Au Bonheur des Dames năm 1883 cũng đã miêu tả cuộc đời một nhân viên làm việc trong một đại cửa hàng. Ngày nay, Paris có tất cả năm hệ thống đại cửa hàng: Galeries Lafayette, Printemps, Le Bon Marché, La Samaritaine và BHV.

## Paris với văn hóa và nghệ thuật

### Paris với văn học

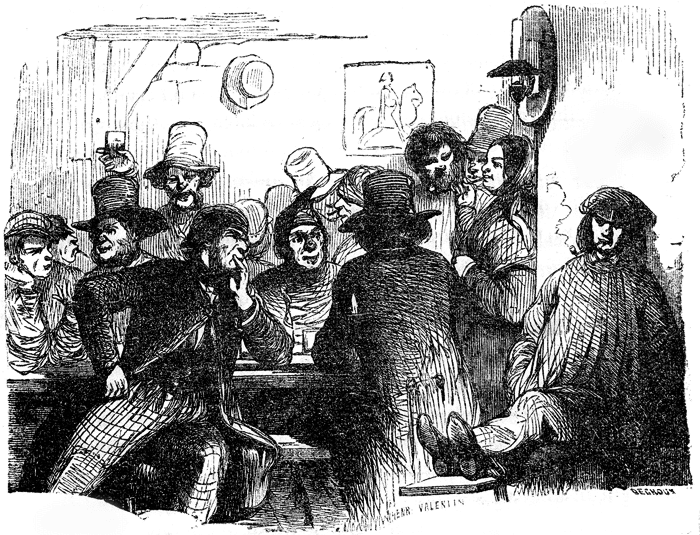
Bí mật thành Paris của Eugène Sue

Từ rất lâu, Paris đã là nguồn cảm hứng cho các nhà văn. Vào thế kỷ 15, François Villon đã viết về Paris trong tác phẩm chính của mình: Le Testament. Trong thế kỷ 17 và thế kỷ 18, miêu tả một Paris hiện thực cũng thu hút các tác giả. Thế kỷ 19, các nhà văn Pháp có những bước tiến trong việc miêu tả thành phố với phong cách mang tính chính xác hơn. Dưới nền Quân chủ tháng bảy, Honoré de Balzac phác họa bức tranh chi tiết và hiện đại về xã hội Pháp trong bộ tiểu thuyết đồ sộ Tấn trò đời (La Comédie Humaine). Gồm hơn 100 tác phẩm, gồm cả tiểu thuyết, truyện ngắn, tiểu luận... Tấn trò đời với vô số các nhân vật ở Paris, là một bức tranh toàn cảnh miêu tả xã hội Pháp thế kỷ 19. Alexandre Dumas với Ba người lính ngự lâm cũng cho thấy một Paris khác trong lịch sử.
Trong khi Balzac quan tâm tới các tầng lớp cao của xã hội thì một vài tác giả khác lại chú ý đến tầng lớp bình dân của Paris. Bí mật thành Paris (Les Mystères de Paris) của Eugène Sue với những miêu tả về tầng lớn dưới đáy xã hội đăng từng kỳ trên báo từ 1842 tới 1843 đã rất thành công. Hai mươi năm sau đó, một trong những tiểu thuyết gia lớn nhất của Paris, Victor Hugo đã xuất bản Những người khốn khổ (Les Misérables), tác phẩm đồ sộ miêu tả cuộc sống nhiều mặt của thành phố, khiến Paris trở thành cổ điển. Một tiểu thuyết khác của Victor Hugo, Nhà thờ Đức Bà Paris (Notre-Dame de Paris) tiếp tục giúp độc giả khắp thế giới biết đến nhà thờ nổi tiếng của thành phố.
Thành phố Paris sau những cải tạo của Haussmann được Émile Zola miêu tả trong bộ Les Rougon-Macquart với những tác phẩm Le Ventre de Paris, Nana, Au Bonheur des Dames. Đầu thế kỷ 20, nhà hát Opéra Garnier của Paris trở thành bối cảnh chính của tiểu thuyết Bóng ma trong nhà hát (Le Fantôme de l'Opéra) của Gaston Leroux. Tác phẩm này đã có rất nhiều chuyển thể, trong đó nổi tiếng như vở nhạc kịch The Phantom of the Opera của Andrew Lloyd Webber trên sân khấu Broadway năm 1986, rồi bộ phim cùng tên năm 2004. Trong những năm 1960, các nhà văn biến Paris thành một thành phố hoang đường, đôi khi khôi hài và nực cười như trong Zazie dans le métro của Raymond Queneau. Hay một Paris đầy ắp những kỷ niệm trong Je me souviens của Georges Perec. Nhà văn Colombia Gabriel García Márquez trong truyện ngắn Dấu máu em trên tuyết (El Rastro de tu Sangre en la Nieve) cũng cho thấy cái nhìn của một người nước ngoài cô đơn giữa Paris về thành phố này.

### Paris với hội họa và điêu khắc

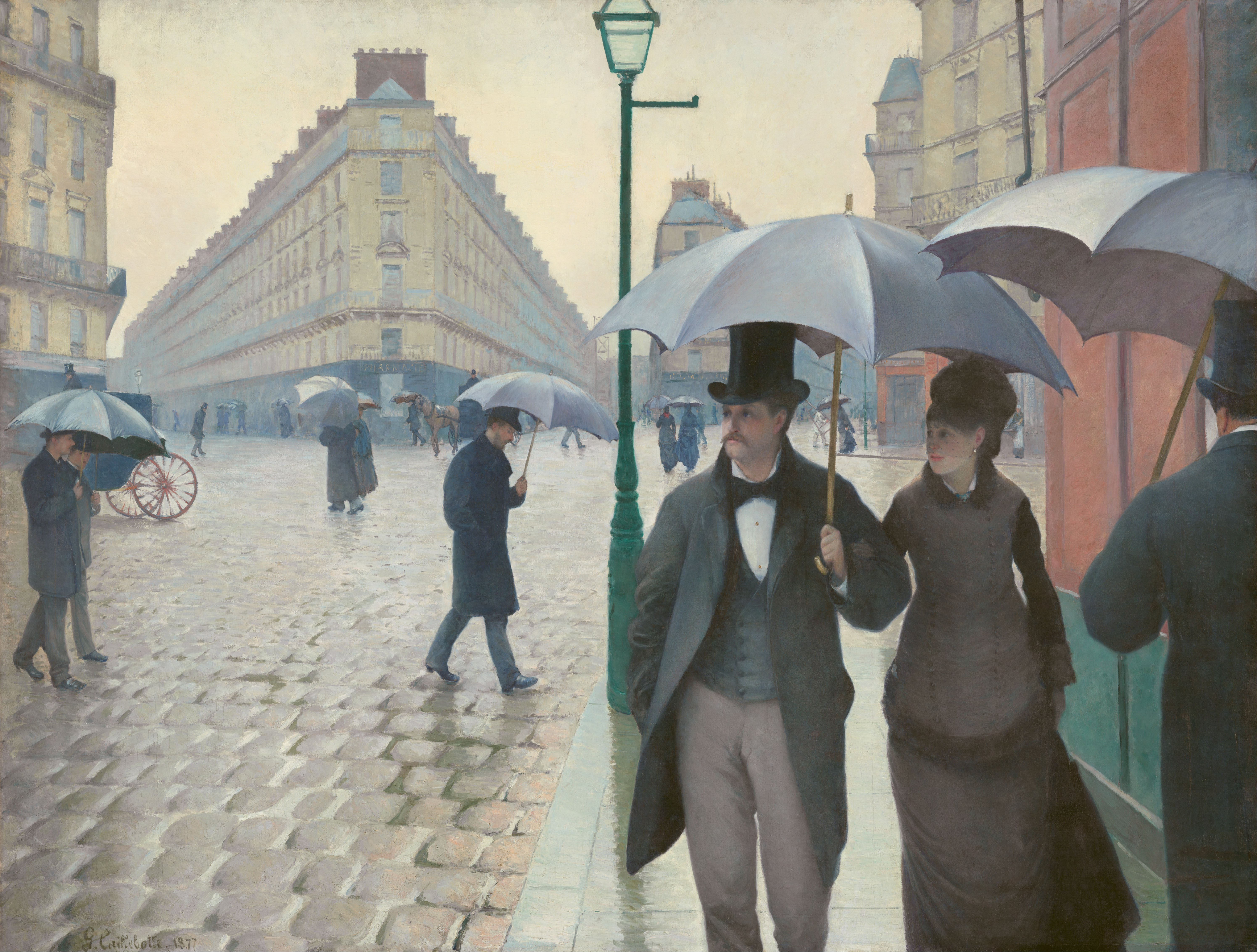
Phố Paris, trời mưa, Gustave Caillebotte 1877

Là thành phố quan trọng bậc nhất của hội họa, Paris không chỉ là nơi khai sinh của những trường phái Ấn tượng, Lập thể... mà nó còn là đề tài của nhiều họa sĩ. Cho tới Chiến tranh tôn giáo vào cuối thế kỷ 16, không thấy tác phẩm nào thực sự về Paris. Dưới thời Henri IV và Louis XIII, thành phố được Jacques Callot cùng các họa sĩ Hà Lan De Verwer và Zeeman thể hiện trên tranh, đặc biệt là hai bên bờ sông Seine. Cung điện Louvre cũng trở thành một đề tài rất được ưa thích vào thế kỷ 17.
Phải đến thế kỷ 19, đời sống thường nhật của Paris mới thu hút các họa sĩ. Jean-Baptiste Camille Corot dựng giá vẽ bên bờ sông Seine; Claude Monet tái hiện không khí mờ hơi nước của nhà ga Saint-Lazare; Auguste Renoir miêu tả cuộc sống khu phố Montmartre với các quán Moulin de la galette, Moulin Rouge; Camille Pissarro vẽ cầu Pont Neuf và Alfred Sisley với cảnh đảo Île Saint-Louis. Tiếp đó, vào cuối thế kỷ, Georges Seurat, Paul Gauguin, Paul Cézanne và Van Gogh tiếp tục tái hiện Paris trong các tác phẩm của mình. Còn Toulouse-Lautrec bị thu hút bởi các quán cabaret của thành phố.
Vào thế kỷ 20, Albert Marquet và Maurice Utrillo vẽ những khu phố ít may mắn của Paris. Henri Matisse, Maurice de Vlaminck và André Derain làm việc trong tòa nhà Bateau-Lavoir ở Montmartre, còn Fernand Léger, Amedeo Modigliani, Marc Chagall, Ossip Zadkine và Chaïm Soutine sáng tác trong xưởng vẽ La Ruche ở Montparnasse. Đó chính là thời kỳ hoàng kim của trường phái Paris.
Về điêu khắc, ở Paris thế kỷ 19 có thể kể tới François Rude với bức phù điêu La Marseillaise trên Khải Hoàn Môn, hay Jean-Baptiste Carpeaux với đài phun nước tại Đài thiên văn. Tiếp đó, vô số các nghệ sĩ danh tiếng với những tác phẩm của mình đã trang hoàng cho Paris: Auguste Rodin, Aimé-Jules Dalou tại vườn Luxembourg và quảng trường Nation, Antoine Bourdelle ở Palais de Tokyo, Aristide Maillol ở vườn Tuileries và Paul Landowski với tượng Thánh Geneviève ở cầu Tournelle. Tân nghệ thuật cũng trang trí cho một số lối vào tàu điện ngầm của Paris nhờ Hector Guimard. Nghệ thuật đương đại hiện diện ở Palais-Royal với các cây cột của nhà điêu khắc Daniel Buren hay ở Trung tâm Pompidou với đài phun nước Stravinski của Jean Tinguely và Niki de Saint Phalle.

### Paris với âm nhạc
Truyền thống âm nhạc ở Paris bắt từ thời Phục Hưng. Cuối thế kỷ 12 trường phái âm nhạc đa âm điệu Notre-Dame ra đời. Dưới thời François I, công nghệ in ấn mới xuất hiện đã giúp các ca khúc trở nên phổ biến. Thời Louis XIV, nhiều vở opera lớn được giới thiệu ở Paris. Nhạc sĩ gốc Ý Jean-Baptiste Lully tới sống tại Paris và trở thành người phục trách âm nhạc của triều đình. Các vở ba lê của Lully được trình diễn tại cung điện Louvre từ năm 1655. Thế kỷ 18, Jean-Philippe Rameau làm nổi bật vai trò của dàn nhạc trong các vở opera-ba lê. Lịch sử Pháp cũng ảnh hưởng tới âm nhạc của Paris. Nhiều bài hát đại chúng được sáng tác trong thời kỳ Cách mạng Pháp, như Carmagnole trở thành ca khúc biểu tượng cho những người cách mạng vào năm 1792. Vào thế kỷ 19, Paris trở thành thủ đô của âm nhạc, các nghệ sĩ nổi tiếng nước ngoài đã tìm tới đây. Âm nhạc tiến đến Chủ nghĩa lãng mạn với những nhạc sĩ như Frédéric Chopin, Hector Berlioz hay Charles Gounod.
Âm nhạc cho khiêu vũ của Paris trong thế kỷ 19 nổi tiếng khắp thế giới. Được chơi ở các lễ hội Carnaval Paris, nó còn ảnh hưởng đến âm nhạc truyền thống và các cả nhạc sĩ nước ngoài. Trong số đó có thể kể đến nhạc sĩ người Áo Johann Strauss I, người đã tới Pháp vào 1837. Sau năm 1870, Paul Dukas, Camille Saint-Saëns hay Georges Bizet đã làm nước Pháp trở thành bậc thầy của âm nhạc ba lê. Những cá tính dân tộc trong âm nhạc trở lại với Maurice Ravel và Claude Debussy - các nhạc sĩ ấn tượng. Cuối thế kỷ 19 cũng là thời kỳ của các ca sĩ ứng tác và quán cabaret Le Chat noir ở Montmartre là một địa điểm biểu tượng. Đầu thập niên 1880, " la divine " Sarah Bernhardt, người được xem như nữ nghệ sĩ nổi tiếng bậc nhất trong lịch sử nghệ thuật, đã từ Paris đi lưu diễn khắp thế giới, tại Luân Đôn, Hoa Kỳ và Nga.
Trong Thế kỷ 20, những bài hát của Édith Piaf - người mang biệt danh " cô bé của Paris " - và cả Maurice Chevalier trở thành các ca khúc phổ biến ở Paris và còn được biết đến trên toàn thế giới. Nền ca nhạc Pháp còn rất nhiều những bài hát về Paris.

### Paris với điện ảnh

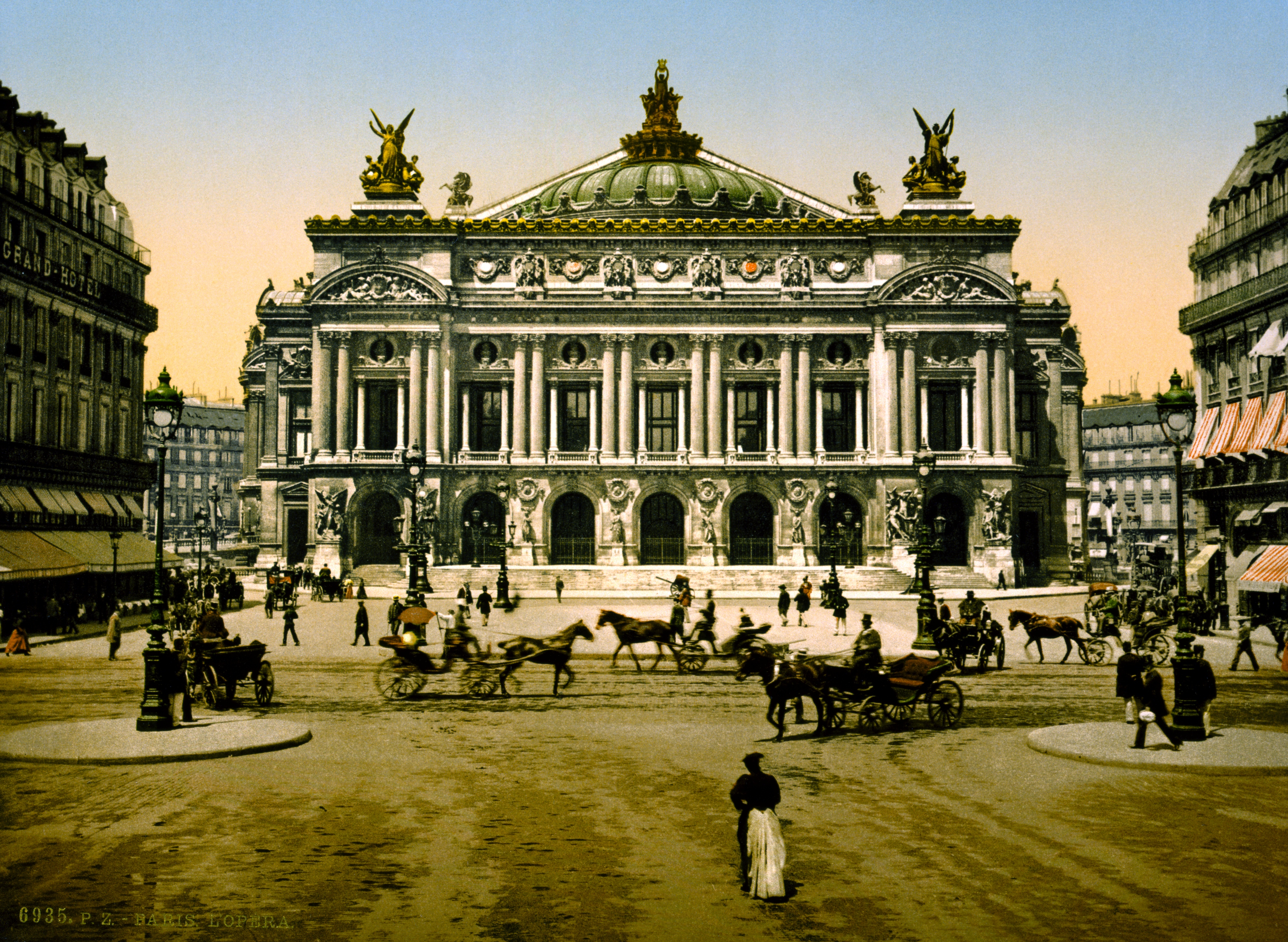
Opéra Garnier năm 1900, bối cảnh cho Bóng ma trong nhà hát

Với các công trình nổi tiếng và sự lãng mạn, Paris là một trong những thành phố được đưa lên màn ảnh nhiều nhất. Ngoài các bộ phim quan trọng của điện ảnh Pháp, những đạo diễn thế giới cũng chọn Paris làm bối cảnh cho những tác phẩm của mình.
Trong danh sách dài những bộ phim Pháp quay ở đây, có thể kể đến một vài tác phẩm lớn đã trở thành kinh điển. Hôtel du Nord (1938) là khung cảnh cho lời thoại nổi tiếng của Arletty: " Atmosphère, atmosphère, est-ce que j'ai une gueule d'atmosphère? ". Tuy bộ phim được thực hiện trong trường quay, nhưng khách sạn nhỏ bên con kênh Saint-Martin vẫn trở thành địa điểm yêu thích của những khán giả điện ảnh. La Traversée de Paris (1956) cùng Le Dernier Métro (1980) gợi lại những hiện thực về thời gian thành phố bị Đức Quốc xã chiếm đóng năm 1943, và Paris brûle t-il? (1966) về giải phóng Paris vào tháng 8 năm 1944. Đầu thập niên 2000, Le Fabuleux Destin d'Amélie Poulain (2001) là câu quận hoang tưởng trong một Paris huyền thoại và vĩnh hằng. Bộ phim này giành được những thành công quốc tế và khiến nhiều người yêu điện ảnh tới Montmartre để tìm kiếm những địa điểm tượng trưng của các cảnh quay.
Điện ảnh thế giới cũng ghi dấu ấn với những bộ phim về Paris. Năm 1951, bộ phim ca nhạc An American in Paris, nói về một họa sĩ trẻ ở Paris, đã thành công rực rỡ, đạt giải Oscar cho phim hay nhất. Năm 1957, Tình yêu ban chiều (Love in the Afternoon) mở đầu với những cảnh Paris tràn ngập các đôi yêu đương và Audrey Hepburn gặp gỡ Gary Cooper tại khách sạn Ritz. Trong Last Tango in Paris năm 1972, Marlon Brando trong vai một người đàn ông trung niên gặp cô gái trẻ Maria Schneider tại một căn phòng sang trọng ở quận 16. Cuối thế kỷ 20 là bộ phim ca nhạc Everyone Says I Love You (1996) của đạo diễn Woody Allen.
Đầu những năm 2000, trong Moulin Rouge! (2001), Nicole Kidman vào vai cô ca sĩ Satine của quán Moulin Rouge yêu chàng nhà văn Christian do Ewan McGregor diễn. Năm 2004, Bóng ma trong nhà hát (The Phantom of the Opera) chuyển thể từ tiểu thuyết của Gaston Leroux lại giới thiệu một Paris của âm nhạc và sân khấu thời Belle Époque. Da Vinci code (2006) tiếp tục chọn Paris làm bối cảnh cho bộ phim. Mới nhất năm 2007, với vị trí kinh đô của ẩm thực, Paris lại xuất hiện trong bộ phim hoạt hình Mỹ Chú chuột đầu bếp (Ratatouille). Không chỉ những tác phẩm lãng mạn, cảnh Paris với tháp Eiffel bị phá hủy thường xuyên được sử dụng trong các phim khoa học viễn tưởng.
Bên cạnh điện ảnh, các công trình nổi tiếng và đời sống thường nhật của Paris là đề tài sáng tác của nhiều nhiếp ảnh gia danh tiếng. Bắt đầu từ Eugène Atget ở cuối thế kỷ 19, tiếp đó tới Robert Doisneau giữa thế kỷ 20, người đã chụp vô số các bức ảnh về Paris, trong đó nổi tiếng hơn cả là Le Baiser de l'Hôtel de Ville (Nụ hôn trước tòa thị chính).

## Thành phố kết nghĩa
Từ năm 1956, Paris trở thành thành phố sinh đôi cùng với duy nhất Roma của Ý:
- Tiếng Pháp: " Seule Paris est digne de Rome; seule Rome est digne de Paris "
- Tiếng Ý:      " Solo Parigi è degna di Roma; solo Roma è degna di Parigi "

     Có nghĩa:    " Duy nhất Paris xứng với Roma; duy nhất Roma xứng với Paris "
|  | - 1956: Roma |

Ngoài ra Paris còn có nhiều thành phố kết nghĩa khác:
- Algiers, 2003
- Amman, 1987
- Amsterdam, 2013
- Athens, 2000
- Beijing, 1997
- Beirut, 1992
- Berlin, 1987
- Brazzaville, 2015
- Buenos Aires, 1999
- Cairo, 1985
- Casablanca, 2004
- Chicago, 1996
- Copenhagen, 2005
- Senegal, 2011
- Doha, 2010
- Geneva, 2002
- Istanbul, 2009
- Jakarta, 1995
- Jericho, 2009
- Kinshasa, 2014
- Kyoto, 1958
- Lisboa, 1998
- London, 2001
- Madrid, 2000
- Thành phố Mexico, 1999
- Montevideo, 2013
- Montreal, 2006
- Moskva, 1992
- Phnôm Pênh, 2007
- Porto Alegre, 2001
- Prague, 1997
- Thành phố Quebec, 1996
- Rabat, 2004
- Ramallah, 2011
- Rio de Janeiro, 2009
- Riyadh, 1997
- Saint Petersburg, 1997
- Sanaa, 1987
- San Francisco, 1996
- Santiago, 1997
- São Paulo, 2004
- Seoul, 1991
- Sofia, 1998
- Sydney, 1998
- Tbilisi, 1997
- Tel Aviv, 2010
- Tokyo, 1982
- Tunis, 2004
- Warsaw, 1999
- Washington, D.C., 2000
- Yerevan, 1998